# U-Boot-Klasse XXI
Die U-Boot-Klasse XXI, offiziell Typ XXI genannt, war eine deutsche U-Boot-Klasse, die von 1944 bis 1945 gebaut wurde.
Diese Boote waren die modernsten ihrer Zeit und wurden wegen ihrer großen Akkumulatoranlage, mit der sie sehr viel länger als andere zeitgenössische Typen unter Wasser operieren konnten, als Elektro-U-Boote oder Elektroboote bezeichnet. Durch ihre große Akkukapazität, leistungsstarke Elektromotoren und eine für die Unterwasserfahrt günstigere Form erreichten sie mit ihren Elektromotoren unter Wasser eine höhere Geschwindigkeit als mit ihren Dieselmotoren an der Oberfläche. Sie waren mit einem Schnorchel ausgerüstet und dafür ausgelegt, fast ständig unter Wasser zu fahren. Dadurch waren sie die ersten „echten“ U-Boote, anders als alle bisherigen, die im Grunde nur tauchfähige Torpedoboote waren.
Der Typ XXI wurde in Sektionsbauweise aus neun Sektionen zusammengebaut; die Sektionen wurden am „Fließband“ gebaut. Er kam im Zweiten Weltkrieg nicht mehr gegen feindliche Überwasserschiffe zum Kampfeinsatz. Wegen seiner revolutionären Eigenschaften leitete der Typ XXI einen Paradigmenwechsel bei den U-Boot-Waffen aller Staaten ein, obwohl nur noch sehr wenige Elektroboote zum Einsatz kamen, z. B. U 2511 unter Adalbert Schnee.
Der amerikanische Autor Howard Grier bezeichnete den Typ XXI als Dönitz’ Wunderwaffe und stellte angesichts der Hoffnung, die in diese neuen Boote und somit den „Endsieg“ gesetzt wurde, lakonisch fest, man hätte mit dem Stahl für diese 170 neuen Boote 5100 damals dringender benötigte Panzer bauen können.

## Geschichte
Die völkerrechtlichen Doktrinen des Kreuzerkrieges forderten von U-Booten im Ersten Weltkrieg gegen Handelsschiffe de facto Überwasserkriegsführung. Alle Handelsschiffe waren aufgetaucht zu stoppen und zu durchsuchen. Nach einer Überprüfung konnten gegnerische Schiffe versenkt oder als Prise genommen werden, neutralen Schiffen ohne Banngut war die Weiterfahrt zu gestatten. Die Unterwassereigenschaften traten deshalb zurück, sodass sich ein Tauchboot etablierte, das mit Dieselmaschinen über Wasser die meisten Handelsschiffe einholen konnte und sich nur beim Auftreten stärkerer und schnellerer Überwasserkriegsschiffe durch Wegtauchen in Sicherheit brachte.
Deshalb hatte das typische U-Boot einen stärkeren Antrieb für die Über- als für die Unterwasserfahrt, eine offene Brücke zur Beobachtung des Seeraums und war neben Torpedos auch mit Kanonen bewaffnet. Diese Vorgaben bestimmten die Konstruktionen der U-Boot-Typen aller Staaten bis in die Zeit des Zweiten Weltkriegs. Nach der Einführung des Konvoi-Systems und der Sonarpeilung (ASDIC) waren nur wenige Militärs vom Erfolg eines Einsatzes von U-Booten überzeugt (Nimitz, Dönitz). Tatsächlich war der Zweite Weltkrieg ein Beweis der Wirksamkeit der U-Boot-Waffe und führte zu grundlegenden Änderungen der Militärdoktrinen.

### Vorgeschichte
In den ersten Kriegsjahren erzielten die wenigen konventionellen Tauchboote der Kriegsmarine große Erfolge. Deshalb wollte das Hauptamt Kriegsschiffbau (K-Amt) des Oberkommando der Marine (OKM) keine Werftkapazitäten für neue Entwicklungen wie das Projekt des Ingenieurs Hellmuth Walter für einen leistungsstarken außenluftunabhängigen U-Boot-Antrieb bereitstellen. Die erfolgreiche Probefahrt des Versuchsbootes V 80, das mit seinem neuartigen Walter-Antrieb in der Schlei-Mündung eine Unterwassergeschwindigkeit von 27 Knoten erreichte, änderte wenig an dieser Haltung.
Der Chef des K-Amtes, Admiral Werner Fuchs, erteilte lediglich einen Konstruktionsauftrag für das Projekt V-300 – ein größeres Versuchs-U-Boot mit Walter-Antrieb – an die Germaniawerft. Walter wollte wegen der höheren Kapazitäten bei Blohm & Voss bauen, wurde aber übergangen. Nach fast zwei Jahren Konstruktionsarbeit, bei der Walter immer wieder Zugeständnisse machen musste, veranlassten er und Waas vom K-Amt am 14. November 1941 eine Vorführung des V 80 in der Bucht vor Hela. Beobachter sollten Großadmiral Raeder, der Befehlshaber der U-Boote Karl Dönitz und Fuchs sein. Dönitz wurde jedoch seitens des OKM nicht eingeladen. Raeder zeigte reges Interesse; Fuchs sah jedoch keine Notwendigkeit für einen neuen Bootstyp, der nach seinen Erfahrungen jahrelange Planungs- und Entwicklungsarbeiten erfordern und daher nicht kriegsentscheidend sein würde. Im Ergebnis wurde am 18. Februar 1942 ein Bauauftrag an die Germaniawerft (U 791) erteilt, jedoch nie durchgeführt.
Walter wandte sich im Januar 1942 direkt an Dönitz, der sich von Anfang an für die Walter-Entwicklungen interessiert hatte und deren Potential erkannte. Dönitz unterstrich die Notwendigkeit hoher Unterwassergeschwindigkeit vor den Überwassereigenschaften trotz der damals großen Erfolge seiner U-Boote und brachte sein Bedauern zum Ausdruck, zur Vorführung in Hela nicht eingeladen gewesen zu sein. Aufgrund intensiver Gespräche zwischen Walter, Waas und Dönitz bekam das Walter-Projekt mehr Gewicht bei der Seekriegsleitung (SKL). Nach einem nicht erfüllbaren Auftrag an die Lübecker Flender-Werke wurden bei Blohm & Voss und der Germaniawerft ab Mitte 1942 statt der geforderten Null-Serie von sechs nur zwei kleine Walter-Boote mit 220 Tonnen (Wa201, später Typ XVII B) und zwei kleine Walter-Boote (WK 202, später Typ XVII G) beauftragt und gebaut. Bei Blohm & Voss nahm Illies die Entwicklung auf. Für die Formgebung wurden Anregungen aus der Luftfahrt und aus Windkanälen aufgegriffen, sodass etwa drei Monate später ein brauchbarer Grundentwurf zustande kam.
Dönitz bestand außerdem auf der Neukonstruktion eines schnellen atlantikfähigen U-Bootes (später Typ XVIII), das nach einer Bewerbung der Deutschen Werke AG in Kiel gebaut werden sollte. Es sollte etwa 800 Tonnen Verdrängung haben, über Wasser etwa 15 Knoten und unter Wasser etwa 26 Knoten erreichen. Die Bootsform sollte dem hydrodynamisch gut durchgeformten kleinen Walter-Typ Wa 201 entsprechen. Das Fischprofil mit ovalem Querschnitt für die Aufnahme der Mipolamsäcke mit Wasserstoffperoxid (H2O2) unter dem Druckkörper, Stabilisierungsflossen für die höhere Unterwassergeschwindigkeit sowie die stromlinienförmige geschlossene Brücke stellten eine radikale Abkehr von bisherigen Entwürfen dar.
Die weitreichenden konstruktiven Aufgaben der Neuentwicklungen stellten die Firma Walter vor gravierende personelle Probleme. Eine von Waas angeregte Abkommandierung von erfahrenen Frontoffizieren als ständige Berater der Konstrukteure und zur Betreuung des Probebetriebes wurde vom OKM immer wieder abgelehnt. Im Juni 1942 kam es erneut zu Gesprächen zwischen Walter, Waas, Dönitz, Admiral Kleikamp (K-Amt) und Gutjahr (Leiter Torpedoamt). Dönitz stellte sofort die Leitenden Ingenieure Heep und Gabler auf Kriegsdauer ab. Beide hatten anschließend großen Anteil an der Entwicklung und Verbesserung aller neuen U-Boot-Typen.
Trotz der Gespräche, die das Walter-Projekt vorantrieben, waren das OKM und insbesondere das K-Amt nicht bereit, die Breitenentwicklung zur Serienreife zu veranlassen. Daraufhin wandte sich Dönitz im Herbst 1942 direkt an Hitlers Marineadjutanten Karl-Jesko von Puttkamer. Am 28. September 1942 befahl Hitler einen Vortrag in der Reichskanzlei, an dem Keitel, Raeder, Dönitz, Fuchs und Waas teilnahmen. Durch die Ausführungen von Dönitz und Waas kam es jetzt tatsächlich zur Wende in der Anschauung des OKM über die U-Boot-Entwicklung.

### Planung
Der neuartige Walter-Antrieb erlangte nicht schnell genug Serienreife, und das dafür erforderliche Wasserstoffperoxid als Sauerstoffträger stand nicht in ausreichender Menge zur Verfügung (der Bedarf der gesamten U-Boot-Flotte hätte etwa 300 Tonnen je Tag betragen). Deshalb legte Marinebaudirektor Oelfken (Referent von Bröking) in Anwesenheit der „konventionellen“ U-Boot-Konstrukteure Schürer und Bröking dem Chef des K-Amtes im April oder Mai 1943 einen überschlagsmäßigen Entwurf des Typs XXI mit herkömmlichem dieselelektrischem Antrieb auf der Basis des Typs XVIII vor. Er führte dazu aus: „Wenn wir ein so großes Boot bauen wollen und so viel Raum zur Verfügung haben, können wir auch mit der konventionellen Maschinenanlage sehr viel mehr erreichen als bisher. Wenn außerdem auf die Unterwassereigenschaften sehr viel mehr Wert gelegt wird, können wir natürlich einen konventionellen Antrieb anders auslegen als in der Vergangenheit.“
Es wurde eine Unterwassergeschwindigkeit von über 18 kn gefordert, da angenommen wurde, dass feindliche Sicherungsfahrzeuge noch bis zu dieser Geschwindigkeit Schallortung vornehmen konnten. Für die normalen alliierten Geleitzüge wurde angenommen, dass sie ihre Geschwindigkeit in absehbarer Zeit nicht über 10 kn steigern können würden. Die äußere Bootsform des Typs XXI wurde im Wesentlichen von der bereits geschleppten Rumpfform des geplanten großen Hochsee-U-Boot-Typs XVIII mit Walter-Antrieb übernommen. Zur Unterbringung der erheblich vergrößerten Akkumulatoren-Anlage war ein 8-förmiger Querschnitt des Druckkörpers im mittleren Schiffsdrittel des Bootes vorgesehen. Dieser Entwurf versprach mit 4000 PS = 2942 kW eine Unterwassergeschwindigkeit von 18 Knoten für 1,5 Stunden oder 12 bis 14 Knoten für 10 Stunden. Bei Schleichfahrt wurde eine Geschwindigkeit von 5 Knoten für 60 Stunden erwartet. Im Laufe der Planungen wuchs das Boot schließlich auf eine Größe von 1600 Tonnen.
Dönitz akzeptierte trotz seiner Bedenken wegen dieser Größe den Entwurf als Ersatz für den Typ IX am 13. Juni 1943. Seiner Auffassung nach waren mangels Aufklärung durch die Luftwaffe mit kleineren Booten dichtere Suchpostenstreifen möglich. Die kritische Lage im U-Boot-Krieg, dem die bisherigen Typen kaum noch gewachsen waren, und die unsichere Serienreife und Treibstoffversorgung der geplanten neuen U-Boot-Klasse XVIII mit Walter-Antrieb gab schließlich den Ausschlag für die Sofortlösung Typ XXI. Es wurde angenommen, dass die Bleilage bis Sommer 1945 den Bau von 250 Elektro-U-Booten des Typs XXI erlauben würde und anschließend auf den Walter-Antrieb übergegangen werden müsse.
Die ursprünglich geplanten Walter-Boote hatten innen einen drucktechnisch idealen kreisförmigen Druckkörperquerschnitt. Der 0-förmige Querschnitt ihrer äußeren Hülle war dadurch bedingt, dass der Treibstoff für den Walter-Antrieb zwischen Druckkörper und äußerer Hülle dem Wasserdruck ausgesetzt gelagert werden konnte. Die vergrößerte Batterieanlage des Typs XXI konnte dagegen nur innerhalb eines Druckkörpers angeordnet werden. Dafür wäre ein etwas größerer, aber weiterhin kreisförmiger Druckkörperquerschnitt günstiger gewesen. Das hätte zusätzliche Entwicklungszeit für neue Schleppversuche und die Neukonstruktion der äußeren Hülle erfordert und so zu einem Zeitverlust von etwa sechs Monaten geführt. Die deshalb gewählte Verbindung der 0-förmigen Außenschiffsform des Typs XVIII mit einem darin hineinkonstruierten 8-förmigen Druckkörper ist, im Vergleich mit kreisförmigen Querschnitten beider Hüllen, mit einigen Nachteilen verbunden:
- Die Festigkeitsberechnung des Druckkörpers ist deutlich schwieriger und wurde aus Zeitmangel zum Teil durch Abschätzungen ersetzt;[5][6]
- bei gleicher Masse eine geringere Festigkeit und Tauchtiefe;
- größere Angriffs- und Ortungsfläche;
- höherer Strömungswiderstand, dadurch geringere Geschwindigkeit und Reichweite;
- geringere Auf- und Abtriebskräfte der Tiefensteuerung;[7]
- erhöhte Ansprüche an die Tiefe der Hafenanlagen;
- geringere Breite, dadurch leicht auseinanderlaufende Antriebswellen.

Dass eine Kreisform beim Druckkörperquerschnitt erheblich günstiger gewesen wäre, war bekannt. Berechnungen ergaben, dass die Überwasser-Verdrängung mit kreisförmigen Querschnitt 1200–1400 m³ und der mittlere Tiefgang 5,5 m betragen hätte. Der 8-förmige Druckkörper erlaubte jedoch die Nutzung eines damals gebräuchlichen Akku-Typs. In Deutschland war zudem eine Vergrößerung des Druckkörperdurchmessers während des Krieges nicht erwünscht. Sie hätte größere Blechstärken erfordert und damit zu Fertigungsschwierigkeiten geführt. Das führte dazu, dass auch bei manchen Nachfolgeentwürfen am Konzept des 8-förmigen Druckkörpers festgehalten wurde. Vom Typ XXI abgeleitete Nachkriegsbauten hatten wieder kreisförmige Druckkörperquerschnitte.
Die auseinanderlaufenden Antriebswellen haben den Vorteil, dass die Ruderlage bei Ausfall einer Hauptmaschine kaum geändert werden muss, um den Kurs halten zu können. Zudem konnten trotz der geringen Schiffsbreite große Propeller mit gutem Wirkungsgrad und geringen Propellergeräuschen verwendet werden. Ein Nachteil ist, dass der Kurs bei Versagen der Ruderanlage durch unterschiedliche Propellerdrehzahlen Backbord/Steuerbord kaum geändert werden kann. Um eine möglichst ablösungsfreie Heckform zu erhalten, war nur ein einzelnes vergrößertes Seitenruder vorhanden, das außerhalb der Propellerströme lag. Dieses erzeugt bei geringer Fahrt entsprechend geringe Ruderkräfte. Die alten Typen hatten dagegen im Interesse höherer Manövrierfähigkeit hinter jedem der beiden Propeller ein Seitenruder. Diese können bereits bei geringer Geschwindigkeit starke Ruderkräfte erzeugen, sobald die Propeller mit höherer Drehzahl laufen.
Der Kupfermangel in Deutschland hatte für die Konstruktion einige Konsequenzen. Viele unverzichtbare Hilfsantriebe (Seitenruder, Tiefenruder, Periskope, Flaktürme, Mündungsklappen der Torpedorohre) arbeiteten mit Drucköl und einem zentralen Elektroantrieb statt auf die Einzelsysteme verteilte dezentrale Elektromotoren. Da ein Teil des Druckölsystems außen am Druckkörper verlief (Tiefenruder, Flaktürme), konnte bei Beschädigungen Meerwasser in dieses System eindringen. Daraufhin wurde die Druckölanlage geändert. Die alten Boote und Nachkriegsbauten haben im Normalfall – wegen besseren Wirkungsgrades, höherer Ausfallsicherheit und der voneinander unabhängigen Antriebsleistung – elektrische Hilfsantriebe.
Da sich die Detailkonstrukteure aus Geheimhaltungsgründen nicht untereinander abstimmen konnten, war die interne Anordnung mancher Systeme wartungs- und reparaturunfreundlich. Andererseits schützte die strikte Geheimhaltung das Gesamtprojekt gut vor gezielten Luftangriffen auf kritische Fertigungsstätten.
Die Konstruktionszeit wurde von früher sieben auf drei Monate verkürzt. Bereits am 8. Dezember 1943 meldete das zentrale Konstruktionsbüro „Ingenieurbüro Glückauf“ (IBG) in Blankenburg (Harz) den Abschluss der Konstruktions- und Fertigungszeichnungen. Zur Zeitersparnis wurde auf den Bau eines Prototyps, mit dessen Fertigstellung erst im Oktober 1944 zu rechnen gewesen wäre, verzichtet. Auch der Vorschlag von Admiral Werner Fuchs, die fertige Konstruktion vom K-Amt überprüfen zu lassen, wurde wegen des dafür erforderlichen Zeitaufwandes von drei bis vier Wochen abgelehnt. Stattdessen wurde sofort mit der Serienfertigung begonnen. Auftretende Probleme sollten nach der Ablieferung der ersten U-Boote, die für die Erprobung und Ausbildung vorgesehen waren, behoben werden. Für den Stahlbau waren noch zwei statt früher fünf Monate vorgesehen, für den Sektionsbau vier statt zehn Monate. Die geplante Gesamtbauzeit umfasste noch neun statt früher mindestens 22 Monate.
Hierfür wurden die Arbeitszeiten auf 72 Stunden pro Woche und mehr erhöht. Die unsachgemäße Ausführung von Arbeitsaufträgen und die Nichterfüllung von Quoten durch Fabrikleiter, Außenbeamte und Fachkräfte jeder Art wurde durch ihre Vereidigung im Rahmen des Kriegsrechtes strafbar. Bereits bei Fahrlässigkeit drohten harte Maßnahmen durch Einschaltung der Gestapo.

### Bau

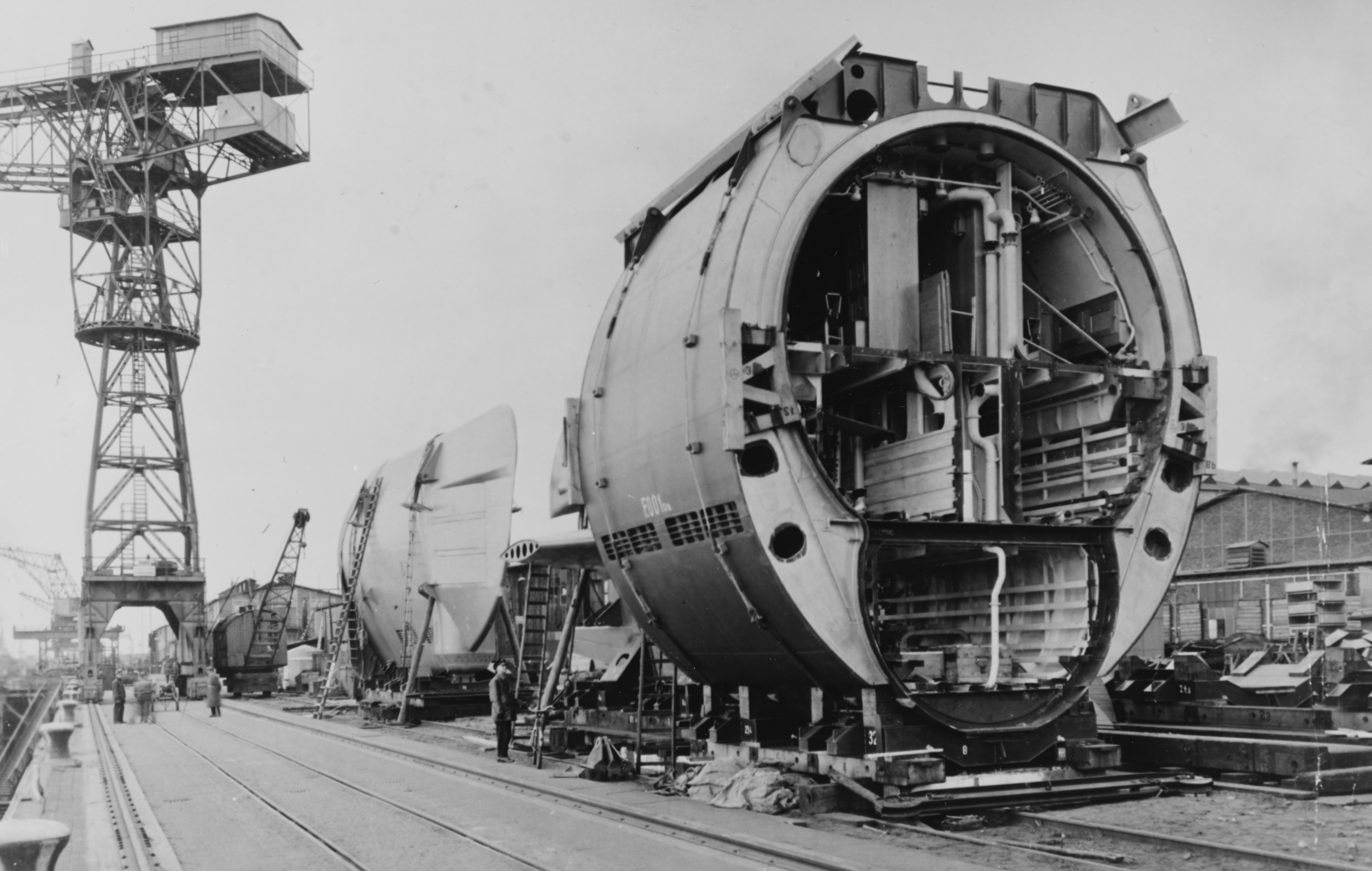
Fertiggestellte Sektionen

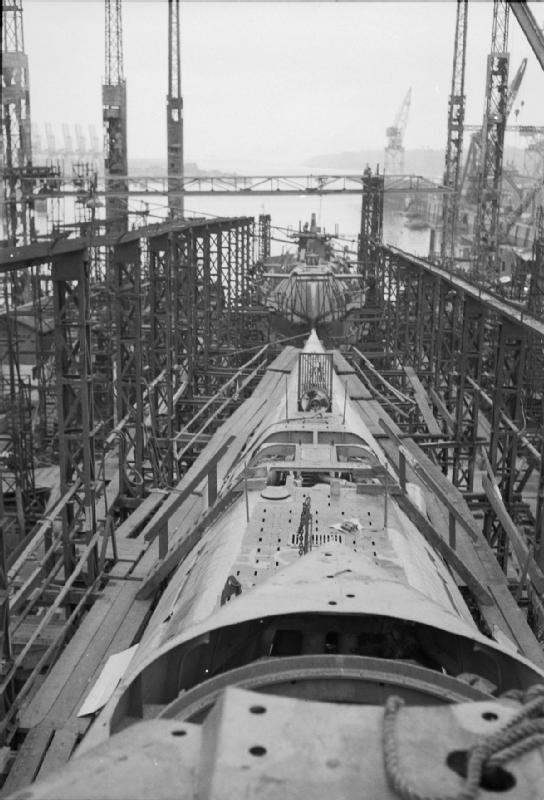
Zwei unvollständige Boote in Hamburg

Nach der Fertigstellung der Pläne wurde am 6. November 1943 der Auftrag über die ersten 170 Boote erteilt, wofür andere Projekte der Kriegsmarine eingeschränkt oder aufgegeben werden mussten. Inzwischen waren alle wichtigen Werften in Bremen (DeSchiMAG/AG Weser, Bremer Vulkan), Hamburg (Blohm & Voss), Kiel (Germaniawerft) und Danzig (Schichau-Werke) zu Zielen der alliierten Luftoffensive geworden und konnten weder Baukapazitäten noch die Fertigungssicherheit garantieren.
Nach der Übergabe der Marinerüstung an Rüstungsminister Albert Speer wurde der seit 1942 bestehende Hauptausschuss Schiffbau (HAS) umgestaltet. Speer berief den Generaldirektor der Magirus-Werke, Otto Merker als Leiter. Merker schlug nach dem Vorbild der im Kraftwagenbau benutzten Fließbandfertigung den Sektionsbau vor, nach dem das Boot im Binnenland in acht einzelnen Rohsektionen vorgefertigt, anschließend in Ausrüstungswerften im Taktverfahren mit Maschinen und Einbauten versehen und schließlich auf Montagewerften zusammengeschweißt werden sollte. Der Bau dauerte etwa einen Monat bei einem monatlichen Ausstoß von 30 Booten. Im Vergleich zu den alten U-Boot-Typen verringerte sich die Anzahl der Baustunden von 280 Std/t für den Typ VII C/42 im Herbst 1943 auf 205 Std/t für den Typ XXI im Dezember 1944 bei geplanten 164 Std/t.
Nach einer Übergangszeit wurden ab 1944 nur noch der Typ XXI und der daraus abgeleitete kleinere Typ XXIII gefertigt. Die Produktion von U-Boot-Tonnage stieg 1944 auf etwa 175.000 t, trotz verstärkter Luftangriffe der Alliierten. Allerdings war das erste am 19. April 1944 bei der Schichau-Werft in Danzig vom Stapel gelassene „Führergeburtstagsboot“ U 3501 wegen des Termins nur mit Holzkeilen provisorisch schwimmfähig gemacht. Es musste sofort in ein Dock eingeschleppt werden. Die gelieferten Sektionen enthielten statt funktionierender Armaturen vielfach Attrappen. Dennoch trafen Glückwunschtelegramme unter anderem von Adolf Hitler ein, und an für den Stapellauf Verantwortliche wurden Orden verliehen. Die Direktoren der anderen Werften hatten sich geweigert, noch unfertige Boote vom Stapel laufen zu lassen. Die Folge des übereilten Stapellaufs waren Nacharbeiten, welche die Indienststellung von U 3501 (ohne Flaktürme, spätere Verwendung als Schulboot und, nach einem Bombentreffer, Stromversorger) bis zum 29. Juli 1944 verzögerten.
Die Ausrichtung der Sektionen auf den Montagewerften erfolgte durch zwei Hauptachsen:
- die schiffbauliche-waffentechnische Hauptachse, die durch Sektion fünf (Zentrale und Turm),
- die Antriebshauptachse, die durch Sektion zwei (E-Motorenraum) festgelegt waren.

Zur präzisen Ausrichtung der Sektionen wurden kleine Löcher in die Schotten gebohrt, durch die vom Bug und vom Heck ein Licht in der Zentrale zu sehen sein musste. Nach präziser Ausrichtung wurden die Druckkörper der Sektionen von je vier Arbeitern diametral mit sieben Nähten in einem Arbeitsgang ohne Unterbrechung in acht Stunden verschweißt.
Eine Grundlage des Sektionsbaus waren genaue Passungen des Schiffskörpers. Sehr optimistische Auskünfte der Schiffbauer über die beim Bau erreichbare Genauigkeit bestätigten sich nicht. Der Chef des Amtes für Kriegsschiffbau, Vizeadmiral Friedrich Ruge, notierte in seinem Tagebuch mit Datum 9. August 1944: „Frage Verantwortung Sektionsbau noch immer nicht geklärt, Termindruck zu stark. Sektionen nie fertig, Armaturen teilweise nur 45 %. Damit Vorteile Sektionsbau zum großen Teil hinüber.“ Die ersten Sektionen der Zulieferer mussten von den Montagewerften nachgebessert werden, sodass die ersten sechs Boote jeder Werft mangels Typboot zuerst als Schulboote vorgesehen waren. Weitere Verzögerungen traten durch Fehlplanungen auf, da die Konstruktion unter größter Geheimhaltung und daher mangelnder praktischer Abstimmung entstanden war. Auch die ständigen Bombenangriffe der Alliierten brachten Verzögerungen mit sich, da Produktionsstätten und Transportwege zeitweise ausfielen und ersetzt beziehungsweise repariert werden mussten.
Der hohe Zeitdruck, die strenge Geheimhaltung, Engpässe bei den verfügbaren Rohstoffen und die zu spät erfolgte Zuteilung fronterfahrener Ingenieure an das zentrale Konstruktionsbüro „Ingenieurbüro Glückauf“ (IBG) in Blankenburg (Harz) hatte zu zahlreichen Mängeln bei den abgelieferten U-Booten geführt, die bei den folgenden Erprobungen zutage traten und umfangreiche Änderungen und Nacharbeiten erforderlich machten. Viele Entwürfe mussten als unzweckmäßig oder unbrauchbar geändert werden. Die Ruderanlage erwies sich als völliger Fehlgriff, die ersten fertiggestellten Boote konnten nicht gesteuert werden. Der Änderungskatalog des IBG summierte sich bis September 1944 auf 150 Bauänderungen. Wegen Lieferschwierigkeiten konnten zudem nicht alle vorgesehenen Ausrüstungen und Geräte in jedes U-Boot eingebaut werden. Ein Teil war nur als Schul- oder Versuchsboot verwendbar. Als Generaldirektor Franz Stapelfeldt von der Deutsche Schiff- und Maschinenbau Aktiengesellschaft wiederholt auf die unrealistischen Terminforderungen hinwies, wurde er Ende 1944 in einer Sitzung mit Generaldirektor Merker seines Postens enthoben.
Die Anzahl der monatlich gelieferten Boote erreichte mit 28 im Dezember 1944 ihren Höhepunkt. Bis Ende 1944 waren insgesamt 61 Boote vom Typ XXI geliefert worden, alle mit Mängeln und nicht gefechtsbereit. Im Januar 1945 verfügte die Kriegsmarine über insgesamt 418 U-Boote unterschiedlicher Typen, die größte Anzahl überhaupt, von denen 65 %, meist wegen technischer Mängel oder Gefechtsschäden, zur Ausbildung eingesetzt wurden.

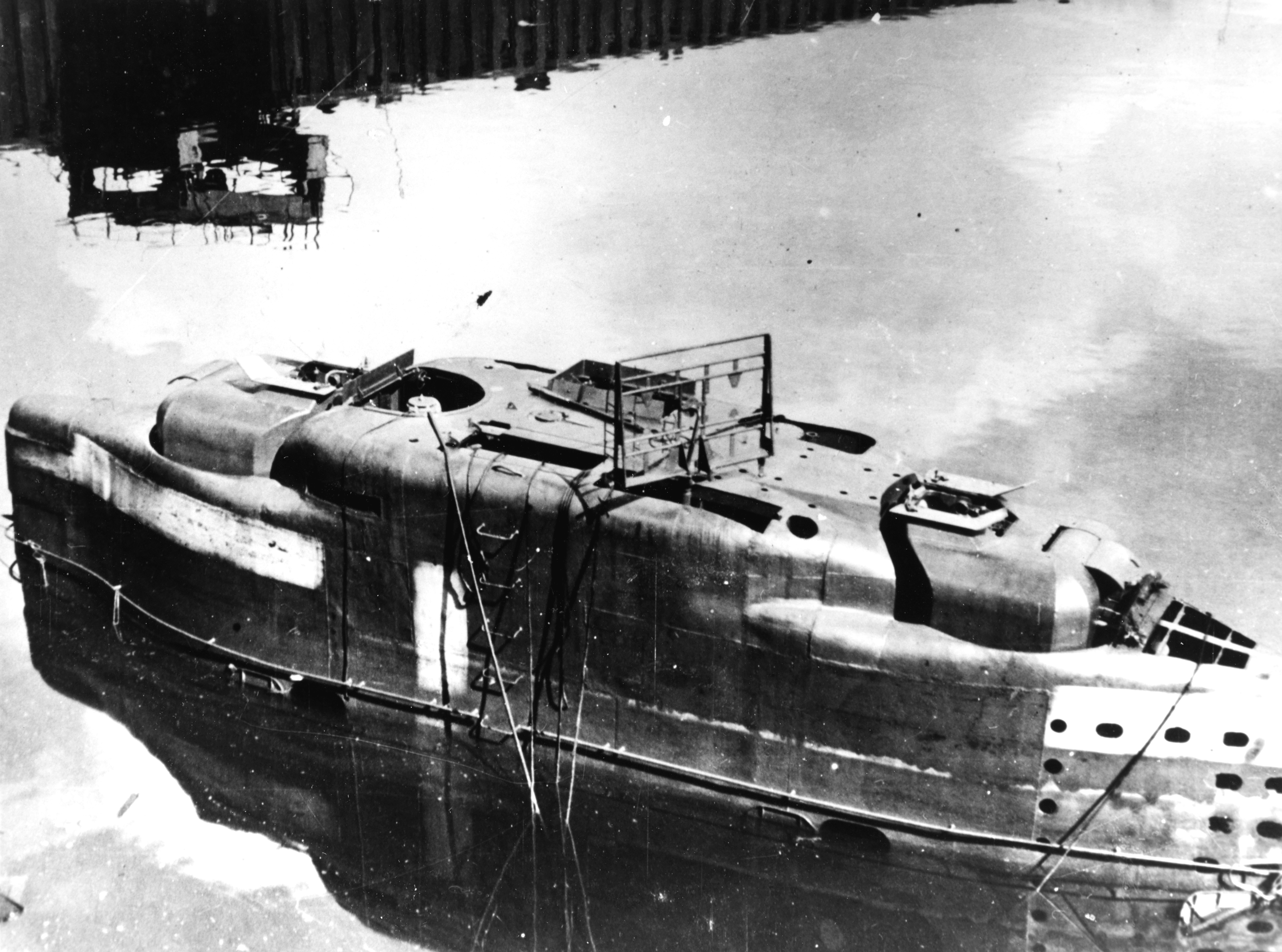
Die U 3045 wurde bei einem Bombenangriff am 30. März 1945 in Bremen versenkt.

1945 fiel die Produktion der Sektionen ab, da wichtige Zulieferer besetzt waren und das Transportwesen weitgehend unterbrochen oder zerstört war. Die Marinerüstung wurde ab Januar 1945 auf ein Notprogramm umgestellt. Im März 1945 – zwei Monate vor dem Kriegsende – wurden fast 40 U-Boote vom Stapel gelassen, die höchste Zahl des ganzen Krieges. Die zunehmenden Luftangriffe im März und Anfang April 1945 führten jedoch praktisch zur Einstellung der Neuproduktion. Als letztes Boot lief U 3051 am 20. April 1945 bei der AG Weser vom Stapel, 7 Tage vor der britischen Besetzung. Beim Kriegsende fanden die britischen Truppen noch 28 mehr oder weniger fertige Boote auf den Hellingen vor, dazu eine große Anzahl von Einzelsektionen.
Letztendlich wurden 118 Boote des Typs XXI der Bauwerften
- Blohm & Voss, Hamburg, (Baulose U 2501 – U 2762),
- DeSchiMAG/AG Weser, Bremen, (Baulose U 3001 – U 3295),
- Schichau-Werft, Danzig, (Baulose U 3501 – U 3695)

in Dienst gestellt, davon 62 Boote bis Ende 1944.
Zur Frontreife gelangen vor dem Kriegsende unter anderem aufgrund der langen Ausbildungszeit, für die etwa zwölf Wochen veranschlagt worden waren, und vieler technischer Probleme nur wenige Boote. Admiral Werner Fuchs lehnte deren Abnahme zunächst als frontunbrauchbar ab. Sie mussten erst durch langwierige Umbauten dafür tauglich gemacht werden. Das erste U-Boot des Typs XXI war nach seiner späteren Einschätzung ab Mai 1945 zum Fronteinsatz klar.

## Technische Neuerungen
Der Typ XXI war für schnelle und ausdauernde Unterwasserfahrt konzipiert und standardmäßig mit einem Schnorchel ausgerüstet, um die Aufenthaltszeit an der Oberfläche minimieren und verdeckt vor mit Radar versehenen Aufklärungsflugzeugen und U-Jagd-Schiffen operieren zu können. Das Boot konnte mit den Haupt-E-Motoren schnell oder mit den Schleichmotoren langsam und leise seinen Standort verändern, dadurch den meisten U-Jagdgruppen ausweichen oder sich unentdeckt vor Geleitzüge setzen. Es war auf häufigen Unterwasseraufenthalt ausgerichtet und hatte entsprechende Versorgungsanlagen sowie eine Schwebeanlage und automatische Tiefensteuerung.
Tarn- und Abwehrmittel wie Bolde, ortungsabweisende Gummiüberzüge auf dem Schnorchelkopf, geplante Scheinziele, Zerstörerraketen sowie Horchtorpedos sollten die Entdeckung und Verfolgung des Bootes erheblich erschweren. Neue FuMB- und FuMO-Anlagen (Funk-Mess-Beobachtungs- und Funk-Mess-Ortungsanlagen) versprachen eine frühe Erkennung des gegnerischen Radars bzw. gegnerischer Schiffe und Flugzeuge, sodass einem Angriff früh und schnell ausgewichen werden konnte. Neue Sonartechnik (S-Anlage) ermöglichte, den Gegner aktiv zu orten, und sollte später erlauben, Torpedos auch aus 50 bis 60 Metern Tiefe nach Ortungslage zu schießen. Mit dem Torpedo-Schnellladesystem konnten alle Torpedos an einem Geleitzug mit hoher Trefferwahrscheinlichkeit verschossen werden.

### Unterwasserbetrieb
Der Luftinhalt des Bootes betrug etwa 900 m³. Ohne Lufterneuerung kommt es bei 60 Mann Besatzung und geringer, hauptsächlich sitzender Tätigkeit binnen 11,3 Stunden zu einem Anstieg des CO2-Gehalts der Atemluft von anfänglich 0,03 % auf 1,5 %. Der Sauerstoffgehalt der Luft sinkt nach 27 Stunden von anfänglich 21 % auf 17 %.
Eine CO2-Konzentration von 4 % kann nur kurzfristig ertragen werden, 5 % sind giftig. Um sie zu begrenzen, gab es zwei Lufterneuerungsanlagen. Sie wurden ab 1,5 % CO2-Gehalt benutzt und enthielten im Wesentlichen losen Atemkalk, um das CO2 zu binden. Der Atemkalkvorrat reichte für 112 Füllungen, eine Füllung unter normalen Verhältnissen für vier bis fünf Stunden (insgesamt 19 bis 23 Tage).
Der Sauerstoffgehalt sollte nicht unter etwa 17 % fallen und wurde ab dieser Grenze aus 30 Sauerstoffflaschen mit jeweils 50 Liter Volumen und 150 atü Druck ergänzt. Für U 2513 und U 3008 werden davon abweichend 24, für U 2540 23 Flaschen angegeben. Aus 25 Patronen „IG-Briketts“, in denen Sauerstoff chemisch fest gebunden war, konnte mit dem Naszogengerät in der Zentrale weiter Sauerstoff freigesetzt werden. Jede Patrone lieferte binnen 50 Minuten 1,5 m³ Sauerstoff. Der gesamte Sauerstoffvorrat des Bootes war für eine Tauchzeit von 150 Stunden (etwa 6 Tage) ausreichend.
Mit einer Luft-Trocknungsanlage des Herstellers BBC konnte über einen Wärmetauscher und eine Kühlanlage abgeschiedenes Wasser in die Waschwasserzellen geleitet werden. Erstmals auf deutschen U-Booten war in der Sektion 6 (vorderer Wohnraum) eine Nasszelle eingebaut, die drei Waschbecken, eine Warmwasserdusche und zwei WCs enthielt. Das Abwasser wurde in Fäkalientanks entsorgt, sodass die Benutzung der Anlage auch im getauchten Zustand möglich war. Ein weiteres WC befand sich in der Sektion 1.
Die mittschiffs in der Sektion 5 gelegene Kombüse war mit einem dreiplattigen Elektroherd, eingebautem Wasserkochkessel, zwei Spülbecken mit Warmwassererzeuger, Kühlschrank und Vorratsschränken ausgestattet. Unter der Kombüse waren Vorrats- und Kühlräume samt Tiefkühlraum eingebaut, die über einen Niedergang zu erreichen waren.
War bei vorherigen Bootstypen nur eine Koje für zwei Mann vorgesehen, verfügten nun die meisten der 57 (Stamm-)Besatzungsmitglieder über eine eigene der insgesamt 47 Kojen, mit UV-Strahler als Sonnenlichtersatz. 24 Mannschaftskojen befanden sich über dem Akkuraum I in Sektion 4. Die Kammern des Kommandanten, des Leitenden Ingenieurs, vier Kojen der Offiziere, fünf Oberfeldwebel und zwölf Unteroffizierskojen befanden sich in Sektion 6 über dem Akkuraum II.

Bilder vom Museumsboot Wilhelm Bauer (U 2540)
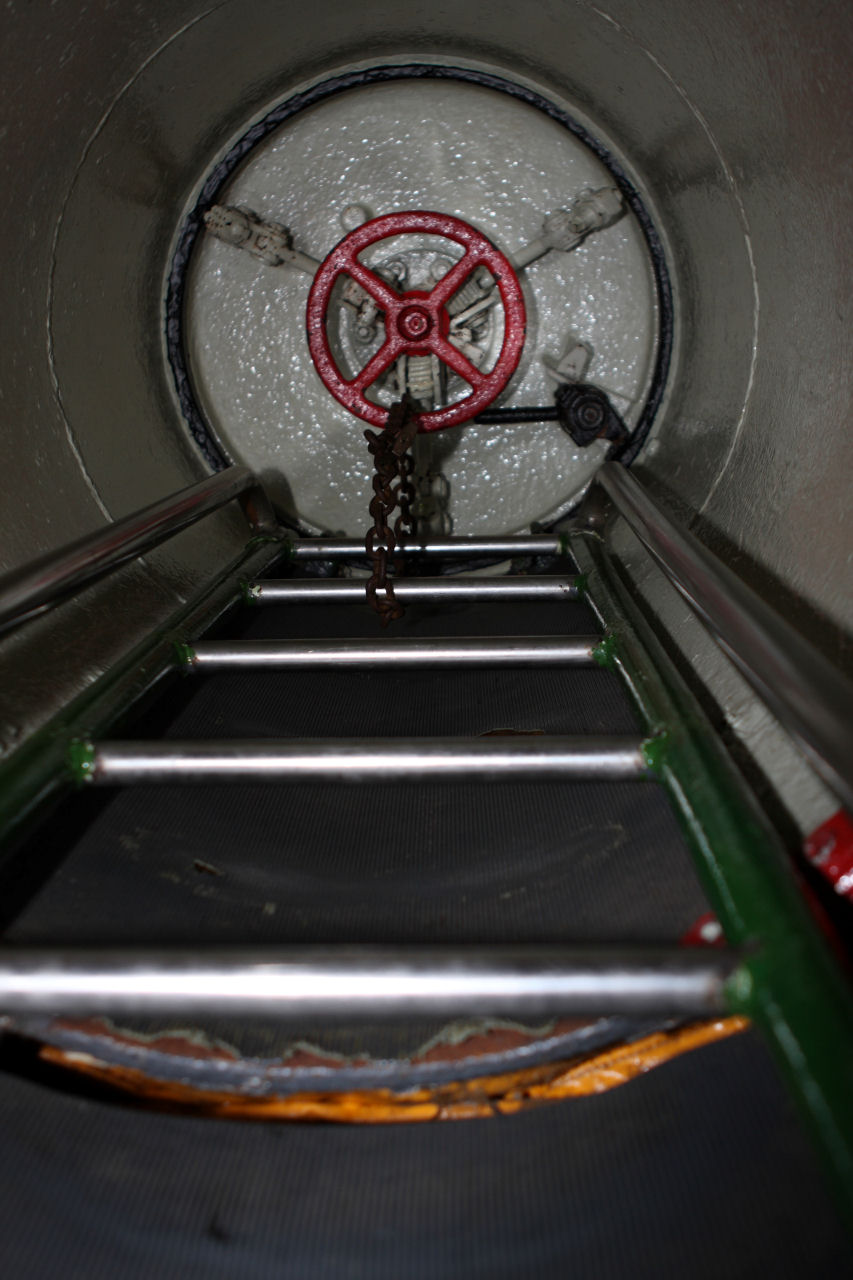
Turmluke
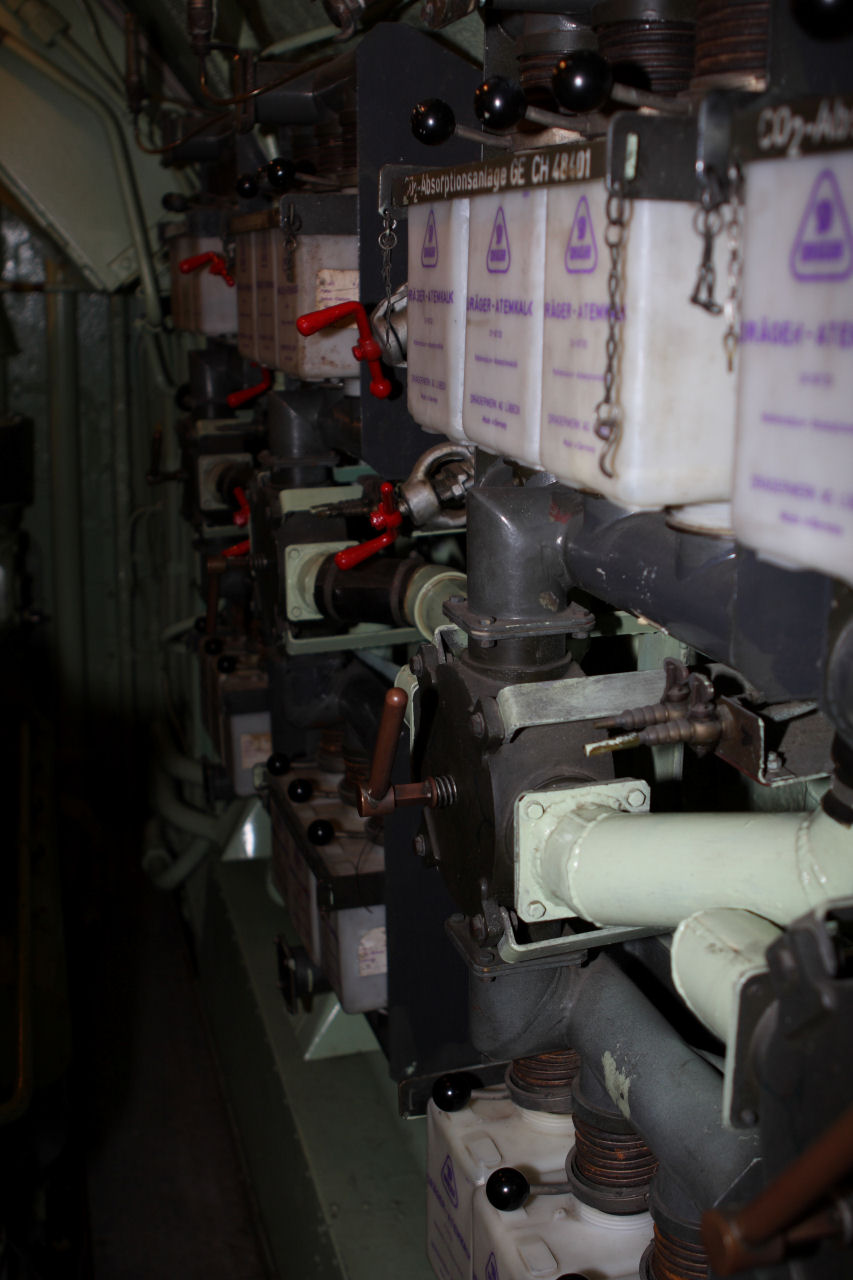
Luftreinigungsanlage (kein Originalzustand)
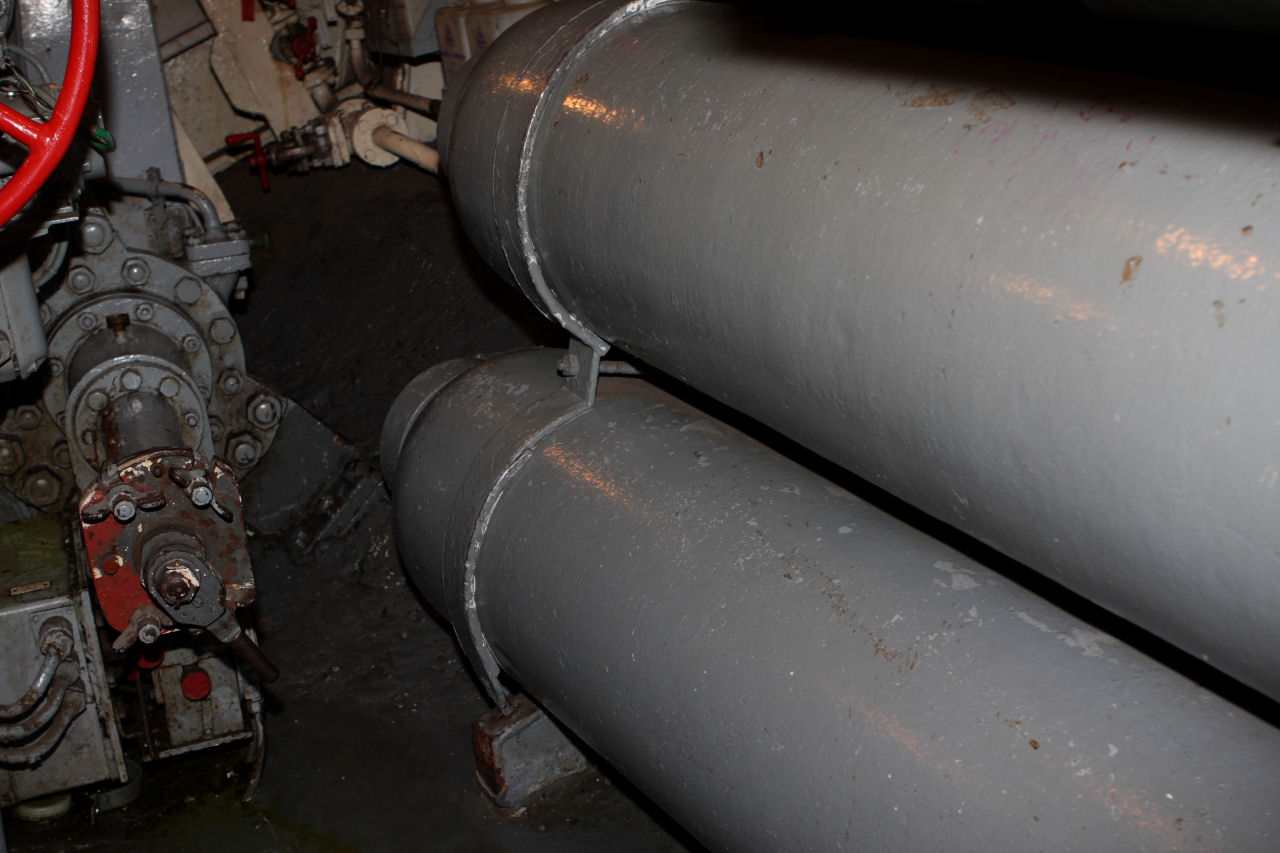
Luftflaschen im Heckraum
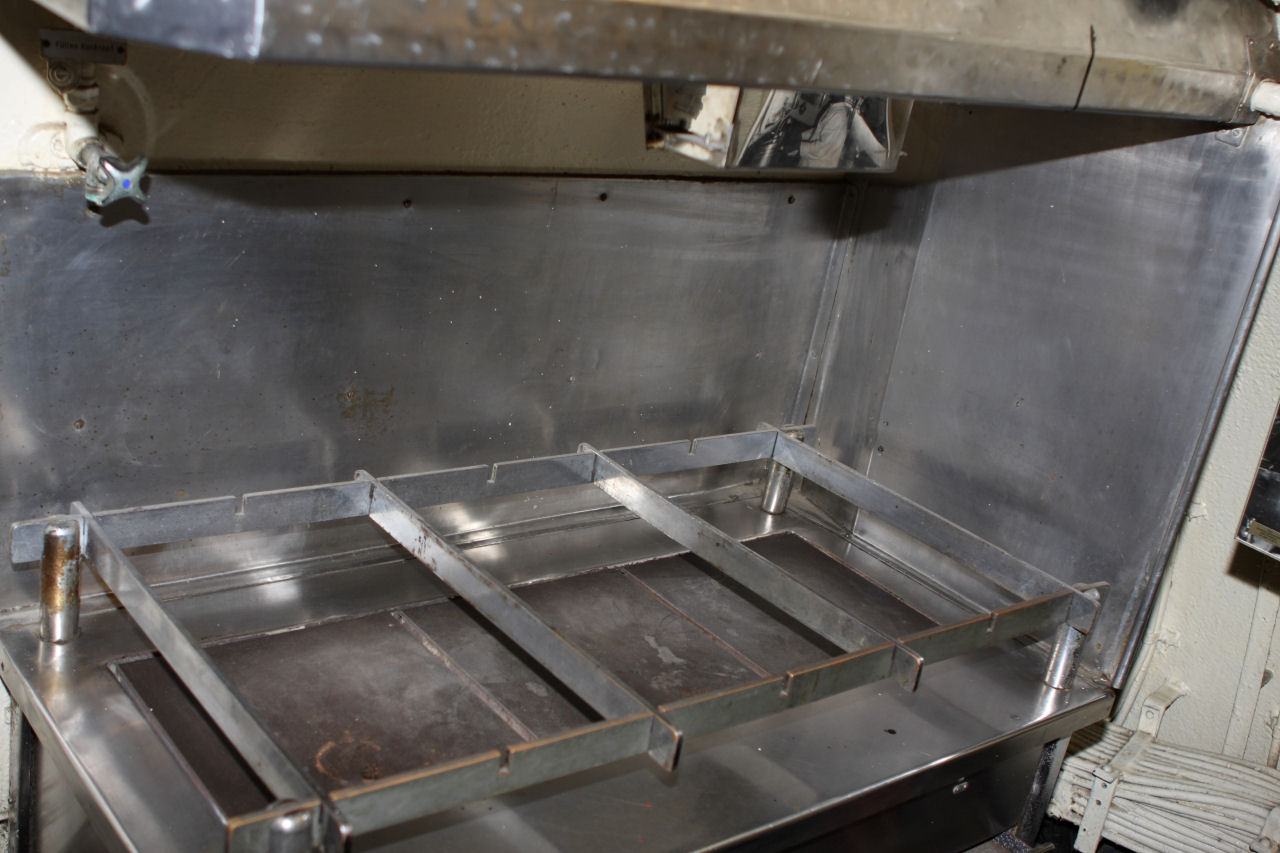
Kombüse
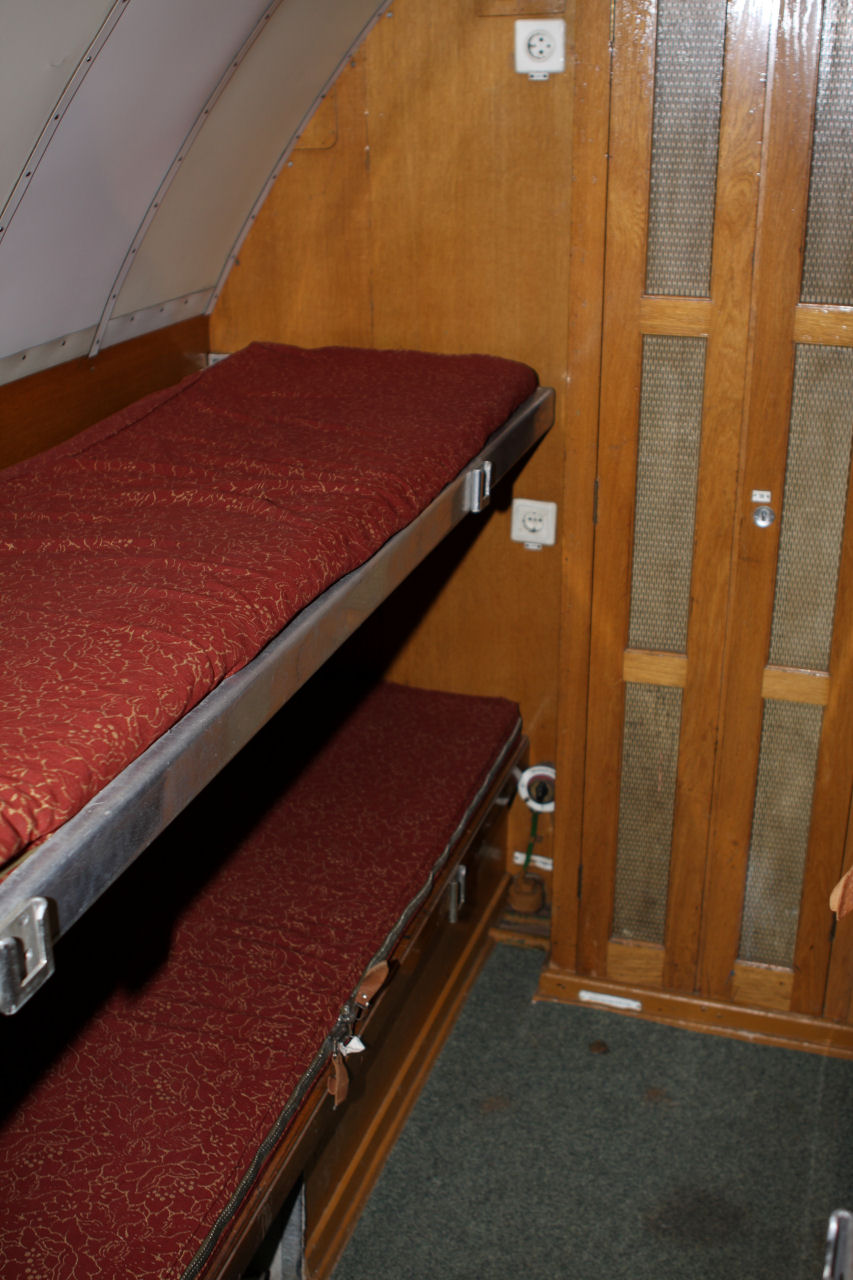
Kammer der Bootsleute

### Ortungs- und Nachrichtensysteme

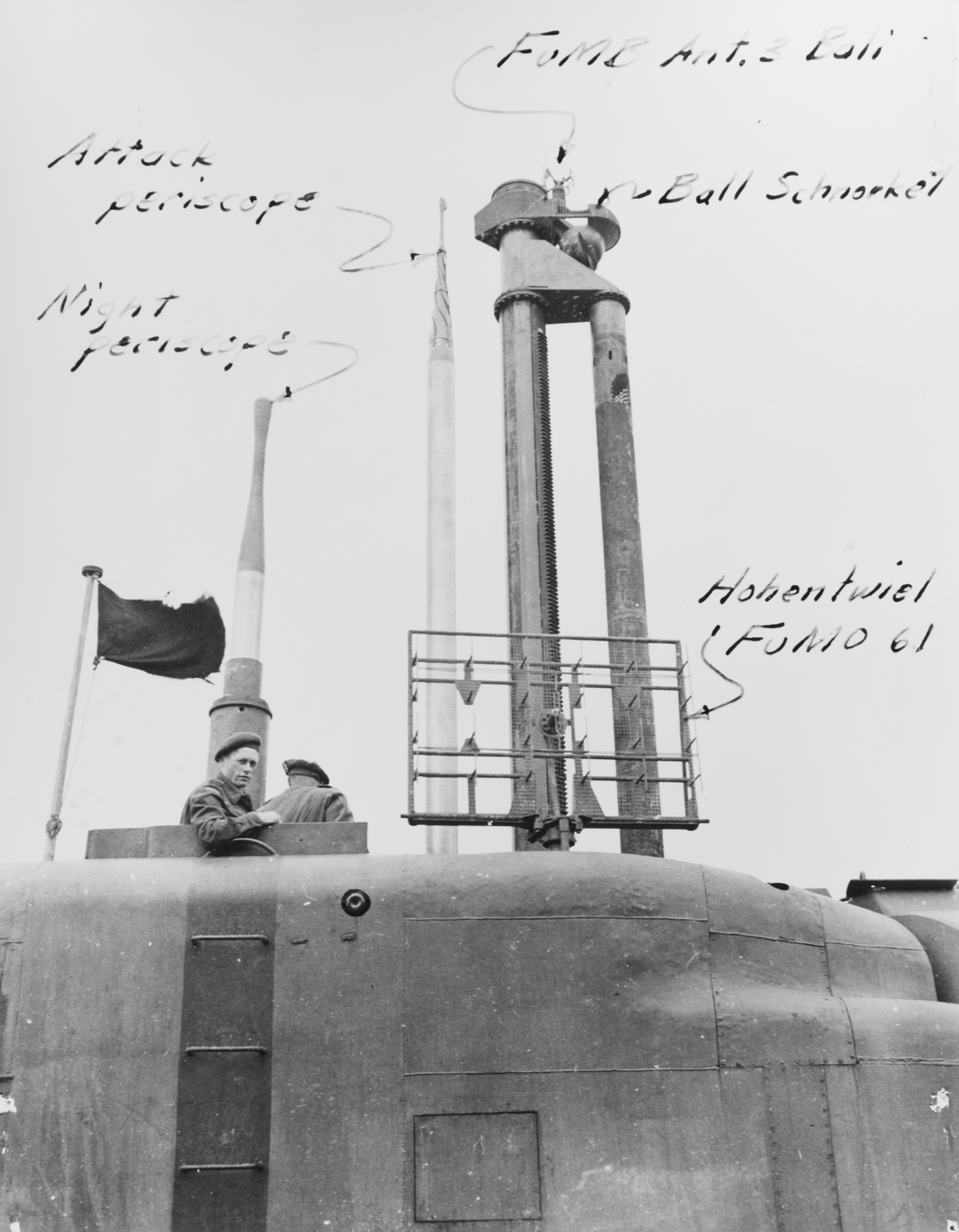
Turm eines Typ-XXI-Bootes mit Hohentwiel-Antenne, Sehrohren und Schnorchelmast

#### Funktechnische Anlagen
Die Ausstattung des Funkraums entsprach im Wesentlichen der Ausstattung des Typs IX-C des Jahres 1944, jedoch ohne Langwellensender:
- ein FKW (Fernverkehrs-Kurzwellen-Sendegerät)[18] Telefunken T 200 FK 39; Sendeleistung 200 Watt; 3–23 MHz für tonlose (Modulationsart A1) oder tönende (A2) Telegrafie (morsen) sowie Telefonie (A3).
- ein FKW-Notsender Lorenz Lo 40 K39a,f; 40 Watt Leistung; 3–16,5 MHz
- eine FT-Anlage (Funk-Telegrafie) mit ausfahrbarem Peilrahmen an der Steuerbordseite der Brücke zum Empfang und Einpeilung des Geleitzugsprechverkehrs mit einem MW/KW-Überlagerungsempfänger (Superhet) für 1,5–25 MHz Telefunken T8 K44 (E 52 „Köln“)[19] oder T9 K39 (E 517 S „Main“)[20] mit Nahfeldpeilvorsatz PV 187 „Preßkohle“ für 1,5–3 MHz
- zum Empfang des Senders „Goliath“ der Kriegsmarine auf Längstwelle 16,55 kHz (Hauptfrequenz)[21] – bis etwa 20 Meter Tauchtiefe – ein Peilüberlagerungsempfänger Telefunken T3 PLLä 38[22][23] für 5–33 kHz (Längstwelle) und Langwelle 70–1260 kHz.
- ein UKW-Sender/Empfänger 10 Watt „Lo 10 UK39“ (41,55–45,75 MHz) von Lorenz für die Telefonie zwischen benachbarten Booten.
- ein aktives Radargerät FuMO 391 „Lessing“ (Frequenz 125 MHz; Hersteller GEMA) zur Warnung vor Flugzeugen in max. 30 km Entfernung.
- Kreiselkompass (Tochter) sowie Peilrahmensteuerung
- Kurzzeichengeber Telefunken KZG II/44 für das Kurzsignalverfahren „Kurier“
- Rotor-Chiffriermaschine Enigma-M4 (geplant: M5).

Die Stromversorgung erfolgte durch die Funkschalttafel mit Wechsel- und Gleichstrom sowie einen Sendeumformer von 1,5 kW im Hilfsmaschinenraum.
Von der verwendeten Stabantenne wurde eine geringere Leistungsfähigkeit als von den langen Netzabweiser-Antennen der früheren U-Boote erwartet. Sie konnte dafür auf Sehrohrtiefe bis 6,2 Meter über die Wasseroberfläche ausgefahren werden. Für Überwasserfahrt gab es zusätzlich zwei von Hand ausfahrbare UKW-Stabantennen. Zudem waren zwei lange Drahtantennen von der Turmverkleidung zum Bug und zum achteren Bereich des Bootes vorhanden.

#### Funkmessbeobachtungsanlage

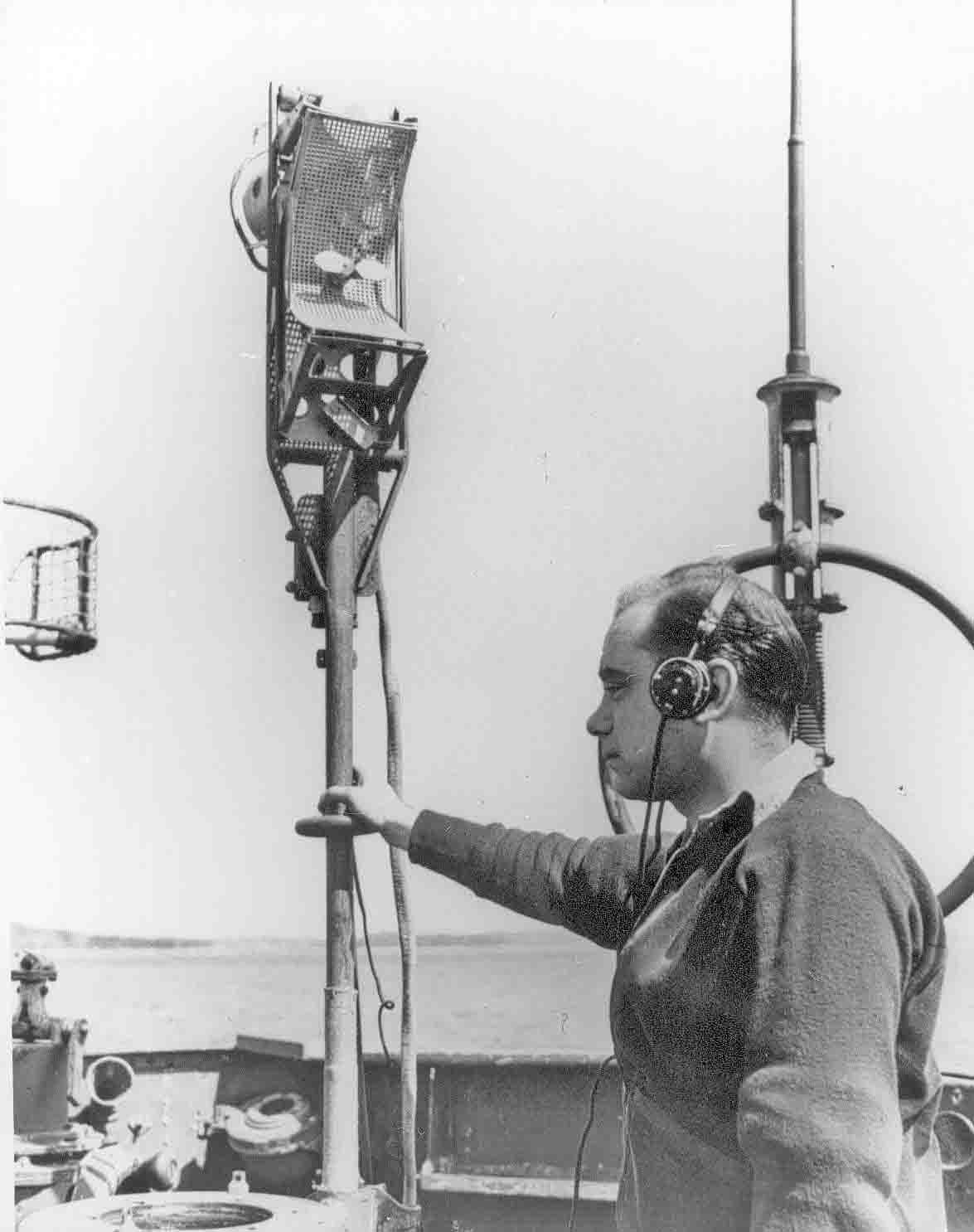
Fu-MB-26-Antenne auf U 889 (Typ IXC/40)

Anfangs waren die Flugzeuge des britischen Coastal Command mit dem „ASV Mark II“-Bordradar ausgerüstet, das auf einer Frequenz von 200±15 MHz = 1,5 Meter Wellenlänge arbeitete. Im Februar 1942 wurde das amerikanische Zentimeterwellen-Radar „AS-G“ für Flugzeuge zur Massenproduktion angefordert. Es konnte Geleitzüge in knapp 160 km Entfernung und aufgetauchte U-Boote in über 17 km Entfernung orten. Die Variante „S-G“ für Schiffe folgte kurze Zeit später. Das britische „ASV Mark II“-Bordradar wurde ab Frühjahr 1943 eingeführt und arbeitete mit einer Frequenz von 3 GHz = 10 cm Wellenlänge.
Das machte das erste, in einem Frequenzbereich von 113–484 MHz = 2,65–0,62 Meter Wellenlänge arbeitende deutsche Funkmessbeobachtungsgerät „Fu MB 1“ Metox und das verbesserte „Fu MB 9“ wirkungslos. Die deutsche Führung bekam darüber erst 1943, nach dem Abschuss eines britischen Short-Stirling-Bombers bei Rotterdam (Rotterdam-Gerät), sichere Informationen, und die Verluste der herkömmlichen deutschen U-Boote erreichten im Mai 1943 ein dramatisches Ausmaß.
Zur Funkmessbeobachtung bzw. Warnung vor gegnerischer Radarstrahlung diente beim neuen Typ XXI der Impulsverstärker „Fu MZ 6 Naxos Ia“ oder „Fu MZ 7 Nela II“ mit Sichtfunkgerät „Fu MZ 1“ für optische Beobachtung. Der dafür verwendete Detektorempfänger „Fu MB 10 Borkum“ von NVK/Telefunken (NVK: Nachrichtenmittelversuchskommando in Pelzerhaken) hatte einen sehr großen Frequenzumfang, der praktisch nur von der Antenne begrenzt wurde.
Bei Überwasserfahrt war der Empfang von Radarstrahlung im 9-cm-Bereich = 3,3 GHz mit dem einfachen λ/4-Stabstrahler „Finger“ und „Cuba Ia Fliege“ möglich. Die Frequenz des ohne Wissen der Deutschen entwickelten neuesten alliierten Radargerätes, das mit einer Wellenlänge von 3 cm = 10 GHz arbeitete, wurde vom Naxos-Radardetektor nicht mehr erfasst.
Vorgesehen war ab Oktober 1944 die Zentimeter-Großpeilanlage „Fu MB 26 Tunis“ von NVK/Telefunken mit den nur bei Überwasserfahrt verwendbaren Empfängern „Cuba Ia Fliege“ (15–8 cm = 2,0–3,7 GHz) und „Mücke“ (4,5–2 cm = 6,7–15 GHz). Alle bisher genannten Antennen waren nichtdruckfeste Behelfslösungen, da die Kabel durch das offene Turmluk geführt werden mussten.

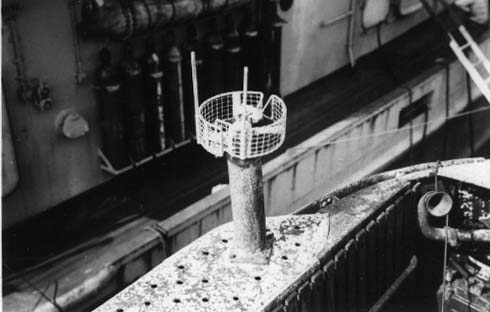
Bali-Antenne für Radar-Detektor Naxos an Bord von U 505 (Typ IX C)

Die druckfeste Dezimeterwellen-Antenne „Bali 1“ auf dem Schnorchelkopf hatte einen Frequenzumfang von lediglich 100–400 MHz = 300–75 cm Wellenlänge. Eine Beobachtungsmöglichkeit für höherfrequente Zentimeter-Radarstrahlung bei Schnorchelfahrt war erst für Nachfolgeprojekte vorgesehen.
Entsprechende Anlagen sollte auch der Typ XXI 1945 erhalten. Die Bali-Anlage sollte auf einen Frequenzumfang von 100 MHz bis 1,5 GHz = 300–20 cm Wellenlänge erweitert werden. In der Erprobung auf U 249 (Typ VII C) befand sich die Sektorpeilanlage „Fu MB 35 Athos“ von NVK/Funkstrahl für 1,5–15 GHz = 20–2 cm Wellenlänge. Sie bestand aus dem Empfangskopf „Athos“, dem Trennverstärker „Westerland V Fu MZ 13“, dem Impulsverstärker „Westerland Fu MZ 12“ und dem Alarmgerät „Norderney Fu MZ 8“. Der Empfangskopf befand sich auf einem eigenen Ausfahrmast und hatte druckfeste Zentimeter-Antennen mit Peilmöglichkeit für 9 cm = 3,3 GHz und 3 cm = 10 GHz. Der Ausfahrmast sollte anstelle des vorgesehenen, aber nicht realisierten Panoramasehrohres eingebaut werden. Auf dem Empfangskopf war zur Ortung von (Flugzeug)-Scheinwerfern ein Infrarot-Rundwarnsichtgerät „Flammingo II“ von NVK/Zeiss vorgesehen.

#### Funkmessgerät „Hohentwiel“
Das Funkmessgerät Hohentwiel (Radar) U oder U1 (Fu Mo 61 oder 65) der C. Lorenz AG ermöglichte die aktive Ortung von Luft- und Seezielen bei Überwasserfahrt. Bei Unterwasserfahrt konnte es nicht verwendet werden. Die Impuls-Sendeleistung betrug 40 kW, die Frequenz 556 MHz = 54 cm Wellenlänge. Die Entfernungsmessgenauigkeit betrug 10 % des Messwertes, die Peilgenauigkeit ±1,5 bis 2°. Wegen der geringen Einbauhöhe waren die durchschnittlichen Ortungsreichweiten relativ gering: Zerstörer 4 bis 5 km, 1500-BRT-Handelsschiff 6 km, 6000-BRT-Handelsschiff 10 km, Luftziele 9 bis 40 km. Das Gerät wurde zudem durch die spätere Abstützung des Nachtluftzielsehrohrs im Bereich von 18° bis 50° abgeschattet.

#### Horchanlage „Balkon“

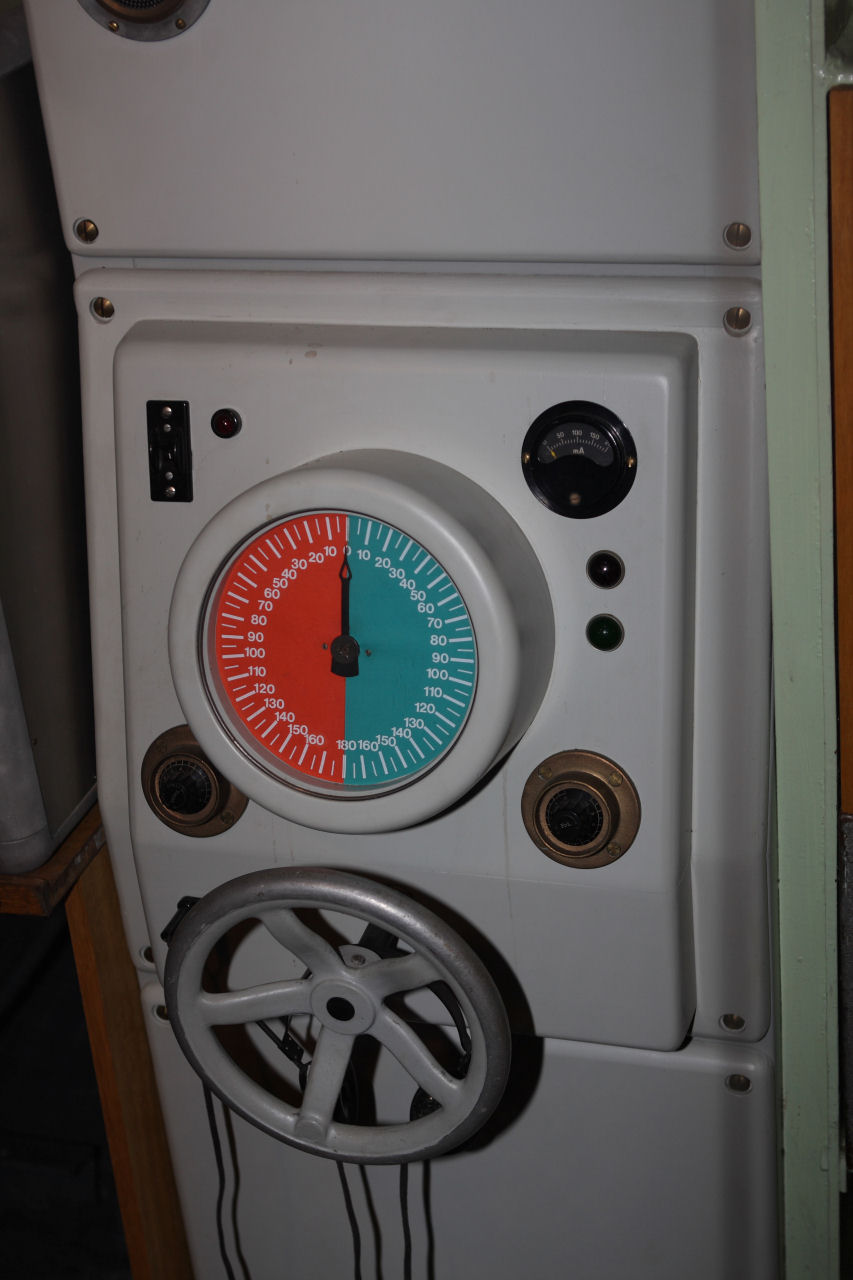
Kompensator des Gruppenhorchgerätes im Museumsboot Wilhelm Bauer: oben Filterverstärker, Mitte Anzeigeskala, Lautstärkeregler, Filterwahlschalter, Handrad, unten Verzögerungsketten

Das unter dem Bug angebrachte passive akustische Gruppenhorchgerät („Balkon“) arbeitete mit 2× 24 hufeisenförmig angeordneten Membran-Kristall-Hydrophonen. Die Empfindlichkeit eines Kristalls betrug etwa 0,1 mV/µBar. Die Auswahl der Peilrichtung erfolgte rein elektronisch über einen Signallaufzeit-Kompensator der Atlas-Werke. Die Horchanlage hatte eine durchschnittliche Genauigkeit von ±1° bei einer maximalen Abweichung von ±1,5°. Unter günstigen Bedingungen konnten mit dem bereits bei früheren Booten vorhandenen Gruppenhorchgerät Einzelschiffe bis 20 km und Geleitzüge bis 100 km Entfernung entdeckt werden. Die passiven deutschen Horchanlagen waren damit amerikanischen und britischen überlegen. Die in der Praxis erreichbaren Reichweiten waren geringer und stark vom sogenannten „Schallwetter“ im Wasser abhängig. Sie konnten innerhalb eines Tages zwischen 30 und 300 % des Richtwertes schwanken.
Bei der Planung des Typs XXI wurde völlig übersehen, dass dessen höhere Unterwassergeschwindigkeit auch höhere Anforderungen an die akustische Gestaltung der Horchanlage und des Rumpfes stellen würde. Erst im Februar 1944 stellte der BdU Forderungen nach Horchmöglichkeiten auch bei der vorgesehenen Höchstgeschwindigkeit von 18 kn.
Erprobungen mit U 2511 ergaben eine Horchfahrtgrenze von 9 kn. Eine bei höheren Geschwindigkeiten ablösungsfreiere Version der Horchanlage wurde ab dem fünften XXI-Boot eingebaut. U 2506 erreichte bei 11 kn, 80 m Wassertiefe und Seegang 4 vor Pillau gegen das mit 10 kn laufende Zielschiff Donau eine Horchreichweite von 8000 m. Bei diesen Versuchen wurden prasselnde Störspitzen beobachtet. U 3504 erreichte unter ungünstigen Horchbedingungen bei 11 kn, 80 m Wassertiefe und Seegang 2 vor Hela gegen das mit 10 kn laufende Zielschiff Donau eine Horchreichweite von 4000 m. Auf U 3003 wurden Ende Februar 1945 Versuche mit einer besser verkleideten Horchanlage vorgenommen, die ohne Störspitzen bei 15,5 kn eine Horchreichweite von 3000 bis 4000 m zumindest in Vorausrichtung erlaubte. Wegen des Kriegsendes kam es nicht mehr zum Einbau bei weiteren Typ-XXI-Booten.

#### SU-Anlage „Nibelung“
Das aktive akustische Horizontal-Lot „Nibelung“, das mit wenigen Impulsen Richtung, Entfernung und ungefähre Geschwindigkeit des Gegners ermitteln konnte, ermöglichte das „Programmschießen“ ohne Sehrohrkontrolle. Die Schallwellen wurden mit 4,4 kW auf etwa 15 kHz mit einer Impulslänge von 20 ms über magnetostriktive Schwinger ausgesandt und das Echo von einem speziellen Analogrechner (Torpedorechner) verarbeitet. Die Einzelimpulse konnte ein aufmerksamer Gegner mit der ASDIC-Anlage zwar erkennen, aber mit der damals verwendeten Amplituden-Peilung nicht einpeilen.
Die errechneten Einstellungen wurden fortlaufend elektromechanisch auf die Torpedos übertragen, wobei lageunabhängige Torpedos (LuTs) aus maximal 20 m Tiefe abgeschossen werden konnten (am Schuss aus 50 m bzw. aus 100 m wurde noch gearbeitet). Sender und Empfänger waren im vordersten Teil des Turms hydrodynamisch ablösungsfrei untergebracht. Die Schwingerbasis konnte um ±150° aus der Vorausrichtung nach jeder Seite gedreht werden. Der Lotbereich betrug beiderseits etwa ±110°, bei kleinen Fahrtstufen ±140°, der maximale Peilfehler 1,5°. Abhängig von den Wasserverhältnissen betrug die Peilentfernung bei langsamer Tauchfahrt und größeren Schiffen 5 bis 10 km. Es wurde eine Entfernungsmessgenauigkeit von ±2 % des Messwertes erwartet. Eine Peilung war auch bei Schnorchelfahrt möglich.
Der Empfänger arbeitete nach der Phasenmethode mit Summen- und Differenzverfahren. Die Ausgangsspannungen des Empfängers wurden über Transformatoren den Ablenkplatten der Kathodenstrahlröhre DG-9 (Braunsche Röhre) zugeführt, auf der nun ein schräger Strich erschien, der durch Drehen der Basis senkrecht gestellt werden konnte. Diese Peilung „Null“ ergab mit minimal drei Impulsen Richtung und Entfernung des Ziels. Mit einem Hörzusatz war über den Doppler-Effekt die relative Geschwindigkeit des Ziels messbar. Die ersten Anlagen wurden ab Winter 1944/1945 eingebaut, bis zum Kriegsende aber nur auf einem kleinen Teil der fertiggestellten XXI-Boote. Es gab nur vereinzelt technische Defekte, die ab Januar 1945 behoben waren.

#### Sehrohre
Die Sehrohre aller deutschen U-Boote wurden bei Carl Zeiss hergestellt und gehörten zu ihren besonderen Stärken. Die relativ aufwendige Konstruktion des im Zweiten Weltkrieg verwendeten Standard-Angriffssehrohres wird als der Traum jedes U-Boot-Kommandanten beschrieben.
Der Typ XXI sollte ursprünglich je ein verlängertes Angriffs- und Nachtluftzielsehrohr mit einer optischen Länge von 9 m und einer freien Länge von 6,3 m erhalten. Dies wurde als erforderlich angesehen, um bei den gestiegenen Unterwassergeschwindigkeiten sicher schnorcheln und angreifen zu können.
Bei den Erprobungen zeigte sich jedoch, dass die verlängerten Sehrohre nur bis 5 kn schwingungsfrei blieben, ab 6–7 kn war keine Zielmöglichkeit mehr gegeben. Deshalb wurde bei den meisten Booten das bisherige Standard-Angriffssehrohr vom Typ StaSR C/2 mit 7,5 m optischer Länge eingebaut, das bis 8,5 kn schwingungsfrei war. Das für die Schnorchelfahrt wichtige Nachtluftzielsehrohr vom Typ NLSR C/8 wurde durch ein 1,4 m langes Führungsrohr, das fest mit dem Sehrohrblock verbunden war, bis 8 kn schwingungsfrei gemacht. Die damit verbundene Abschattung des eigenen Funkmessgerätes von 18° bis 50° wurde letztlich in Kauf genommen, da der Überwassereinsatz des Typs XXI inzwischen an Bedeutung verloren hatte.
Die Ausfahrgeschwindigkeit betrug bei vollem Öldruck beim Angriffssehrohr 0,54 m/s und beim Nachtluftzielsehrohr 1,04 m/s. Das Schwenken dauerte ohne Rundblick 5 Sekunden und mit Rundblick 34 Sekunden pro Umdrehung.

#### Abwehr- und Tarnmittel

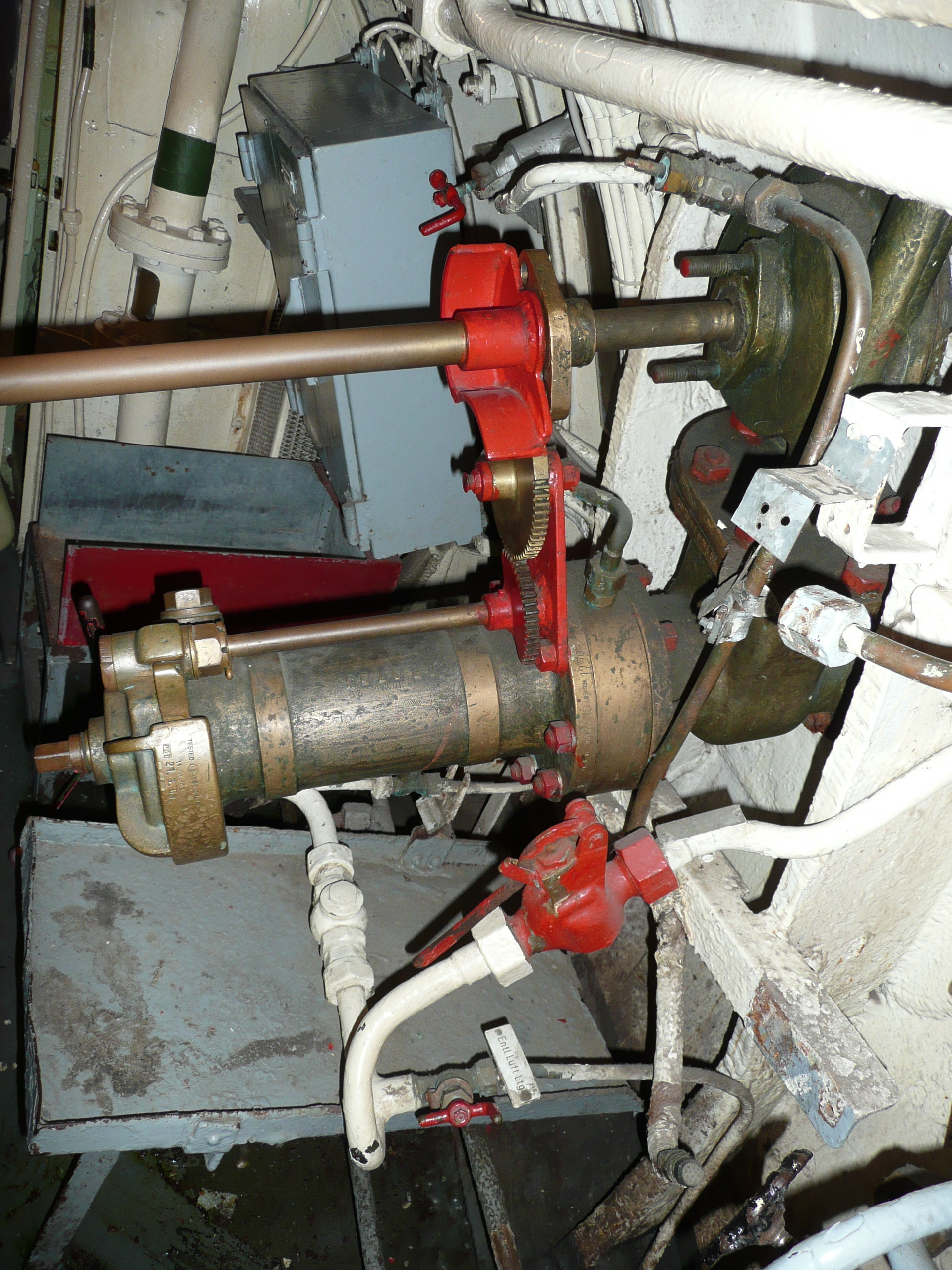
Britische Boldschleuse im Museumsboot Wilhelm Bauer (kein Originalzustand)

Bei Schnorchelfahrt sind nur der Schnorchel sowie die Sehrohre mögliche Radarziele. Der große Schnorchelkopf erhielt deshalb einen reflexionsmindernden Gummiüberzug mit dem Tarnnamen „Schornsteinfeger“, der seinen Radarquerschnitt auf etwa 30 % reduzierte.
In der Zeit des Zweiten Weltkrieges war das Aktiv-Sonar nur bis zu einer Tiefe von 400 ft = 122 Meter effektiv. Aufgrund seiner stromlinienförmig glatten Oberfläche bot der Typ XXI ein schwächeres Ziel für Aktiv-Sonar als der ältere und wesentlich kleinere Typ VII C. Der größte Teil des Sonar-Echos kam vom Turm und anderen unregelmäßig geformten Oberflächen.
Gegen feindliche Sonarortung war eine Boldschleuse für Täuschkörper vorgesehen, über die mit Calciumhydrid gefüllte Büchsen ausgestoßen wurden. Die sogenannten Bolde schweben im Wasser und erzeugen dabei Blasen aus Wasserstoff, die andere Ortungsziele vortäuschen sollten und die Ortung störten. Da diesen Scheinzielen der Dopplereffekt eines fahrenden U-Bootes fehlte, konnten sie jedoch als solche erkannt werden. Die im Museumsboot Wilhelm Bauer installierte Boldschleuse ist ein erst nach dem Kriegsende entwickeltes, britisches Fabrikat.
Dazu kam „Sieglinde“, ein anfangs von der Firma Elac hergestellter Geräuschtäuschkörper, der bis zu 30 Minuten ein mit E-Maschinen vier bis sechs Knoten fahrendes U-Boot älterer Bauart vortäuschen sollte. Dieser wurde von U 2511 auf dessen Feindfahrt mitgeführt.
Die nicht zur Standardausrüstung gehörende Geräuschstörboje „Sigmund“ sollte durch eine 10 Minuten andauernde Knallfolge mit 10 Sekunden Abstand gegnerische Horchgeräte verstopfen. Das Boot sollte dabei auf Höchstfahrt gehen können, ohne dass seine Einpeilung möglich war. Zum Einbau dürfte es bis zum Kriegsende nicht mehr gekommen sein.
Vorgesehen waren darüber hinaus:
- Der Geräuschtäuschkörper „Brunhilde“, der bei gleichen Abmessungen wie „Sieglinde“ die laute Schallabstrahlung eines schnorchelnden U-Bootes vortäuschen sollte. Beim Kriegsende war die Entwicklung noch nicht abgeschlossen.
- Das Scheinziel „Thetis US“, ein gasgefüllter Gummisack mit darin befindlichem Reflexionskörper, der an der Wasseroberfläche das gleiche Radarecho wie ein ungetarnter Schnorchelkopf erzeugen sollte.
- „Ursel“, ein Raketensystem zur aktiven Verteidigung gegen feindliche Zerstörer. Vorgesehen war ein Feststoffraketentorpedo mit 1,8 Metern Länge und 80 Kilogramm Masse, der 15 Kilogramm Sprengstoff tragen sollte. Es wurde erwartet, bei 60 Knoten Geschwindigkeit und 300 Metern Entfernung ein etwa fünf Quadratmeter großes Leck erzielen zu können. Da das Projekt „Ursel“ aber nicht serienreif wurde, erhielten die Boote stattdessen eine Werkstatt mit einer Drehbank eingebaut.

### Bewaffnung

#### Torpedoanlage

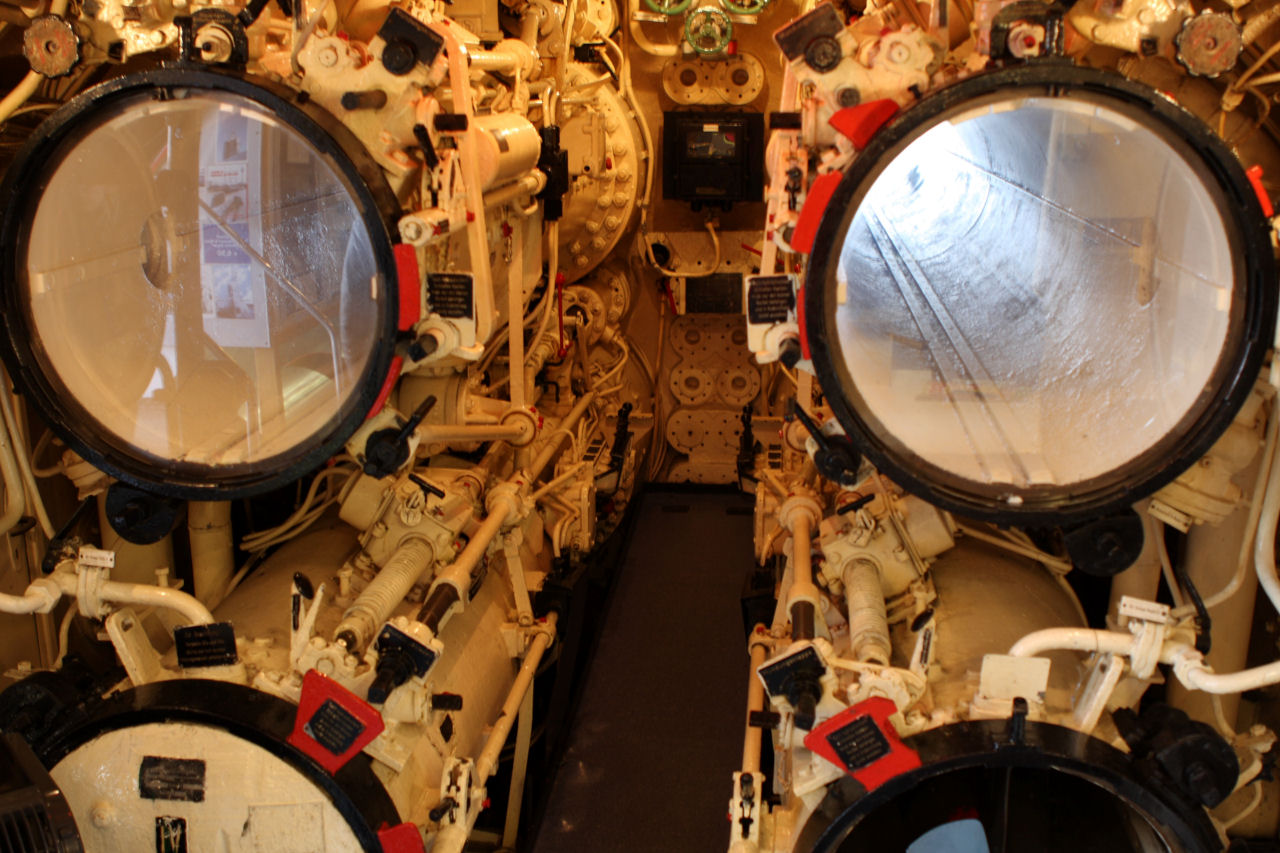
Die verbliebenen vier Torpedorohre des Museumsbootes Wilhelm Bauer

Sechs Torpedorohre, je drei übereinander, mit größerem Durchmesser als das Torpedokaliber von 53,3 Zentimetern (entspricht 21 Zoll) waren im Bug angeordnet. Im Gegensatz zum Kolbenausstoß früherer deutscher U-Boot-Typen lagen beim Typ XXI die Torpedos auf Führungsschienen in den Rohren und wurden mit Druckluft ausgestoßen. Damit die Luft nach dem Schuss nicht an die Wasseroberfläche entweichen konnte, waren die Rohre um 2° nach unten geneigt. Die Betätigung der Mündungsklappen erfolgte hydraulisch, notfalls per Hand. Nach dem Schuss drückte das von außen eindringende Wasser die Luft zurück und über ein Ausgleichsventil in die Torpedountertriebszellen. Mit dem Gewichtsausgleich schlossen sich die Mündungsklappen automatisch. Die Reservetorpedos ruhten auf sechs Lagerarmpaaren. Die vier oberen Paare hatten je drei, die zwei unteren Paare je zwei Torpedolager. Ein Torpedolager befand sich außerdem unter den Flurplatten.
Bei längeren Feindfahrten mussten allerdings drei Lagerplätze freigehalten werden, um die Torpedos aus den Rohren ziehen und warten zu können. Dadurch konnten dann nur 20 Torpedos mitgeführt werden. Der Quertransport der Torpedos auf einem Lagerarm geschah durch Gleitwangen, die durch lange elektrisch betriebene Schraubspindeln bewegt werden konnten. Das Nachladen von Torpedos aus den Lagerarmen erfolgte ebenfalls durch E-Spillmotoren. Das Nachladen von sechs Torpedos aus der Schnellladestellung dauerte 5 (oder 15) Minuten, die nächste Ladung benötigte etwa weitere 15 (oder 19) Minuten. Das Nachladesystem erfüllte zudem Forderungen nach geringer Geräuschentwicklung.
Damit hätte ein einzelnes Typ-XXI-Boot innerhalb relativ kurzer Zeit 18 Torpedos auf einen Geleitzug abschießen können, wofür eine theoretische Trefferquote von 95 % mit lageunabhängigen Torpedos (LUTs) bei Schiffen über 60 m Länge ermittelt worden war. Für die LUTs war im Bugraum eine besondere Einstellvorrichtung untergebracht, um nach den Angaben der SU-Anlage aus maximal 20 m Tiefe schießen zu können (aufgrund der vorhandenen Torpedorohre und Ausstoßvorrichtungen nicht tiefer möglich). Jedoch wurde intensiv an einem sogenannten OT-I-Schuss gearbeitet (Schusstiefen aus bis zu 50 m). Geplant war der OT-II-Schuss mit Schusstiefen aus bis zu 100 m.
Die aktive Zerstörer-Bekämpfung war mit akustisch eigengelenkten Torpedos möglich. Deren Verwendung wurde jedoch von Abwehrmaßnahmen wie nachgeschleppten Geräuschbojen oder Geschwindigkeitsreduzierung der Schiffe beeinträchtigt. Die Trefferquote wurde im Krieg erheblich überschätzt, insbesondere weil zahlreiche End- und Kielwasserdetonierer für Torpedotreffer gehalten wurden. Die tatsächliche Trefferquote betrug nach einer Nachkriegsuntersuchung von Jürgen Rohwer 15 %.
Für Elektrotorpedos (ETo) gab es drei Umformer zum Nachladen der Akkumulatoren. Über den Torpedorohren waren zwei Schussempfänger montiert, über welche die vom Torpedorechner bestimmten Vorhaltewerte elektromechanisch in die Torpedos eingespeist wurden.
In den Torpedorohren sollten auch 18 TMB- beziehungsweise 12 TMC-Minen mitgeführt werden können, mit noch 14 Torpedos auf den Lagern. Bis zum Kriegsende wurde jedoch keine Minenausstoßvorrichtung fertig, sodass die Minen nur mit Druckluft, also mit einem starken Luftschwall, hätten ausgestoßen werden können. Tatsächlich lief kein XXIer jemals mit Minen aus.

#### Flaktürme

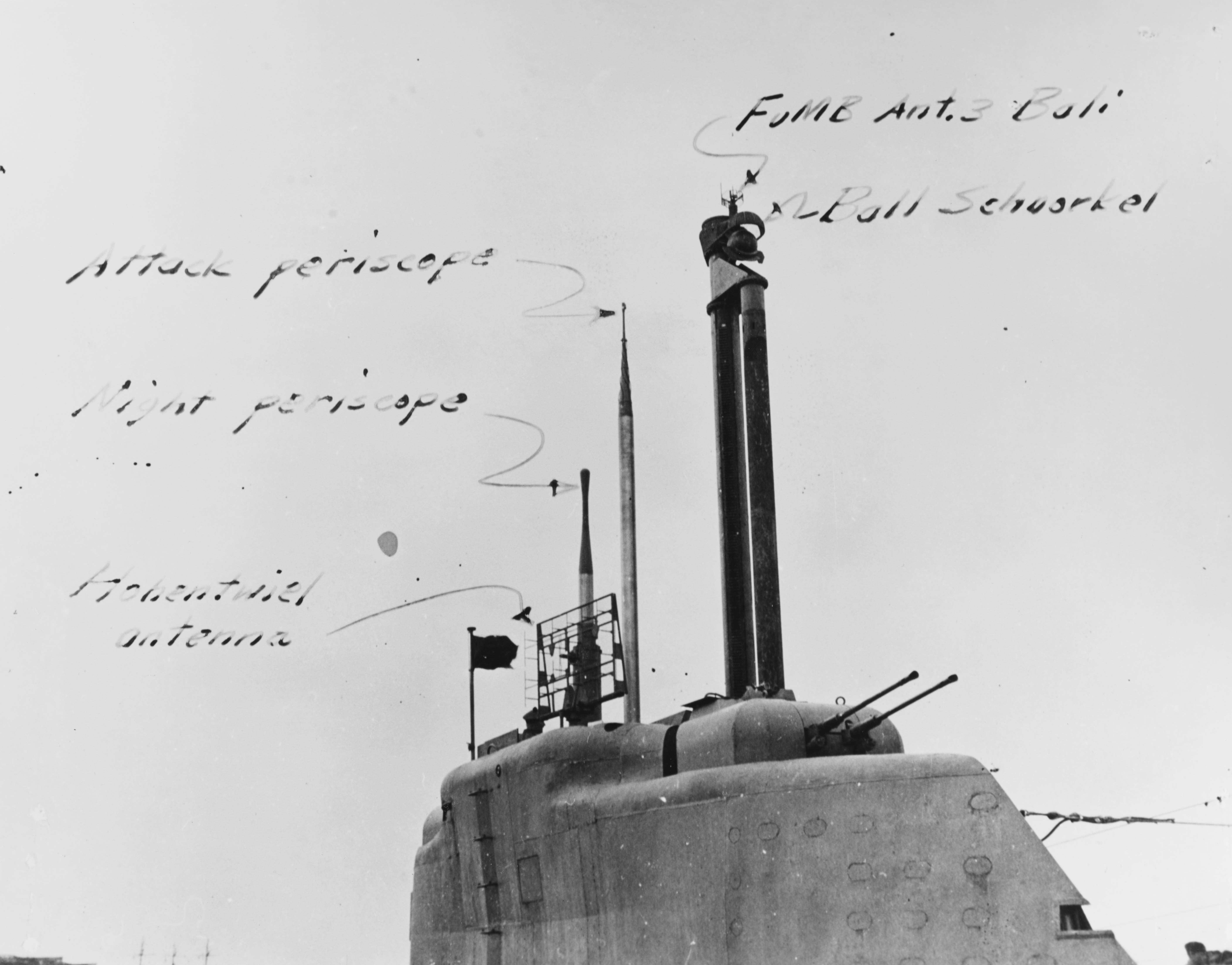
Flakturm achtern, stromlinienförmig in den Turm integriert

Aufgrund von Forderungen des BdU nach Flakbewaffnung hatte der Typ XXI zwei mit 17 mm Panzerstahl geschützte drehbare Flaktürme auf dem Hauptturm vor und hinter der Brücke. Die Brücke war ebenfalls mit 17 mm Panzerstahl geschützt. Der druckfeste Teil des Hauptturms bestand aus 40 mm Panzerstahl. Der Wert der Flaktürme war umstritten, da sie eine wesentliche Erhöhung von Tonnage und Wasserwiderstand des Bootes bewirkten. Sie wurden auch von Hitler für wenig sinnvoll gehalten. Ihre Zugänglichkeit erwies sich später als nicht gut, ihre Besetzung verzögerte ein späteres Alarmtauchen erheblich.
Ursprünglich waren jeweils zwei 3-cm-Flak M 44 der Waffenfabrik Brünn der Skoda-Werke vorgesehen, die hydraulisch dem Zielgerät folgen sollten und nach einem amerikanischen Erprobungsbericht bei U 2513 und U 3008 auch vorhanden waren. Die Bereitschaftsmunition in zwei wasserdichten Tanks pro Turm beinhaltete je 2× 250 Schuss, der gesamte Munitionsvorrat 3800 Schuss. Wegen Problemen mit der Druckfestigkeit konnten von der 3-cm-Flak nur wenige Versuchsmuster abgeliefert werden. Deshalb wurden herkömmliche jeweils zwei 2-cm-Flak 38 M II mit je 800 Schuss Bereitschaftsmunition in zwei Munitionsbehältern und insgesamt 3450 Schuss Munition eingebaut. Deren Feuergeschwindigkeit betrug 450 Schuss/Minute, die Feuerkraft war relativ gering. Der Seitenrichtbereich der Flaktürme betrug ±120° (±170°), der Höhenrichtbereich −10° bis +90°. Die Drehgeschwindigkeit betrug bei vollem Öldruck 43°/s, die Höhenrichtgeschwindigkeit 50°/s.
Die 2-cm-Flak galt im Gegensatz zur später auf den herkömmlichen deutschen U-Booten eingebauten 3,7-cm-Flak als relativ zuverlässig, aber gegen leicht gepanzerte alliierte U-Jagd-Flugzeuge nicht ausreichend wirksam. Ein Teil der Flugzeuge hatte eine 5,7-cm-Bordkanone (Ordnance QF-6-Pfünder-7-cwt, genannt „Tsetse“), um bereits außerhalb der Reichweite der U-Boot-Flak angreifen zu können. Dennoch wurden mit den Flaktürmen gegen Kriegsende einige Abschüsse erzielt.

### Antriebsanlage

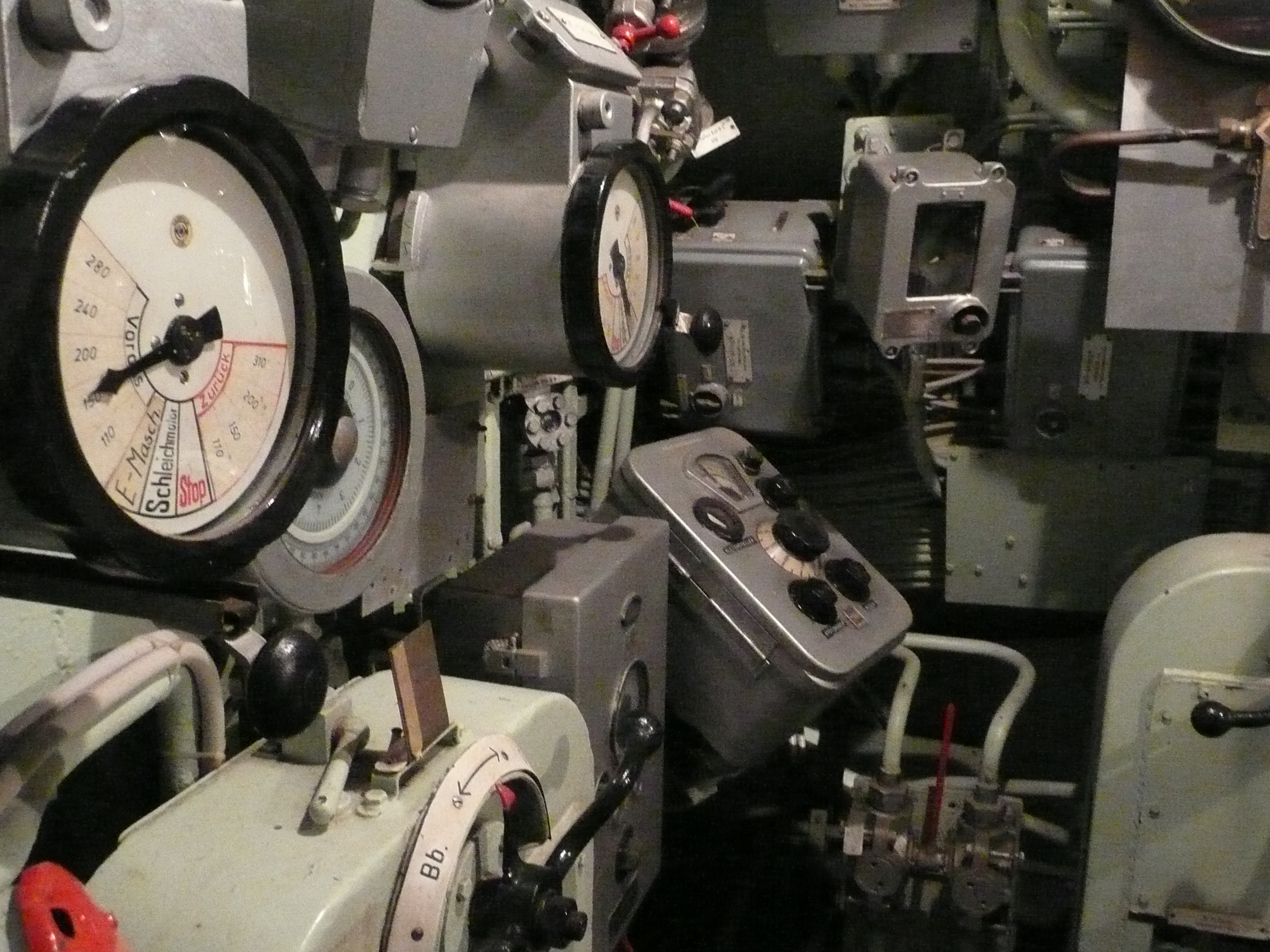
Teil des zentralen Fahrstandes des Museumsbootes Wilhelm Bauer (kein Originalzustand)

Die Antriebsanlage bestand aus einem Schnorchel für Diesel-Unterwasserfahrt auf Sehrohrtiefe, zwei Schiffsdieselmotoren, sechs Teilbatterien mit je 62 Akkuzellen zur außenluftunabhängigen Stromversorgung, zwei kombinierten Haupt-E-Motoren und Generatoren, zwei Schleich-E-Motoren, Wellen, Getrieben und Kupplungen zur Kraftübertragung, Hilfsmaschinen und zwei Propellern.

#### Schnorchelanlage
Bereits nach dem Ersten Weltkrieg hatte der niederländische Kapitänleutnant J. J. Wichers ein Patent für einen ausfahrbaren Luftmast angemeldet. 1939 hatte die niederländische Marine mit Schnorcheln (snuiver) auf den Booten O 19 und O 20 erfolgreich experimentiert.
Bei der Besetzung der Niederlande im Jahr 1940 wurden die fertiggestellten bzw. im Bau befindlichen Snuiverboote O 25, O 26 und O 27 von der Kriegsmarine übernommen. O 26 wurde in UD 4 umbenannt und für Schnorchel-Tests im Atlantik genutzt. Kurz danach wurden die Luftmaste wie bei den in England angekommenen holländischen U-Booten ausgebaut. Die deutschen Verantwortlichen waren zu dem Schluss gekommen, diese Technik sei überflüssiger Ballast, der im rauen Atlantik nicht einsetzbar sei. Mit Schreiben vom 19. Mai 1943 an Dönitz schlug Walter erneut einen Schnorchel vor. Entscheidend für die praktische Realisierbarkeit war seine neue Idee, die Luft zum Betrieb der Dieselmotoren beim Unterschneiden des Schnorchels durch Seegang bis zu 60 Sekunden lang aus dem Bootsinneren zu saugen.
Das führt, je nach Seegang, Maschinenleistung, Bootsgröße und Druckabfall bis zum Abschalten der Diesel zu einer zusätzlichen Belastung der Besatzung durch Luftdruckschwankungen von bis zu 200 mbar im Bootsinneren. Bei zu großem Abgasgegendruck durch zu tiefes Unterschneiden (z. B. durch Tiefensteuerfehler) können die Dieselmotoren stehenbleiben, und ihr Abgas kann rückwärts aus den Ansaugschächten im Bootsinneren austreten. Das kann zur Vergasung des Bootes und Gefährdung seiner Besatzung führen. Das Schnorcheln im Typ XXI wird als albtraumhafte Erfahrung beschrieben, die auf das absolute Mindestmaß beschränkt werden musste. Aufgrund der Gefahr durch mit Radar ausgerüstete Flugzeuge und Überwassereinheiten wurde das in Kauf genommen. Nunmehr war es möglich, in etwa 16 Metern Tiefe (Unterkante Kiel) mit den Dieselmotoren zu fahren, die Batterien zu laden, das Boot mit frischer Luft zu versorgen und dennoch weitgehend unentdeckt zu bleiben. U 977 und U 978, zwei Boote vom Typ VII C mit an Deck niederlegbaren Schnorchelmasten, waren 66 bzw. 69 Tage unter Wasser. Zunächst wurde erwartet, Sehrohre und Schnorchel bei Bedarf ohne großen Aufwand gegen Radarortung tarnen zu können.
Ab Herbst 1944 konnte vom alliierten Radar auch ein Schnorchelkopf oder Sehrohr geortet werden. Bei Seegang bis Stärke 2 (schwach bewegt, Wellenhöhe 0,1 bis 0,5 Meter) konnte das ab März 1945 eingeführte damals beste Flugzeugradar „APS-20“ (Projekt Cadillac, Frequenz 2,88 GHz = 10,5 cm Wellenlänge, Impuls-Sendeleistung 1 Megawatt) einen Schnorchel bis in 13 Meilen (etwa 20 km) Entfernung orten. Bei Seegang ab Stärke 3 (Schaumköpfe, Wellenhöhe 0,5 bis 1,25 Meter) war es aber dafür nicht mehr verwendbar. Zudem war es mit Radar allein nicht ohne weiteres möglich, die Schnorchelköpfe der U-Boote von anderen auf dem Wasser schwimmenden Objekten zu unterscheiden.
Als Gegenmaßnahme wurde die Absorptionsschicht „Schornsteinfeger“ entwickelt. Sie hatte mit dem nach Physiker Johannes Jaumann benannten Jaumann-Absorber eine Restreflexion von unter 10 % im Bereich 30 bis 3 cm = 1–10 GHz. Es wurde erwartet, dass ein damit getarnter Schnorchel mit Zentimeterwellen-Radar bei einer Restreflexion zwischen 0,25 und 8 % und einer um mindestens 65 % reduzierten Ortungsreichweite auf eine Entfernung von maximal 5 km geortet werden konnte.
Als maximale Tauchtiefe, der die Absorptionsschicht ohne dauerhaften Verlust ihrer Wirksamkeit standhalten sollte, wurden 150 Meter spezifiziert und etwa 200 Meter erwartet. Es wurden etwa 60 U-Boote unterschiedlicher Typen damit ausgerüstet. Der Jaumann-Absorber war jedoch 68 mm dick und zur Befestigung auf mehrfach gewölbten Oberflächen wenig geeignet. Er erforderte ein geändertes Schnorchelkopfventil mit Ringschwimmer anstelle des bisherigen Kugelschwimmers. Bei Versuchen zeigte das Ringschwimmerventil ein trägeres Schließverhalten als das Kugelschwimmerventil.
Daraufhin bekamen die meisten XXI-Boote einen nur 4–8 mm dicken geriffelten Gummiüberzug, der nach dem Leiter des 1941 gegründeten Heidelberger Institut für Weltpost- und Weltnachrichtenwesen, Ludwig Wesch, als Wesch-Absorber bzw. Wesch-Matte bezeichnet wurde. Er war bezüglich Radar-Absorption weniger wirksam, ließ sich jedoch auch an den Kugelschwimmerventilen gut anbringen. Das Radarecho verringerte sich mit den Wesch-Matten im Bereich von 20 bis 3 cm Wellenlänge = 1,5–10 GHz auf eine Restreflexion von durchschnittlich 10 %. Das Maximum der Restreflexion in diesem Bereich betrug ca. 30 % (bei einer Wellenlänge von 5 cm = 6 GHz). Die Minima der Reflexionskurve lagen unter 5 % bei 9 cm = 3,3 GHz (britisches Rotterdam-Gerät) und unter 10 % bei 3 cm = 10 GHz (amerikanisches MEDDO-Gerät). Für das britische Rotterdam-Gerät wurde dadurch eine Reduzierung seiner Ortungsreichweite um 50 % erwartet.
Zur Warnung vor gegnerischer Radarortung befand sich auf dem Schnorchelkopf eine druckfeste Dezimeterwellen-Antenne „Bali 1“, die einen Frequenzumfang von 100–400 MHz = 300–75 cm Wellenlänge hatte. Das begrenzte den Einsatzbereich des Warnempfängers „Borkum“, der einen sehr großen Frequenzumfang hatte. 1945 sollte auch der Typ XXI eine weiterentwickelte Bali-Anlage mit einem Frequenzumfang von 100 MHz bis 1,5 GHz = 300–20 cm Wellenlänge erhalten. Auf einem eigenen Ausfahrmast waren zudem druckfeste Zentimeter-Antennen mit Peilmöglichkeit für 1,5–15 GHz = 20–2 cm Wellenlänge sowie ein Infrarot-Rundwarnsichtgerät zur Ortung von (Flugzeug)-Scheinwerfern vorgesehen.
Der Schnorchel konnte mit einem Druckluftmotor in 2,7 Minuten ausgefahren und in 1,5 Minuten eingefahren werden. Der Druckluftmotor war bei seiner Benutzung extrem laut, in der Zentrale wurden 95–116 Phon gemessen. Für den Notfall war ein Handantrieb vorhanden. Für die Zuluft hatte der Schnorchelkopf ein schwimmerbetätigtes Schnorchelkopfventil, das bei seiner Überflutung automatisch schließen sollte. Die schwimmerbetätigten Ventile waren im Betrieb nicht störungsfrei. Ihre Funktion war abhängig vom Kurs des Bootes zur Seegangsrichtung, und es gab kein Mittel gegen Vereisung. Im Winter 1944/45 erfolgten bei einigen Booten der U-Boot-Klasse II Versuche mit druckluftbetätigten Kopfventilen, die einwandfrei und schnell arbeiteten.
Die Querschnitte der erst nach dem Abschluss der Bootskonstruktion eingeplanten Schnorchelanlage waren für die installierte Motorleistung zu klein dimensioniert. Sie betrugen für Zuluft 43 % und für Abgas 55 % der Werte für Überwasserfahrt. Bei den Erprobungen ergaben sich daraus erhebliche Probleme mit Leistung und Abgastemperatur (maximal zulässig waren 600 °C) der Dieselmotoren wegen zu großen Ansaugunterdruckes und zu großen Abgasgegendruckes. Bei normalem Schnorchelbetrieb betrug der Unterdruck im Boot 64 mbar und der Abgasgegendruck 0,35 Atü.
Die Schnorchelanlage hatte aufgrund ihrer beiden kreisförmigen Rohre einen relativ großen Wasserwiderstand. Da im Bereich von 6,5 bis 8,5 kn starke Schwingungen auftraten, wurden für ihren Betrieb nur Fahrstufen zwischen 0 und 5,5 kn (Batterieladung) und 9 bis 10,5 kn (Marschfahrt) zugelassen.

#### Dieselmotoren

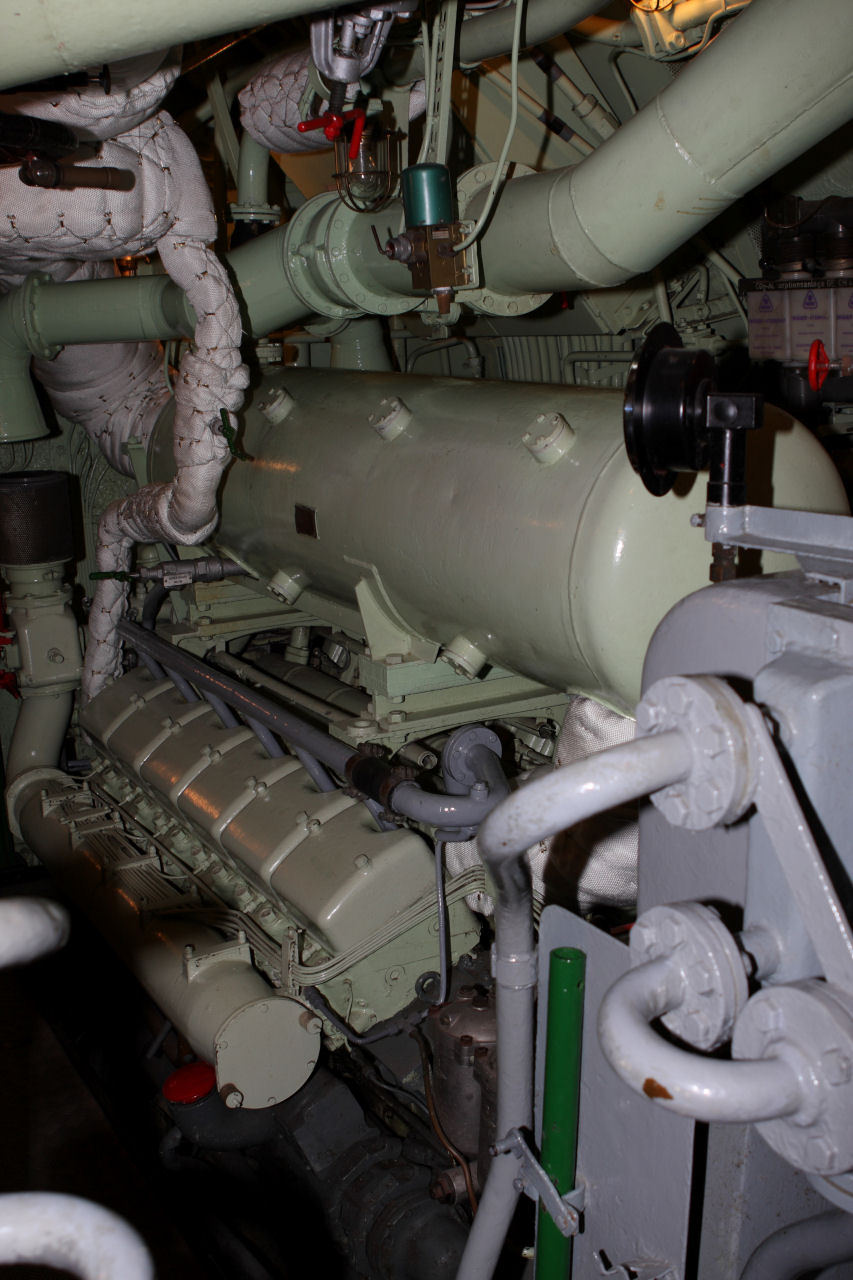
Dieselaggregat im Museumsboot Wilhelm Bauer (kein Originalmotor)

Die beiden MAN M6V 40/46 basieren auf dem 8-Zylinder-Motor M8V 40/46, der für das sogenannte Spanienboot E1 im Jahre 1926 vom Ingenieurskantoor voor Scheepsbouw (IvS) vorgeschlagen wurde. Die 6-Zylinder der Bauart 40/46 wurden schon auf U 27 (Typ VII A) eingebaut. Die USS Cachalot wurde 1933 mit 9-Zylinder-Motoren der überarbeiteten Baureihe 40/46 ausgerüstet. Der M6V war ein einfachwirkender, nicht umsteuerbarer 6-Zylinder-Viertaktmotor mit 400 mm Zylinderdurchmesser und 460 mm Kolbenhub. Das Leistungsgewicht betrug 14,4 kg/PS.
Die Getriebe der Dieselmotoren untersetzten deren Drehzahl im Verhältnis 1,65:1 und waren durch eine hydraulische Vulkankupplung mit einem Schlupf von 2 % mit den Motoren gekuppelt. Bei AK-Fahrt drehten sich die Propeller mit 315 min−1. Bei Dieselbetrieb wurden die E-Maschinen und Getriebe mit angehängten Pumpen ständig mitgedreht, da angenommen wurde, dass bei Dieselbetrieb stets Batterieladung mitlief. Deshalb betrug der mechanische Wirkungsgrad der Diesel an den Antriebswellen nur 88 %.
Mit dem Büchi-Abgasturbolader Vta 450 der BBC Mannheim sollte durch 40 % Hochaufladung bei einer Laderdrehzahl von 12.240 min−1 eine maximale Leistung von 2× 2000 PS = 2 × 1471 kW bei 522 min−1 erreicht werden. Mit Aufladung waren über Wasser bei 2× 2000 PS = 2 × 1471 kW Dieselleistung 15,4 kn erreichbar. Bei vollem E-Maschinen-Zusatz mit 2× 1347 A = 6 Stunden Strom erreichte U 3507 mit 2× 2.380 PS = 2 × 1750 kW und 544 min−1 eine Geschwindigkeit von 18,08 kn. Ohne Aufladung und E-Maschinen-Zusatz wurden über Wasser mit 2× 1400 PS = 2 × 1030 kW Dieselleistung bei 470 min−1 14,6 kn erreicht.
Die hohe Aufladung machte eine sehr große Ventilüberschneidung von 150° nötig, die eine erhöhte Gegendruckempfindlichkeit ergab. Dadurch konnte bei Schnorchelfahrt der Aufladedruck soweit zurückgehen, dass die Motorleistung stark absank bzw. der Motor in ungünstigen Fällen stehenblieb. Auf der Steuerwelle war daher ein zweiter Ventilnockensatz (Schnorcheleinstellung) angebracht, der die Ventilüberschneidung verkleinerte. Dadurch ging die Dieselleistung auf 2× 1400 PS = 2 × 1030 kW bei 470 min−1 zurück, und der Lader lief nur noch mit 10.000 min−1. U 3503 erzielte bei Schnorchelfahrt mit beiden Dieselmotoren, 395 min−1 Motordrehzahl und 7500 min−1 Laderdrehzahl eine Geschwindigkeit von 10,4 kn.
Der Rückgang der Diesel-Leistung bei Schnorchelfahrt war ein erhebliches Problem, denn dadurch dauerte die Batterieladung mit 6,2 Stunden von 10 bis 90 % Ladezustand relativ lange. Die zur Vollladung benötigte „exzessive“ Batterieladezeit wurde von amerikanischen Gutachtern nach dem Krieg als wesentlicher Nachteil des Typs XXI bewertet, der den Vorteil der hohen Unterwassergeschwindigkeit reduziere. Da die Geschwindigkeit bei Schnorchelfahrt mit Batterieladung durch beide Diesel (Antrieb mit Schleichfahrtmotoren) maximal 6 kn betrug, dürfte es nach dem Aufbrauchen der Batteriekapazität nicht mehr möglich gewesen sein, einen ablaufenden Geleitzug wieder einzuholen. Nach amerikanischen Erprobungsberichten (U 2513 und U 3008) hatten die Diesel bei Schnorchelfahrt auch zu hohe Abgastemperaturen. Diese lagen weit über der Sicherheitstoleranz des Metalls in den Auslassventilen der Motoren und zwangen zu einer Reduzierung der Leistung auf 2× 850 HP = 2 × 634 kW (bei 12 kn).
Die Bordpraxis zeigte, dass die bisherige Schnorchelleistung auch ohne Aufladung erreicht werden konnte. Da die Überwassereigenschaften nachrangig wurden, verzichtete man bei späteren Ausführungen auf den Einbau des Turboladers. Die maximale Dieselleistung mit Schnorchel betrug danach 2× 1200 PS = 2 × 883 kW bei 10,9 kn. In der Praxis konnten jedoch wegen der Sehrohr- und Schnorchelschwingungen 6 kn kaum überschritten werden.
Am 15. Dezember 1944 wurde festgestellt, dass es bereits auf drei Typ-XXI-Booten starke Motorschäden durch Wasserschlag in den Zylindern nach Bedienungsfehlern gegeben hatte. Der Grund war jedes Mal das Ansaugen von Wasser über die Abgasanlage durch Mitdrehen der Diesel bei Rückwärtsfahrt mit E-Maschinen.

#### Batterieanlage
Die Batterieanlage bestand aus 2× (3× 62) = 372 Bleiakkumulatorzellen des Typs AFA 44 MAL 740W mit je 620 kg Masse und einer Gesamtmasse von 236 Tonnen. Die Kapazität jeder Zelle betrug bei 30 °C, 5530 A Entladestrom und 1 Stunde 8 Minuten Entladezeit 6267 Ah, bei 4560 A und 1,5-stündiger Entladezeit 6840 Ah, bei 1834 A und fünfstündiger Entladezeit 9170 Ah, bei 565 A und 20-stündiger Entladezeit 11.300 Ah sowie bei 243 A und 50-stündiger Entladezeit 12.150 Ah. Die Entladeschlussspannung lag zwischen 1,60 Volt pro Einzelzelle bei 5530 A Entladestrom und 1,80 Volt pro Einzelzelle bei 565 A Entladestrom. Hersteller war die Akkumulatoren-Fabrik A.G. (AFA).
Bei einer mittleren Entladespannung von 2,0 Volt pro Zelle beträgt die rechnerische Gesamtspeicherkapazität 8,4 Megawattstunden. Die Energiedichte liegt mit 35,6 Wh/kg im für andere deutsche U-Boote und Bleiakkumulatoren üblichen Bereich. Der wesentliche Unterschied ist die absolute Größe der Batterieanlage. Die Batteriezellen waren in 2× 3 = 6 gleich großen Teilbatterien über zwei Decks verteilt. Die Unterteilung in je drei Backbord- und Steuerbord-Teilbatterien erlaubte die verlustlose Reduzierung der Versorgungsspannungen der Schleichfahrt-E-Motoren von 360 auf 120 Volt. Die Anker der Haupt-E-Motoren wurden dagegen nur mit 360 Volt aus allen Backbord bzw. Steuerbord Teilbatterien versorgt. Ihre bis 2× 15 = 30 A pro Motor verbrauchenden Erregerwicklungen wurden über Regler aus den mittleren Teilbatterien gespeist. Auch die Erregerwicklungen der Schleichfahrtmotoren wurden aus diesen Teilbatterien versorgt. Die elektrischen Hilfsmaschinen arbeiteten mit 120 Volt aus unterschiedlichen Teilbatterien.
In den Kabeln zwischen Batterie und E-Maschinen traten bedeutende Spannungsabfälle auf. Die Batteriespannung brach bei hohen Entladeströmen von 2× 5540 A für Höchstfahrt unter die vorgesehenen 2× 360 Volt (= 1,94 Volt/Zelle) auf 2× 336–305 Volt (= 1,81–1,64 Volt/Zelle) ein. Die Batterieanlage war bereits nach einer bis eine Stunde und 20 Minuten dauernden Höchstfahrt statt der geplanten eine Stunde und 40 Minuten dauernden Höchstfahrt entladen. Bei geringerer Strombelastung durch mittlere und kleine Fahrtstufen entsprach die Entladedauer dagegen den Erwartungen.
Die Wiederaufladung der Backbord- bzw. Steuerbord-Teilbatterien konnte nur in Reihe erfolgen. Die getrennte Wiederaufladung einzelner Teilbatterien war nicht möglich. Deshalb musste der Strombedarf der Hilfsmaschinen im Betrieb abgestimmt auf die Teilbatterien verteilt werden. Die normale Wiederaufladung begann in der ersten Ladestufe mit einer Stromstärke von je 2040 A bis zu einer Ladespannung von 2× 446 Volt = 2,40 Volt pro Zelle. In der zweiten Ladestufe verringerte sich die Stromstärke bei gleichbleibender Spannung auf 510 A. In der dritten Ladestufe wurde mit konstant 510 A Stromstärke bis zu einer Spannung von 2,7 Volt pro Zelle geladen.
Es wurde berechnet, dass bei 5 kn getauchter Marschfahrt mit Schleichmotoren alle 24 Stunden 3 Stunden Batterieladung mit Schnorchel ausreichend waren, um den Ladezustand zwischen 60 und 90 % zu halten. Da die Dieselleistung bei Schnorchelfahrt mit Batterieladung nur 2× 1050 PS = 2 × 772 kW betrug, dauerte die Wiederaufladung einer bis auf 10 % entladenen Batterie bei etwa 6 kn Fahrt (Antrieb mit Schleichfahrtmotoren) bis zum Abschluss der zweiten Ladestufe (90 % Ladezustand) 6,2 Stunden. Bei Erprobungen an der Pier (Landstromversorgung war möglich) wurden dagegen Ladezeiten von 2,5 Stunden für die ersten beiden Ladestufen erreicht. Für die dritte Ladestufe (bis 100 %), die zum Erhalt der Kapazität in gewissen Zeitabständen notwendig war, wurde mit weiteren 2,4 Stunden Ladezeit gerechnet, was bei Schnorchelfahrt eine volle Ladezeit von 8,6 Stunden ergibt.
Die Batteriezellen scheiden bei ihrer Aufladung, starker Entladung und in geringen Mengen auch im Stand Knallgas ab, ein explosionsfähiges Gemisch aus Wasserstoff und Sauerstoff. Die Überladung jeder Ah zersetzt Wasser durch Elektrolyse in 0,42 Liter Wasserstoff und 0,21 Liter Sauerstoff pro Zelle. Bei 372 Zellen und der für die dritte Ladestufe verwendeten Konstantstromladung von 510 A werden demnach bis zu 119 m³ Knallgas (79,3 m³ Wasserstoff und 39,6 m³ Sauerstoff) pro Stunde im für eine Explosion idealen Mischungsverhältnis freigesetzt. In Luft wird Wasserstoff ab einem Anteil von vier Volumenprozent explosionsfähig.
Der bei Überwasser- und Schnorchelfahrt zur Verdünnung des Wasserstoffs verwendete Batterieablüfter hatte einen Durchsatz von 4200 m³/Stunde. Bei Schnorchelfahrt wurde seine Abluft von den Dieselmotoren abgesaugt. Der bei Tauchfahrt zur Einzelabsaugung der Batteriezellen verwendete geräuscharme Batterieumwälzlüfter hatte einen Durchsatz von 200 m³/Stunde. Der Wasserstoff wurde dabei durch einen dem Lüfter vorgeschalteten Wasserstofffilter katalytisch verbrannt. Das erlaubte trotz möglicher Nachgasung der Batteriezellen den sofortigen Übergang von Batterieladung auf Tauchfahrt.
Dennoch kam es bei vier Booten vor dem Kriegsende und bei U 3017 nach dem Kriegsende (unter britischem Kommando) zu Batterieexplosionen. In zwei Fällen war die Ursache ein zu hoch aufgefüllter Säurestand der Batteriezellen, der später zur Blockierung ihrer Entlüftung führte. Bei U 2507 war es ein Funkenschlag am Batterieablüfter und bei U 3002 der bei Feuchtigkeit nichtfunktionierende Wasserstoff-Filter des Batterieumwälzlüfters sowie Undichtigkeiten am Antriebsmotor des Lüfters. Der Wasserstofffilter wurde deshalb wenig benutzt und später nicht mehr eingebaut.
Ein erfahrener deutscher Offizier erklärte der britischen Marine bei einer Befragung, dass die Hauptbatteriekabel in die Bilgen unter den Batterieräumen verliefen. Die geringe Isolation der Kabel und die Anwesenheit von Bilgewasser verursache Lichtbögen. Mit schwacher Belüftung der Batterie, die beim Aufladen große Mengen Wasserstoff freisetze, sei die Wahrscheinlichkeit einer Explosion relativ hoch.
Die Lebensdauer der Batteriezellen betrug durchschnittlich 18 bis 21 Monate. Gegen Kriegsende wurden Versuche angestellt, unter Inkaufnahme einer kürzeren Lebensdauer die Kapazität durch eine größere Anzahl dünnerer Bleiplatten zu erhöhen. Für den Versuchstyp 70 MAL 760 mit 9600 Ah bei 6000 A Entladestrom betrug die Lebensdauer höchstens 12 Monate, für den Versuchstyp 60 MAL 760 mit etwas geringerer Kapazität wurden 15 Monate geschätzt.

Bilder vom Museumsboot Wilhelm Bauer (U 2540)
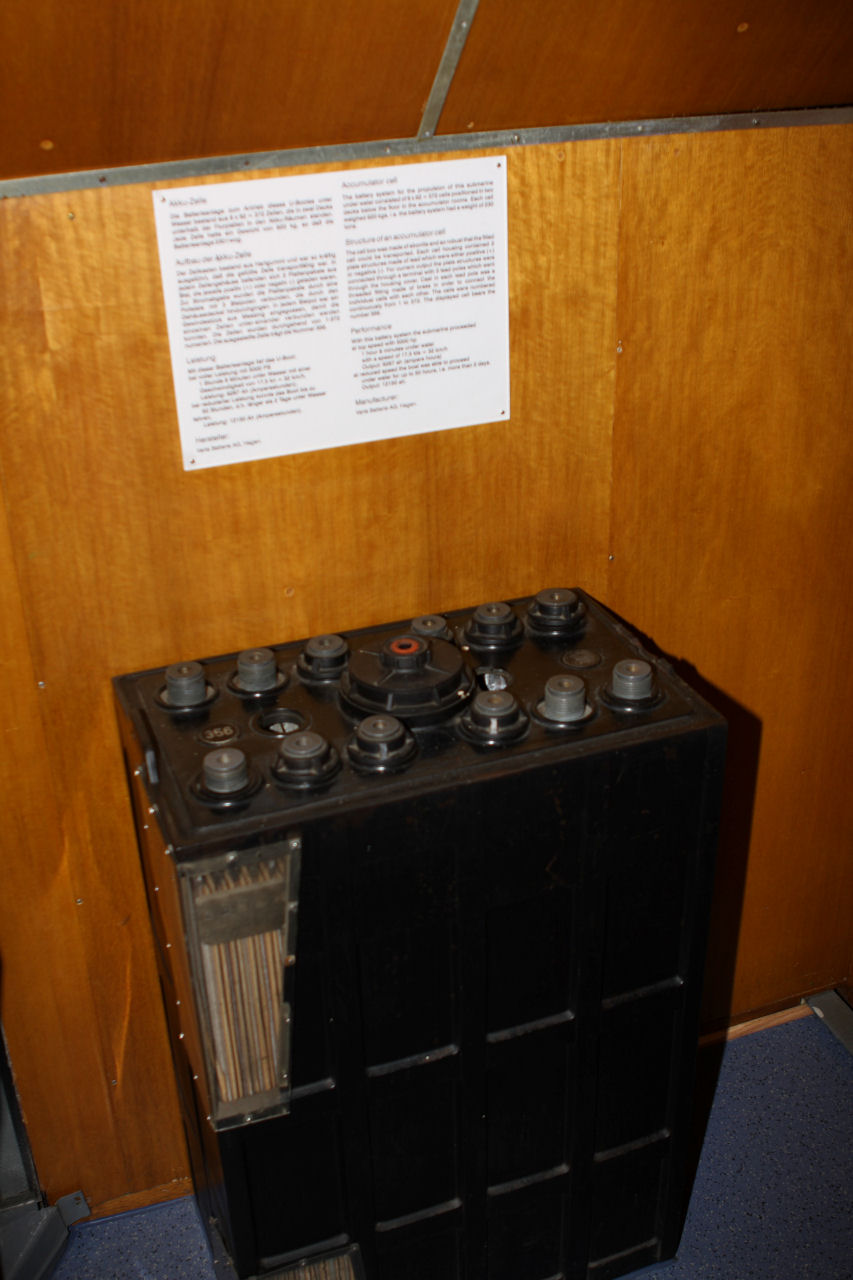
Batteriezelle Nr. 356
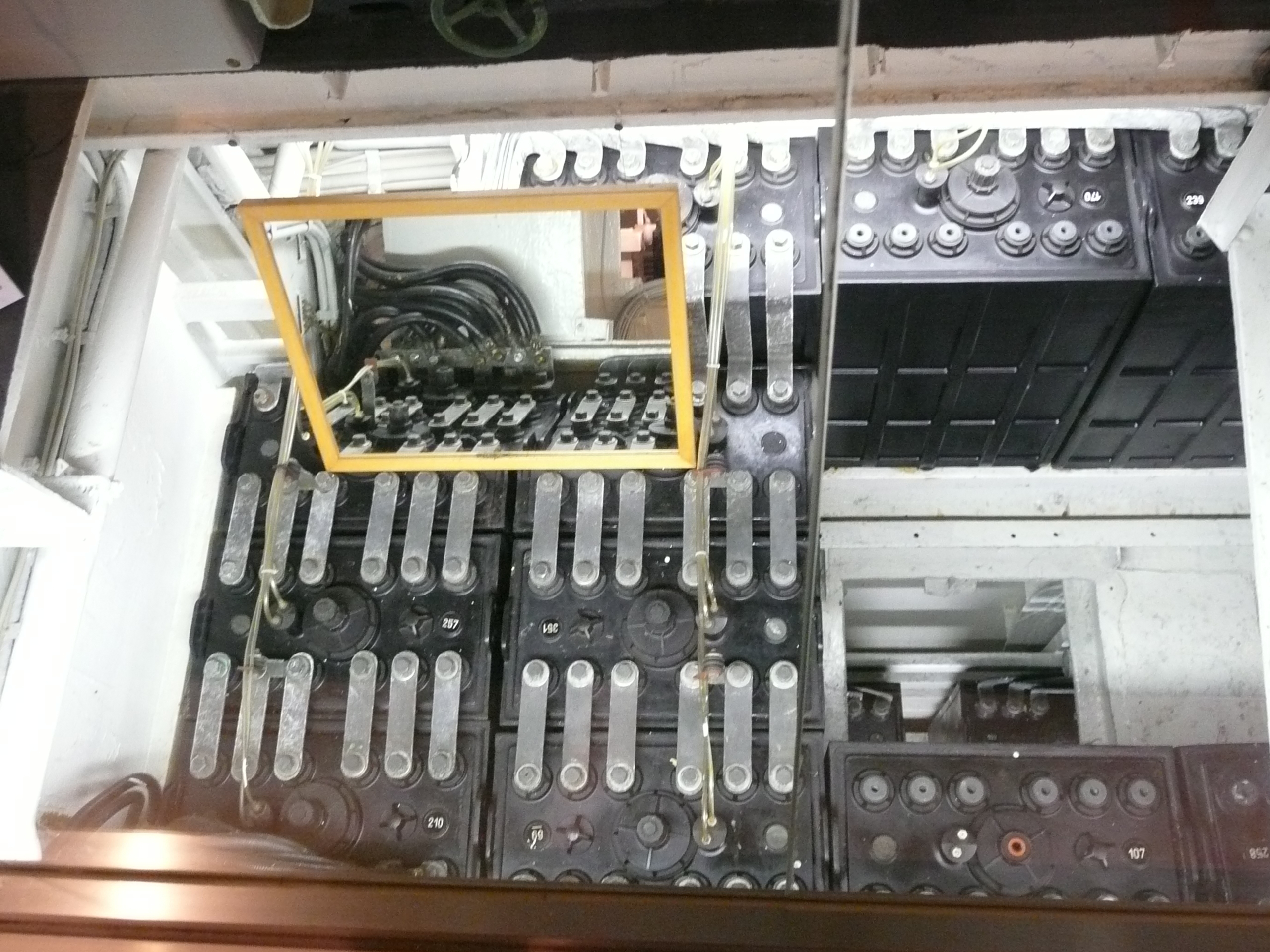
Ein teilweise bestückter Akkumulatorraum
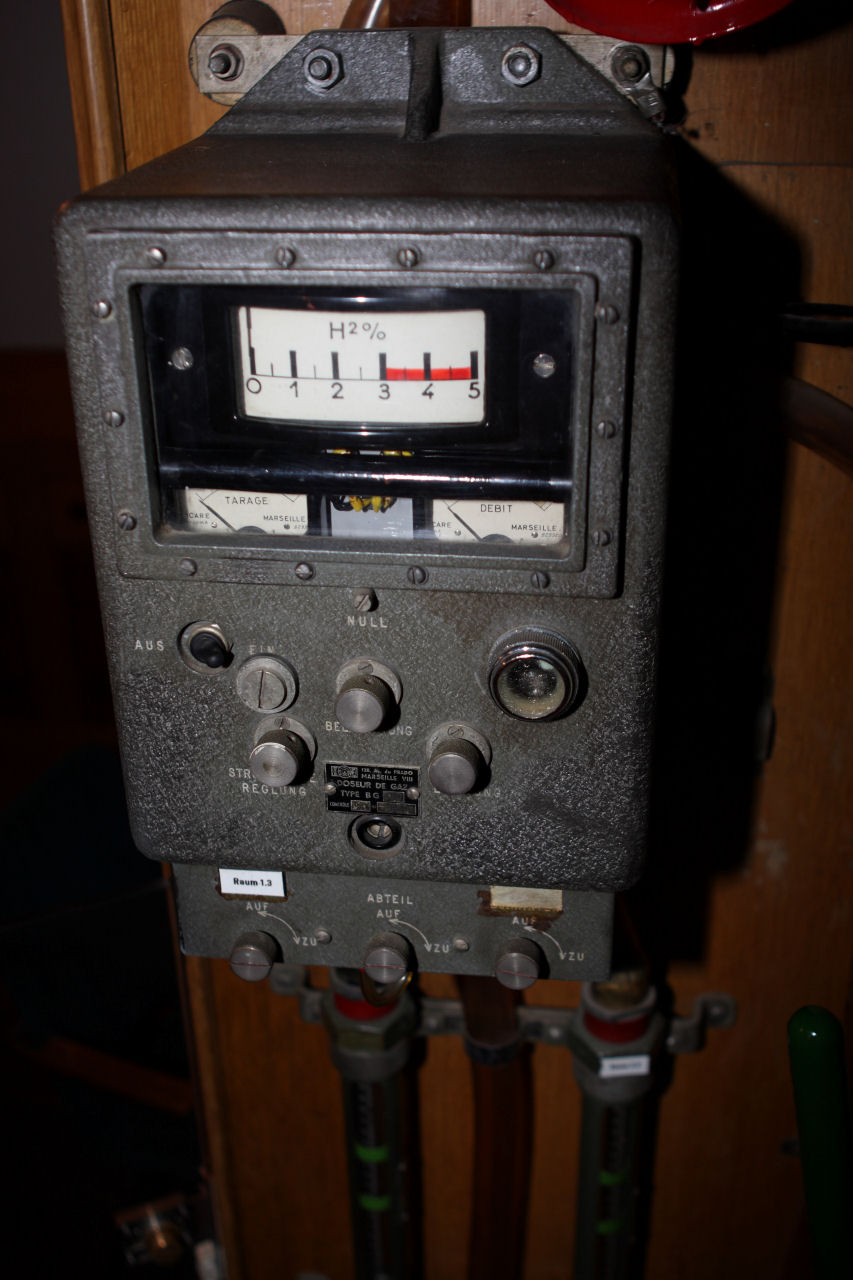
Nachgerüstete Anzeige der Wasserstoffkonzentration

#### Haupt-E-Motoren

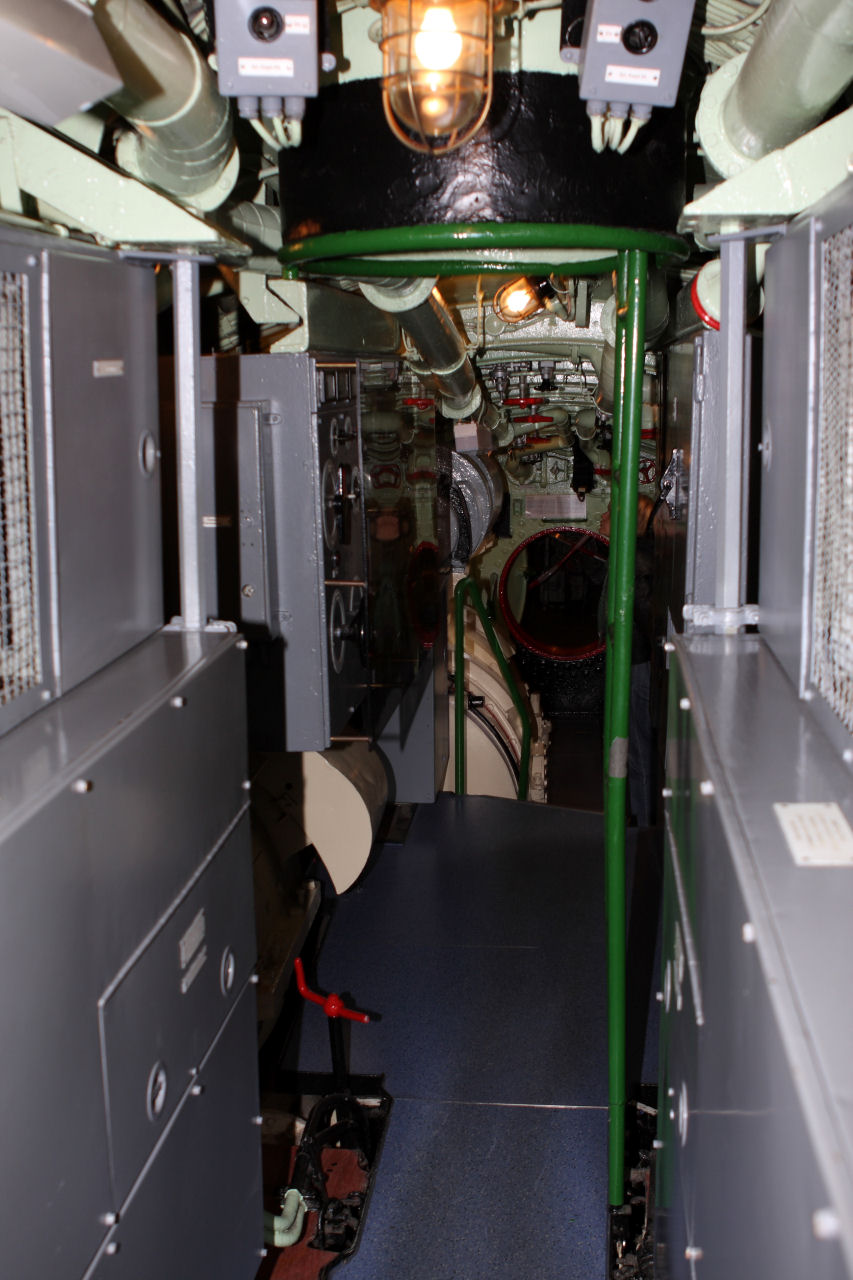
Blick in den E-Maschinenraum des Museumsbootes Wilhelm Bauer

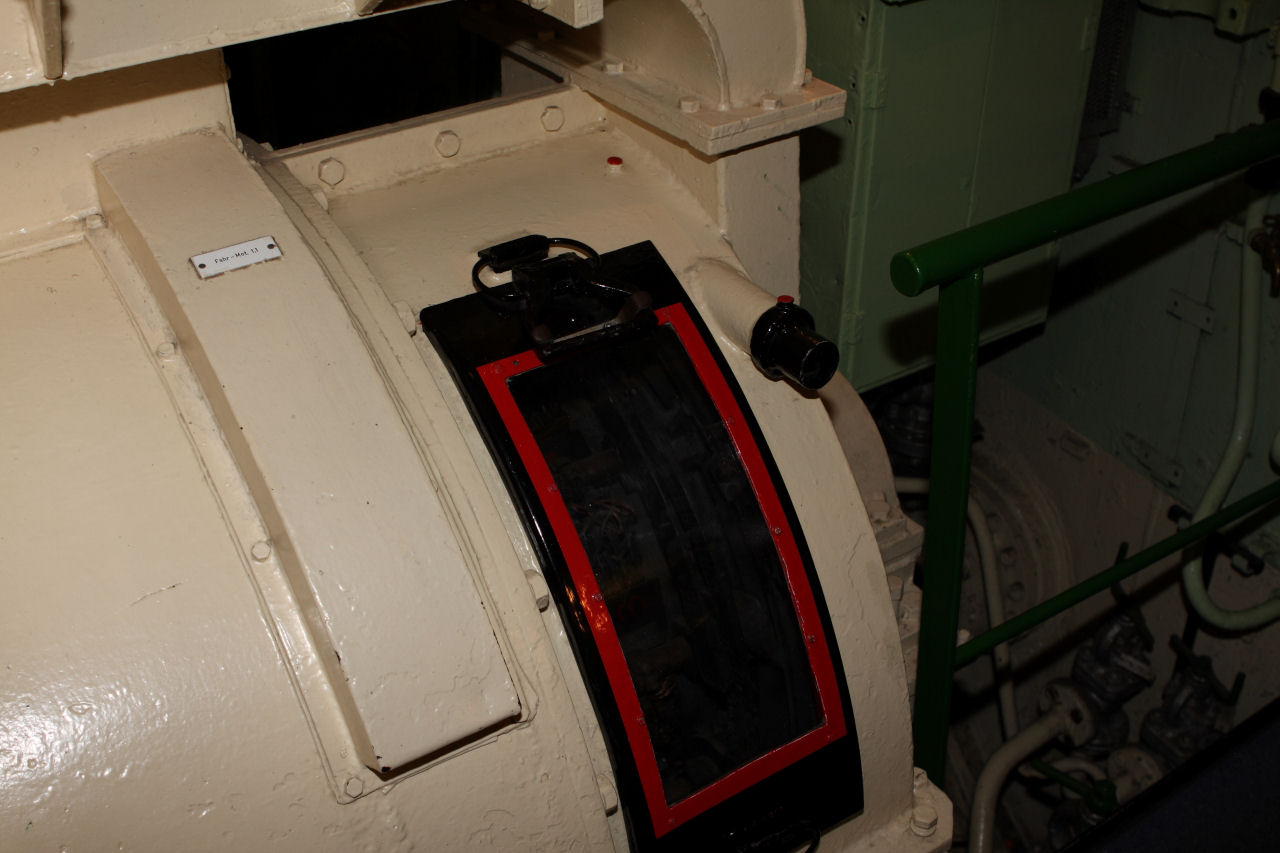
Steuerbord-Haupt-E-Motor des Museumsbootes Wilhelm Bauer

Die beiden von SSW völlig neu entwickelten E-Maschinen mit der Typenbezeichnung 2 GU 365/30 „Hertha“ waren zehnpolige fremderregte Nebenschlussmaschinen mit Wendepolen, Hilfsreihenschluss- und Kompensationswicklung. Die traditionelle Tandemanordnung zweier Läufer auf einer Welle in einem Gehäuse wurde beibehalten. Dadurch arbeiteten je zwei „Motoren“ auf einer Welle, die sowohl parallel als auch in Serie geschaltet werden konnten. Das ermöglichte für zwei Fahrtstufen eine verlustlose Regelung. Jede Doppelmaschine war auch als Generator nutzbar und hatte eine Masse von 10.330 kg.
Auf dem Prüfstand betrug die maximale Leistung einer „Hertha“ in Parallelschaltung bei 5500 A Stromaufnahme, 360 V Spannung und einer Drehzahl von 1675 min−1 1840 kW. In Serienschaltung gab die Maschine bei 1230 min−1 eine Leistung von 730 kW ab. Im Generatorbetrieb wurde auf dem Prüfstand in Parallelschaltung bei 1550 min−1 und 450 V Spannung ein Strom von 4080 A bzw. eine Leistung von 1840 kW erreicht, in Serienschaltung 1040 kW.
Die Getriebeuntersetzung betrug 5,079:1, was eine theoretische Höchstdrehzahl von 330 min−1 an den Propellern ergibt. Praktisch wurden in der ursprünglichen Ausführung von U 3506 nur 316 min−1 erreicht. Die zahlreichen Flut- und Entlüftungsöffnungen in der Außenhülle des Bootes verursachten eine unerwartet starke Erhöhung seines Wasserwiderstandes um etwa 28 %. Auf Flutklappen war verzichtet worden, da die bisherigen U-Boote aus Sicherheitsgründen stets mit offenen Flutklappen fuhren. Auch die Batteriespannung brach bei hohen Entladeströmen von 2× 5540 A für Höchstfahrt unter die vorgesehenen 2× 360 V auf 2× 336–305 V ein. Dadurch verringerte sich die Leistung auf 2× 1650–1550 kW. Deshalb wurde die ursprünglich mit 18 kn konzipierte Unterwassergeschwindigkeit bei Höchstfahrt nicht erreicht.
Bei einer Meilenfahrt in 20 Metern Tauchtiefe kam U 3506 am 8. November 1944 auf eine Geschwindigkeit von 15,93 kn (Admiralitätskonstante C = 149; Definition {\displaystyle C={\frac {v^{3}\cdot D^{\frac {2}{3}}}{N}}} mit Geschwindigkeit v in kn, Verdrängung D in ts und Leistung N in PS Wellenleistung). Nach der Verkleinerung der Flutschlitze um zwei Drittel und dem Verschließen der Öffnungen im Brückendach und Oberdeck konnte U 3507 am 21. November 1944 mit 3100 kW Leistung 17,2 kn erzielen (Admiralitätskonstante C = 197). Mit der zunächst vorgesehenen Leistung von 3500 kW und einer an den geringeren Wasserwiderstand angepassten Propellerform wären die angestrebten 18,5 kn erreichbar gewesen. In der endgültigen Ausführung wurden die Flutschlitze um ein Drittel auf einen Anteil von 1,98 % der Gesamtoberfläche verkleinert. Damit erreichte U 3507 am 30. November 1944 16,8 kn für 20 Minuten bzw. 16,5 kn für 50 Minuten (Admiralitätskonstante C = 175). Die verbliebene Widerstandsvermehrung um 15 % in Verbindung mit einer schnellen Tauchzeit von 25 Sekunden wurde als akzeptabler Kompromiss angesehen.
Beim Abhorchen von U 2513 Ende 1946 in den USA wurde festgestellt, dass schon bei 3 kn Fahrt mit Haupt-E-Maschinen das Maschinengeräusch über den Strömungsgeräuschen lag und etwa 72 dB betrug. Die amerikanischen dB-Einheiten stimmen jedoch offensichtlich nicht mit den deutschen dB-Werten überein. Die Geräuschentwicklung lag nur geringfügig über dem Störpegel des verwendeten Horchgeräts von 70 dB. Bei 5 kn wurden bei Sehrohrtiefe 86–86 dB und bei 60–90 m Tauchtiefe 73 dB gemessen. Ab 7 kn flachte die Schalldruckkurve auf Sehrohrtiefe ab, in größerer Tiefe nahm sie stärker zu. Bei 10 kn wurden 100 dB bzw. 86 dB gemessen, bei 15 kn sowohl bei Sehrohrtiefe als auch 60 Metern Tiefe 104 dB. Die Werte schwankten geringfügig um 2–4 dB, je nach Richtung des U-Bootes zum Horchgerät.
Insgesamt wurde festgestellt, dass das U-Boot wesentlich leiser war als die leisesten amerikanischen U-Boote der Fleet-Klasse. Es gab keine Vibration oder bemerkbare Erhöhung der Geräuschentwicklung bei hohen Fahrtstufen, außer beim Beschleunigen und Abbremsen. Bei 15 kn entsprach die Lautstärke der des US-Bootes bei 8 kn, bei 10 kn der des US-Bootes bei 6 kn.

#### Schleich-E-Motoren

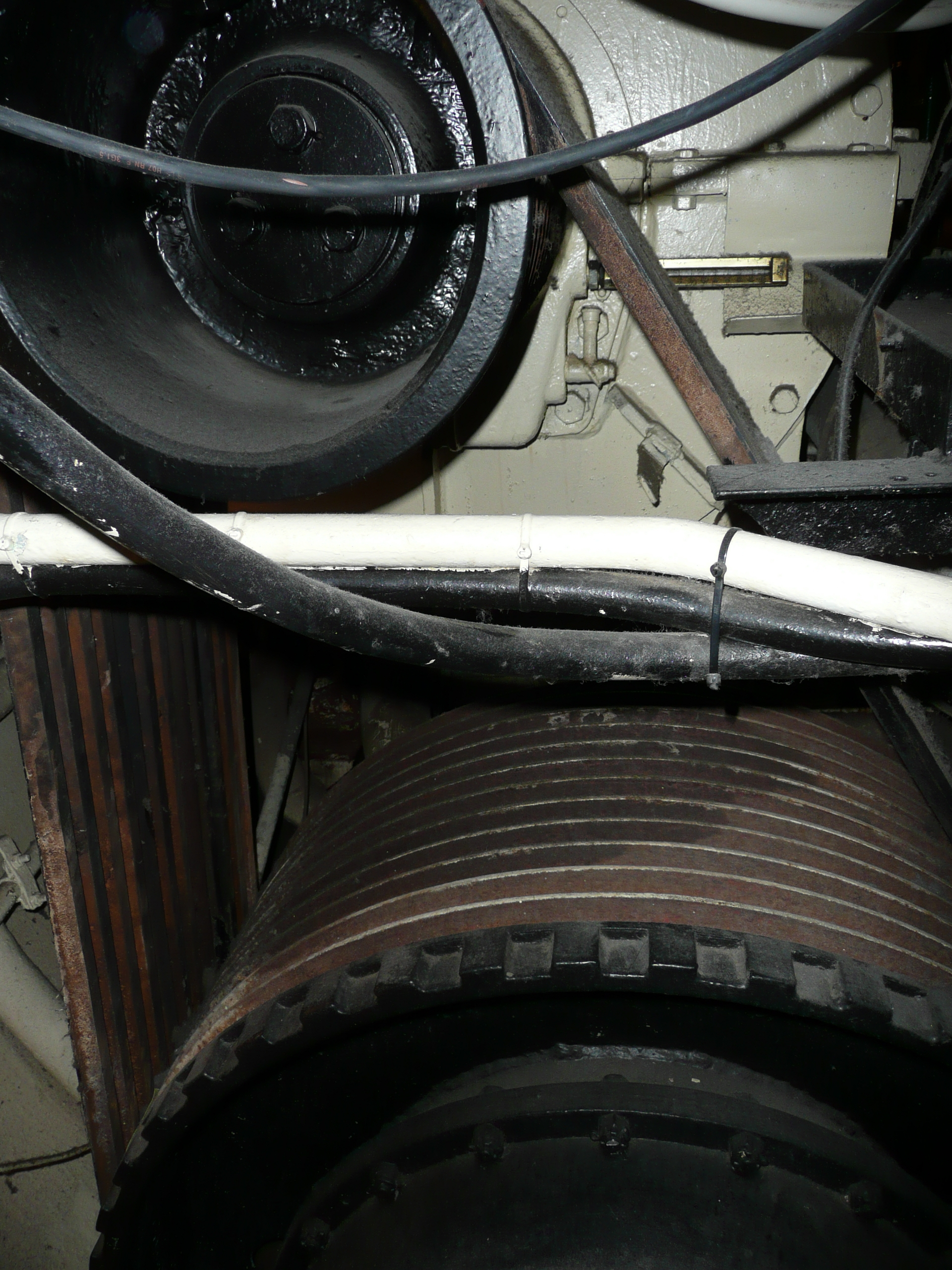
Riemenantrieb eines Schleichmotors

Die beiden ebenfalls von SSW entwickelten Schleichmotoren mit der Bezeichnung GV 323/28 waren achtpolige fremderregte Nebenschlussmotoren mit Hilfsreihenschlusswicklung und Wendepolen. Sie konnten mit 360 V bei 140–256 A Stromaufnahme, 46–83 kW Leistung und 285–350 min−1 Motordrehzahl oder 120 V bei 74–245 A Stromaufnahme, 7,6–22 kW Leistung und 91–190 min−1 Motordrehzahl betrieben werden. Durch die Leistungslücke waren Geschwindigkeiten zwischen 4,3 und 5 kn nur schlecht zu erreichen.
Die Schleichmotoren waren über eine Reibungskupplung und zwölf Keilriemen bei einer Untersetzung von 2,68:1 mit den Propellerwellen verbunden. Die Reibungskupplung war so mit der Hauptkupplung verblockt, dass jeweils nur eine Kupplung eingelegt werden konnte. Die Keilriemen rutschten teilweise durch. Dennoch wurde die vorgesehene Höchstgeschwindigkeit erreicht.
Bei einer Meilenfahrt erzielte U 3506 6,1 kn bei einer Propellerdrehzahl von 123 min−1 und etwa 2× 300 A Stromaufnahme bei 2× 360 V. Bei 82 min−1 Propellerdrehzahl betrug die Fahrt noch 4,3 kn, bei 39 min−1 2,0 kn.
Die von den USA übernommenen U-Boote U 2513 und U 3008 wurden umfangreichen Tests unterzogen. Dabei konnte die US-Marine Ende 1946 U 2513 bei Schleichfahrt mit Horchgeräten in einer Entfernung von 220 m nicht einwandfrei orten, während Handelsschiffe selbst in 13 km Entfernung noch zu hören waren. Bei 5,5 kn entsprach die Lautstärke der des leisesten amerikanischen U-Bootes der Fleet-Klasse bei langsamster Schleichfahrt (2 kn). Das Signal mischte sich dabei so mit dem Hintergrundrauschen, dass seine Messung nicht mehr erfolgen konnte. Bei einer Tiefe von über 150 m war eine passive Ortung auch bei maximaler Schleichfahrt nicht möglich.

#### Propeller
Der Wirkungsgrad der Propeller betrug 52 %. Die beiden Hauptwellen liefen nach achtern in einem Winkel von 3,12° von der Schiffsmitte auseinander und fielen zu den Stopfbuchsen etwa 200 mm ab. Damit drehten die beiden 2150 mm durchmessenden Propeller mit genügend Freischlag bis zu 122 min−1 geräuschlos. Wegen der auseinanderlaufenden Antriebswellen konnte der Kurs bei wenig Fahrt oder ausgefallener Ruderanlage durch unterschiedliche Propellerdrehzahlen Backbord/Steuerbord kaum korrigiert werden. Der innere Propeller musste schneller als der äußere laufen, um einen möglichst kleinen Drehkreis zu erhalten. Zum An- und Ablegen war eine Schlepperhilfe zweckmäßig.

### Ruderanlage

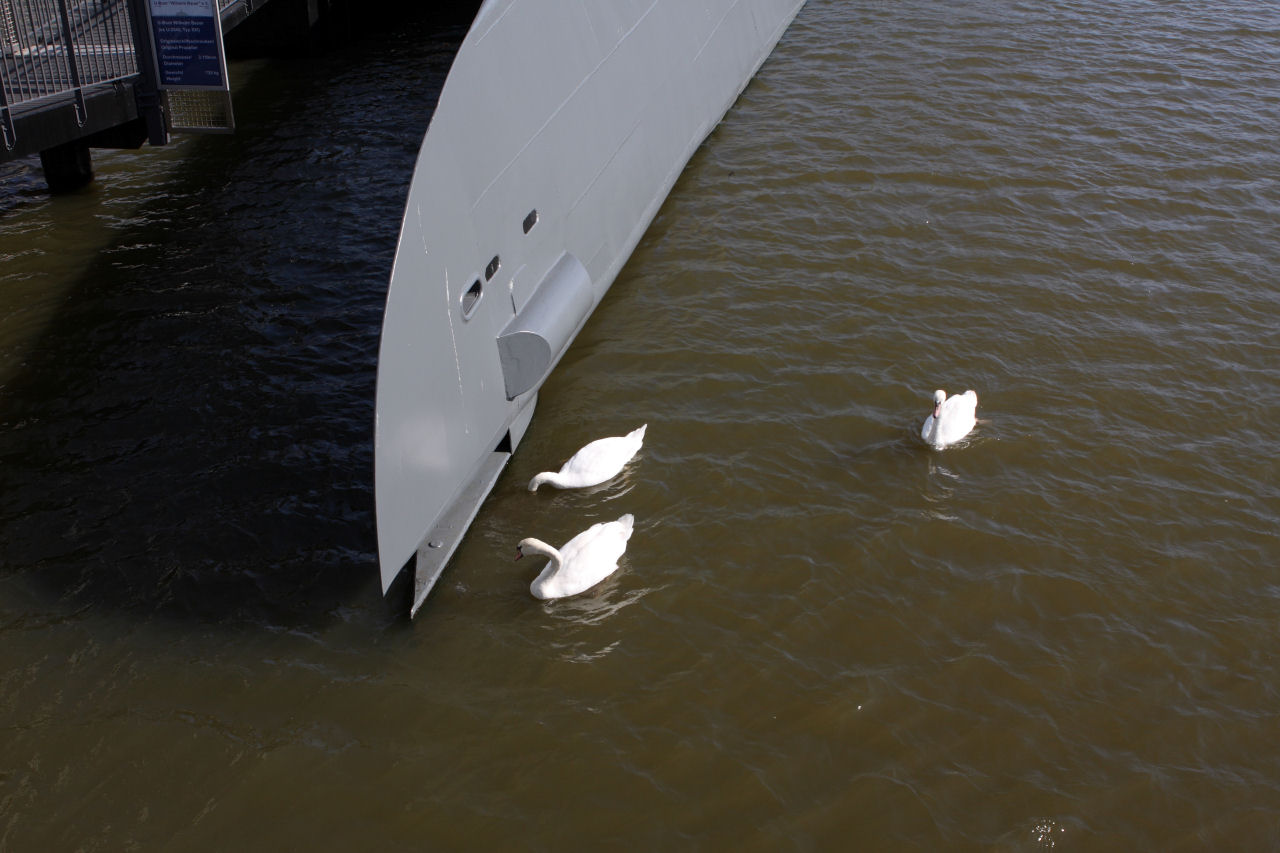
Ruderanlage des Museumsbootes Wilhelm Bauer

Wegen des einzelnen, außerhalb der Propellerströme liegenden Seitenruders war der Drehkreis mit 365 bis 480 Metern fast doppelt so groß wie bei den alten Typen (Typ VII C 230 bis 286 Meter.) Diese hatten hinter jedem der beiden Propeller ein Seitenruder und dadurch kleinere Drehkreise als die verfolgenden Zerstörer. An der Wasseroberfläche waren die neuen Boote zudem schwerfällig, ein aufgetauchtes Durchbrechen von Geleitsicherungen wurde undenkbar. Unerfahrene Wachoffiziere verursachten immer wieder Kollisionen.
Die besonders für die U-Jagd geeigneten, ab Februar 1943 in den USA in großer Zahl ausgelieferten Geleitzerstörer der DE-Klasse konnten Drehkreise von unter 400 Yards = 366 Metern fahren. Generell hatten die Zerstörer jedoch deutlich größere Drehkreise um 880 Yards = 805 Meter. Der Typ XXI konnte sich zudem getaucht durch seine hohe Unterwassergeschwindigkeit und Geschwindigkeit bei Schleichfahrt eher den Angriffen von U-Jagdschiffen entziehen. Die Tauchtiefe konnte aufgrund der höheren Geschwindigkeit relativ schnell geändert werden.

### Hilfsantriebe (Seitenruder, Tiefenruder, Periskope, Flaktürme, Mündungsklappen der Torpedorohre)
Das gesamte hydraulische System, für das es bisher kaum Erfahrungen im U-Boot-Einsatz und geschultes Personal für die Fertigung gab, erwies sich als zu kompliziert und empfindlich. Die Komponenten zum Ausfahren und Bewegen der vorderen Tiefenruder befanden sich außerhalb des Druckkörpers, wo sie der Korrosion durch das Meerwasser ausgesetzt waren und bei Tauchfahrt nicht repariert werden konnten. Zudem konnten die dort verlaufenden Leitungen und Kolben nicht völlig abgedichtet werden. Das führte bei den Erprobungen durch Eindringen von Seewasser bis zum Totalausfall durch Fressen der Pumpen sowie zu einer verräterischen Ölspur. Die gleichfalls außerhalb des Druckkörpers befindlichen Flaktürme erhielten deshalb Ende 1944 einen eigenen Druckölkreislauf.

### Tauchtiefe

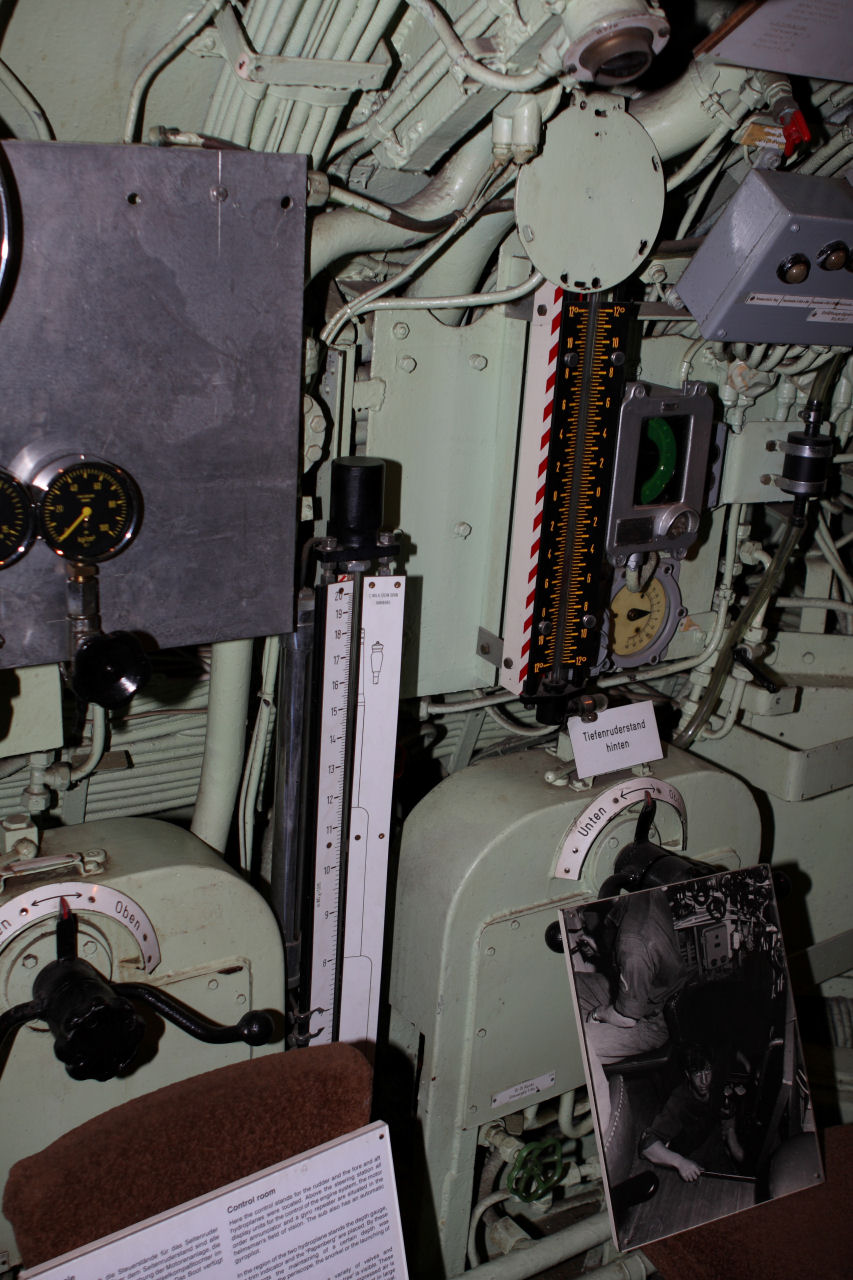
Tiefenmesser (Papenberg) und Tiefenrudersteuerung im Museumsboot Wilhelm Bauer

Der Typ XXI war für eine Tauchtiefe von 220 Metern und eine rechnerische Zerstörungstauchtiefe von 337,5 Metern ausgelegt. Die fünf wasserdichten inneren Schotten waren mit 1,5-facher Sicherheit bis 50 Meter Tiefe druckfest konzipiert.
Die Blechdicke des äußeren frei durchfluteten Außenschiffs betrug 5–8 mm. Der innere Druckkörper bestand aus mit Aluminium beruhigtem Schiffbaustahl St 52 KM mit 1,06 % Mangan (Mn)- und 0,16 % Kohlenstoff (C)-Gehalt. Der im deutschen U-Boot-Bau bis zum Kriegsende verwendete und gut schweißbare Kohlenstoffstahl St 52 hatte eine Streckgrenze von 355 N/mm² und eine Zugfestigkeit von 520 N/mm².
Der obere Teil des teilweise 8-förmigen Druckkörpers hatte einen maximalen Durchmesser von 5300 mm, der untere von 3536 mm. Am vorderen Endboden im Bereich der Torpedorohre stieg die Stärke der äußeren Platten bis auf 50 mm, in Bereichen mit geringem Druckkörperdurchmesser verringerte sie sich bis auf 12 mm. Im Bereich des größten Durchmessers betrug die Stärke der äußeren Platten beim oberen Teil 26 mm und beim unteren Teil 18 mm. Die ebenen inneren Platten zwischen den beiden Druckköperschalen waren 26 mm dick und 2400 mm breit. Der ebene 1000 mm breite Boden des unteren Teils bestand aus 40 mm starken Platten. Die obere Halbschale war mit Außenspanten, die untere Halbschale und die Platten dazwischen mit Innenspanten verstärkt. Die ebenen hinteren Endböden der beiden Druckkörperschalen bestanden aus 20 mm starken Platten, die am oberen Teil mit Innenspanten und am unteren Teil mit Außenspanten verstärkt waren.
Die Berechnungsgrundlagen dieser neuen Zweikreisform des Druckkörpers waren wie beim kleinen Schwestertyp XXIII unsicher. Nur der obere Teil konnte mit genügender Genauigkeit als Kreisdruckkörper aufgefasst und berechnet werden. Beim unteren Teil war das nicht der Fall, weil die Spanten aus dem oberen Teil sehr weit überschossen und der untere Teil Bodenwrangen besaß. Dieser musste deshalb ohne genaue Berechnungsgrundlagen konstruiert und seine Festigkeit nachträglich erprobt werden.
Die ersten Schüsse waren teilweise unsauber gewalzt. Die 32 Hersteller, die unter hohem Zeitdruck die Sektionen vorfertigten, hatten bis auf Hannemann & Co in Lübeck wenig oder keine Erfahrung im U-Boot-Bau. Die beim Druckkörperdurchmesser vorgesehene Toleranz von ±2 mm konnte nicht eingehalten werden und musste deshalb bald nach dem Anlaufen der Fertigung auf ±2,5 mm vergrößert werden. Besichtigungen der Teile bei den Stahlbaufirmen hatten Differenzen von bis zu 35 mm gegenüber den Zeichnungsmaßen ergeben. Zusätzliche Temperaturunterschiede führten trotz der Einhaltung der Toleranzen beim Stahlbau zu größeren Abweichungen beim Zusammenbau. Bei nicht zusammenpassenden Sektionen wurden die Druckkörperenden an mehreren Stellen 20 bis 30 cm eingeschnitten und auf das erforderliche Passmaß aufgebogen. Erst dann war das Zusammenschweißen möglich.
Ab April 1944 war in der Eisenerzeugung für den Stahl St 52 eine Erhöhung des Kohlenstoff- und Silizium-Gehalts angeordnet worden, um Mangan zu sparen. Bei Bekanntwerden dieser Anordnung im August 1944 wurden mit dreimonatiger Verzögerung Rissbildungen beim Schweißen erwartet. Die Anordnung wurde deshalb sofort aufgehoben. Da die Rückumstellung weitere drei Monate erforderte, konnte sie frühestens im Frühjahr 1945 wirksam werden. Das Schweißen des neuen Stahls mit zu hohem Kohlenstoff- und Silizium-Gehalt bereitete später Schwierigkeiten. In diesem Fall wurde vorgeschlagen, schmalere Platten zu walzen. Es mangelte an hochwertigen Schweißelektroden und erfahrenen Schweißern. Nicht alle Schweißarbeiten wurden ordnungsgemäß abgeschlossen. Mitte Februar 1945 wurden beim Typ XXI Schweißrisse festgestellt. Ob es einen Zusammenhang mit der Materialänderung gab, konnte nicht ermittelt werden.
Die erst am 4. bis 6. Januar und 10. bis 12. Februar 1945 durchgeführten Druckversuche mit Modellen im Drucktank der Germaniawerft zeigten, dass die untere Schale des 8-förmigen Druckkörpers der errechneten Zerstörungstiefe nicht standhielt und etwa 10 % weniger fest war als die obere. Bei einer simulierten Tiefe von etwa 300 m begann an den Endschotten der Wanne eine Einbeulung, die bei 315 m zum Bruch führte. Demnach lag die tatsächliche Druckfestigkeit des Typs XXI etwa 10 % unter dem geforderten Wert. Der Chef des Amtes für Kriegsschiffbau, Vizeadmiral Friedrich Ruge, notierte in seinem Tagebuch unter Datum 9. März 1945 von zu dünnen Blechen infolge eines Konstruktionsfehlers und „Jedenfalls wird die Tauchtiefe kaum besser als beim Typ VII C“.
Bei einem Tieftauchversuch von U 2511 am 8. April 1945 wurden beim Überschreiten von 160 m aus einem unteren Akkuraum zunehmende Knistergeräusche wahrgenommen, die nach Ansicht des Versuchsleiters auf eine bevorstehende Beulenbildung hindeuteten. Später wurden sie durch ungefährliche plastische Verformungen von Stahlteilen außerhalb des Druckkörpers erklärt. Zusätzlich kam es durch eine gerissene Schweißnaht im E-Maschinenraum zu einem Wassereinbruch, der nach kurzer Zeit gestoppt werden konnte. Deshalb wurde der Tieftauchversuch nach drei Versuchen bei 175 m abgebrochen. Das stützenlose Torpedoluk war mit 4000 kg/cm² = 395 N/mm² erheblich über die Rechnungswerte bis an die Fließgrenze beansprucht worden. Daraufhin wurden Verstärkungen für alle Boote in Auftrag gegeben, was zu weiteren Verzögerungen führte.
Bei einem anschließenden Tieftauchversuch mit U 2506 am 20. April 1945 wurden, mit Präzisions-Messinstrumenten und Technikern an Bord, bei mit der Tiefe zunehmend bedenklichen Druckkörpergeräuschen 230 m erreicht. Die Messgeräte zeigten dabei noch keine Überschreitung der kritischen Elastizitätsgrenze. Bei folgenden Tauchversuchen mit U 2506 am 26. April 1945 und U 2529 am 8. Mai 1945 wurden jeweils die geforderten 220 m erreicht. Bei U 2529 waren vorher auf 140 m geringe Spantdeformationen an einem Innenspant unter dem Turm festgestellt worden. Die druckfesten Schlauchbootbehälter auf dem Oberdeck implodierten bei beiden Booten lautstark in Tiefen zwischen 190 und 230 m.
Nach dem Krieg wurden bei einem amerikanischen Tieftauchtest mit U 3008 727 feet = 221,6 Meter erreicht. Dabei brach die Abgasleitung des Junkers-Kompressors, die kein Seewasser-Eingangsventil hatte. Das Boot benötigte mit einem Anstellwinkel von 20° und 21 Knoten Geschwindigkeit 30 Minuten, um wieder an die Oberfläche zu kommen.
Nach einem amerikanischen Bericht vom Juli 1946 hielt der Druckkörper dem Wasserdruck in großen Tiefen und Wasserbombenexplosionen in der Nähe nicht stand. Die Deutschen berichteten den amerikanischen Gutachtern nach dem Krieg, dass der Druckkörper bei einer mit einem großen Modell simulierten Tiefe von 270 Metern versagte. Die Briten meldeten Druckkörperversagen bei 240 Metern, weniger als die Zerstörungstiefe der herkömmlichen deutschen U-Boote vom Typ VII C.
Diese waren für eine rechnerische Zerstörungstiefe von 250 Metern entworfen worden und hatten nach heutigen Erkenntnissen und Berechnungsverfahren eine Zerstörungstiefe von mehr als 280 Metern.

## Einsatz im Zweiten Weltkrieg

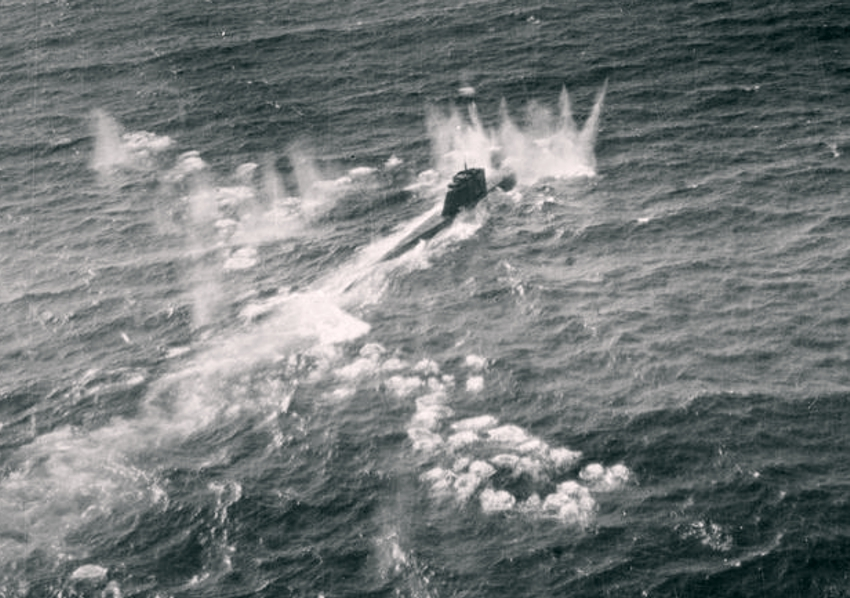
Die U 2502 unter Beschuss durch eine britische Mosquito Mk VI (16.–20. April 1945)

Zum Fronteinsatz gelangten die ersten U-Boote wegen der Verzögerungen bei der Ausbildung der Besatzungen, durch Verminung der Ausbildungsräume in der Ostsee, Treibstoffmangel sowie einer Vielzahl technischer Probleme erst in den letzten Kriegstagen. Neben bzw. hinter U 3509 und U 2510 detonierten Grundminen in etwa 50 bzw. 30 m Entfernung. In beiden Fällen blieb der Druckkörper intakt, das Außenschiff und nicht stoßgedämpft eingebaute Hilfsmaschinen und Geräte wurden jedoch teilweise stark beschädigt. Beide Boote blieben manövrierfähig, mussten aber für längere Zeit in ihre Werften. Viele andere Boote wurden bei Luftangriffen auf Häfen oder im flachen Wasser der Ostsee, wo Tauchen teilweise nicht möglich war, zerstört oder versenkt.
U 2510 und U 2518 sollen in der Ostsee am 30. Januar 1945 das sowjetische U-Boot S-13 gesichtet haben, das wenige Stunden später die Wilhelm Gustloff versenkte, griffen jedoch bei schlechter Sicht nicht an. U 2506, U 2511, U 2519, U 3007 und U 3008 befanden sich später in unmittelbarer Nähe des sinkenden Schiffs, ihnen wurde jedoch aus Geheimhaltungsgründen und wegen der Priorität ihres Auftrages befohlen, den Marsch nach Westen fortzusetzen, ohne Hilfe zu leisten.
Parallel zum Unternehmen Hannibal wurden mehrere U-Boote des Typs XXI bei ihrer Verlegung nach Westen befehlswidrig zum Flüchtlingstransport auf der Ostsee mitverwendet. Am 14. April 1945 wurde die Gefechtsausbildung der U-Boote endgültig eingestellt, mit Befehl vom 26. April 1945 wurde die Außerdienststellung und Selbstversenkung nicht einsatzbereiter U-Boote vorbereitet. Die frontklaren bzw. bedingt frontverwendungsfähigen U-Boote sollten dagegen als Faustpfand nach Norwegen auslaufen oder als Reserveeinheiten verwendet werden.
Als erstes U-Boot vom Typ XXI war U 2511 am 16. oder 18. März 1945 von Kiel zur UAK (U-Boot-Abnahmekommando) Außenstelle in Horten (Norwegen) ausgelaufen, wo es am 23. März 1945 eintraf. Sein Kommandant Adalbert Schnee forderte eine Reparatur des Sehrohrs an, weil dieses selbst bei langsamster Fahrt stark vibrierte. Zudem mussten vor einem geplanten Tieftauchversuch zwei geschwächte Innenspantstege verstärkt werden. Am 8. April führte es vor Kristiansand den Tieftauchversuch (siehe Tauchtiefe) aus, wobei es durch einen schnell gestoppten Wassereinbruch aufgrund einer gerissenen Schweißnaht im E-Maschinenraum, noch deutlich oberhalb der maximalen Sicherheitstauchtiefe, beschädigt wurde.

Zum weiteren Ablauf differieren die Angaben und Ansichten der Literaturquellen. Dabei ist zu berücksichtigen, dass das Auslaufen und Einlaufen sowie der Funkempfang oft gegen Mitternacht erfolgte, sodass auch leicht unterschiedliche Datumsangaben miteinander vereinbar sind. Das Kriegstagebuch von U 2511 ist heute nicht mehr auffindbar.

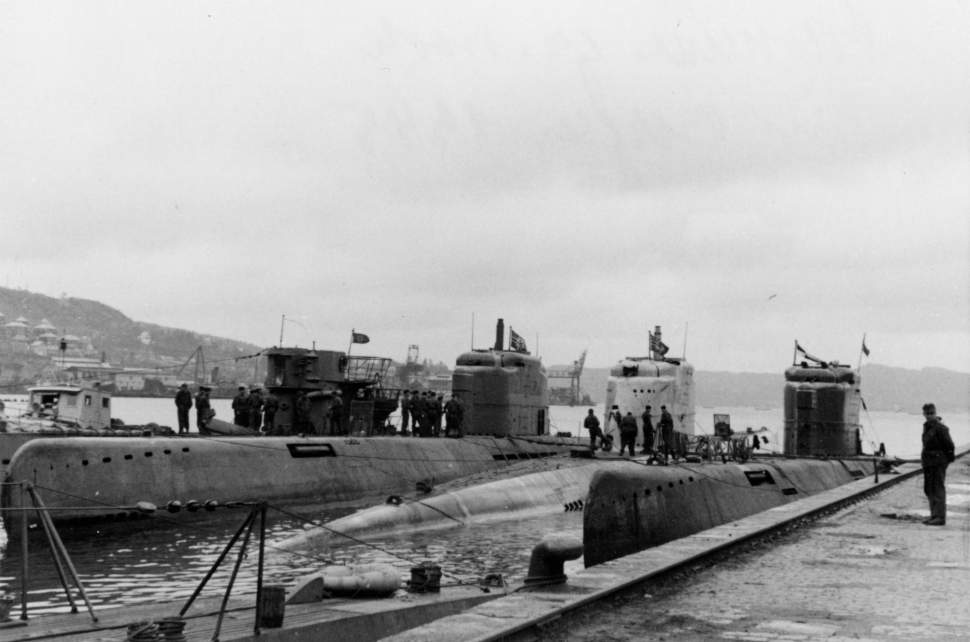
U 2511 (Mitte) und andere Boote werden nach der Kapitulation im Hafen von Bergen an die Royal Navy übergeben

Am 17. oder 18. April verließ U 2511 Kristiansand, um im Unterwassermarsch nach Bergen (Norwegen) zu verlegen. In der Nacht vor dem Einlaufen in Bergen wurde vor dem Krossfjord das Geräusch eines anderen U-Bootes geortet. Dieses wurde die ganze Nacht verfolgt. Obwohl es gute Schussmöglichkeiten nach den Werten der SU-Anlage „Nibelung“ gab, erfolgte wegen der Verwechslungsgefahr mit anderen deutschen U-Booten kein Angriff. Das U-Boot war die britische Tapir. Sie hatte am 12. April vor Bergen auf Position 61° N, 5° O das deutsche Typ VII C-Boot U 486 mit Torpedos zerstört und wartete dort auf weitere ein- und auslaufende deutsche U-Boote. Am 20. oder 21. April lief U 2511 in Bergen ein.
Am 24. April hatte U 2511 den Ausmarsch begonnen, musste aber wegen eines Dieselschadens (Pleuelstangenbruch durch Kolbenwasserschlag) nach drei Tagen wieder in Bergen einlaufen. Am 30. April soll U 2511 zum erneuten Auslaufen bereit gewesen sein. Eine von den Briten dechiffrierte Auslaufmeldung nennt jedoch den 3. Mai 1945 02:30 Uhr, was von einigen neueren Literaturquellen übernommen wurde. Ein Übertragungs- oder Schreibfehler durch eine verlorene oder verschobene „0“ bei der Dechiffrierung oder Übermittlung der Auslaufmeldung (Termin „0230/30“ = „30. April 02:30 Uhr“ oder „2300/30“ = „30. April 23:00 Uhr“ statt „0230/3“ = „3. Mai 02:30 Uhr“) ist aber nicht auszuschließen. Ehemalige Besatzungsangehörige haben als Auslaufdatum einheitlich den 30. April 1945, Fritz Schäfer zudem 23:00 Uhr angegeben. Ob das Boot dabei auch den Stützpunktbereich oder nur den Hafen verlassen hat, ist nicht bekannt.
Nach dem Passieren des Leuchtturms Marstein blieb U 2511 dauerhaft getaucht, mit zeitweiser Schnorchelbenutzung. Am 2. oder 5. Mai 1945 hatte es Kontakt mit einem britischen U-Jagdverband, dem es sich durch eine Kursänderung um 30° und schnelle Fahrt entzog. Am 4. oder 5. Mai 1945 soll sich das Boot westlich der Färöer-Island-Passage befunden und um 3 Uhr die Nachricht vom Angriffsverbot für U-Boote erhalten haben. Daraufhin erfolgte der Rückmarsch nach Bergen. Einige Stunden später gab es nach Angaben des Kommandanten Adalbert Schnee und anderer Besatzungsmitglieder einen weiteren Kontakt zu einem Verband mit dem Schweren Kreuzer Norfolk.
Die Norfolk war am 1. Mai 1945 im Rahmen der „Operation Judgement“ aus Scapa Flow in den Seeraum westlich Narvik ausgelaufen. Ziel der Operation war die Zerstörung deutscher U-Boot-Tender bei Kilbotn und bei Sandnessjøen ankernder Schiffe. Dazu wurden neben der Norfolk die Geleitflugzeugträger Searcher, Trumpeter, Queen, der leichte Kreuzer Diadem, die Zerstörer Opportune, Scourge, Zambesi, Savage, Carysfort, Obedient, Orwell und der Marinetanker Blue Ranger eingesetzt. Am 5. Mai 1945 um 16:00 Uhr britischer Zeit starteten von den Trägern 100–150 Meilen westlich der Lofoten Flugzeuge, die gegen 16:30 Uhr bei Kilbotn den deutschen U-Boot-Tender Black Watch, das Versorgungsschiff Senja und das Typ VII-C-Boot U 711 in der Kilbotnbucht auf Position 69° N, 17° O versenkten.
Am 5. Mai 1945 um 8:00 Uhr DBST (GMT + 2 Stunden) stand die Norfolk rund 175 Seemeilen westlich des Eingangs zum Vestfjord auf Position 67° N, 5° O und fuhr mit einer durchschnittlichen Fahrt von anfangs 25, später 26 Knoten und Kurs 205° exakt auf die Shetlandinseln zu. Sie näherte sich damit dem Seegebiet, das auch U 2511 durchqueren musste, falls es auf seinem Rückweg die dafür geeignete Färöer-Island-Passage benutzte. Um 20:00 Uhr DBST stand der Kreuzer auf Position 63° N, 1° O und änderte seinen Kurs leicht nach Steuerbord, um die Shetlands im Westen zu passieren.
Nach den Berichten stellte der Horcher von U 2511, das sich in 80 Metern Tiefe befand, in den frühen Morgenstunden des 6. Mai 1945 Backbord voraus weit entfernte starke Schraubengeräusche aus nördlicher Richtung fest. Anschließend wurden auf Sehrohrtiefe ein Kreuzer der Suffolk-Klasse und drei Sicherungs-Zerstörer gesichtet. U 2511 lief zunächst mit hoher Geschwindigkeit und später mit Schleichfahrtgeschwindigkeit an. Das Boot untertauchte die Zerstörer-Sicherung und ging danach wieder auf Sehrohrtiefe. Der Angriff auf den 190 Meter langen Kreuzer wurde vom Kommandanten, bei sicheren Zieldaten, kurz vor dem Torpedoschuss in 600 Metern Entfernung seitlich des Schiffes abgebrochen. Anschließend ging das Boot unter dem Kreuzer hindurch wieder auf Tiefe, ohne dass es entdeckt wurde. U 2511 tauchte am 6. oder 7. Mai 1945 bei Bergen am Leuchtturm Marstein erstmals wieder auf.
Die Norfolk lief am 6. Mai 1945 wieder in Scapa Flow ein. Am 7. Mai 1945 verließ sie Scapa Flow erneut mit Force 6 für die Operation CLEAVER, deren Ziel gemeinsam mit Force 5 das Eindringen von Überwasserstreitkräften in das Skagerrak und Kattegat war. Sie kehrte am 10. Mai 1945 nach Scapa Flow zurück. Am 14. Mai 1945 lief sie nach Bergen aus, wo sie am 15. Mai 1945 eintraf.
Nach der Kapitulation am 8. Mai kam es zu einer Begegnung in Bergen, als Schnee zu seiner Feindfahrt von einer britischen Kommission vernommen wurde. Diese war zuvor auf dem Kreuzer Norfolk gewesen, um in Norwegen die „Geheimnisse der deutschen U-Boote“ zu erforschen. Erst mit der Vorlage seines Kriegstagebuches und den dort eingetragenen Positions- und Geschwindigkeitsangaben konnte er die ungläubigen Briten davon überzeugen, dass er sich dem Verband unbemerkt auf Schussposition genähert hatte. Die Glaubhaftigkeit seiner Darstellung wird auch von einigen neueren Literaturquellen bezweifelt, während andere Literaturquellen und Besatzungsmitglieder diese bestätigen.
U 3008 („U-Manseck“) traf nur zwei Stunden nach dem Erhalt der Kapitulationsnachricht auf einen britischen Flottenverband mit den leichten Kreuzern Birmingham und Dido. Force 5 mit der Birmingham und Dido sowie den Zerstörern Zephir, Zealous, Zodiac und Zest war am 6. Mai 1945 aus Scapa Flow ausgelaufen und erreichte am 9. Mai 1945 Kopenhagen. Zudem wird von der Sehrohrbeobachtung eines Flugzeugträgers und einiger Transportschiffe in einiger Entfernung berichtet.
Beide Boote brachen die Feindfahrt befehlsgemäß ab, ohne vom Gegner bemerkt worden zu sein. Auch ein drittes Boot, U 2506, kam noch zur Feindfahrt, brach diese jedoch zweimal wegen technischer Pannen ab.
U 3503 wurde am 6. Mai 1945 um 03:39 Uhr bei Schnorchelfahrt nahe Læsø auf Position 57° N, 12° O von einem Liberator-Bomber angegriffen und ging mit noch laufenden Dieselmotoren auf Tiefe. Durch Bedienungsfehler gab es starken Druckabfall und Verqualmung im Boot mit teilweisem Ausfall der Besatzung durch Stickoxid-Vergiftung. Das Boot lief unter Wasser mit großer Fahrt vor Göteborg und tauchte dort um 05:00 Uhr auf. Es wurden geringe Schäden durch Schweißnahtrisse an Tauchzellen und Treibölbunkern, eine leichte Ölspur und „draußen“ Sperrflüge britischer Bomber festgestellt. Am nächsten Tag ließ sich das Boot in Schweden internieren. Seine Besatzung versenkte es am 8. Mai 1945. 1946 wurde das Boot von der schwedischen Marine gehoben, untersucht und später verschrottet.
U 3523 entzog sich am 5. Mai 1945 um 13:35 Uhr im Kattegat östlich von Anholt beim Gruppenmarsch mit U 534, U 3017 und U 3505 dem Angriff eines Liberator-Bombers durch frühzeitiges Tauchen. Am 6. Mai 1945 wurde das Boot im Kattegat aus 12 Meilen (etwa 19 km) Entfernung von einer Liberator „G“ des 86. RAF-Geschwaders mit Radar geortet und angeflogen. Um 18:39 Uhr wurden Schnorchel und Sehrohr des Bootes von der Liberator-Besatzung gesichtet und U 3523 mit sechs Wasserbomben auf Position 56° N, 11° O versenkt. U 3523 wurde im April 2018 von Forschern des Sea War Museum Jutland in Thyborøn etwa zehn Seemeilen nördlich von Skagen (Nordspitze Dänemarks) gefunden.
U 3503 und U 3523 wurden als Schulboote verwendet. Es liegen keine Angaben vor, ob ihre Schnorchel die für Frontboote vorgesehene Tarnung gegen Radarortung hatten und ob die Wassertiefen einen normalen Schnorchelbetrieb erlaubten.

## Nach dem Krieg

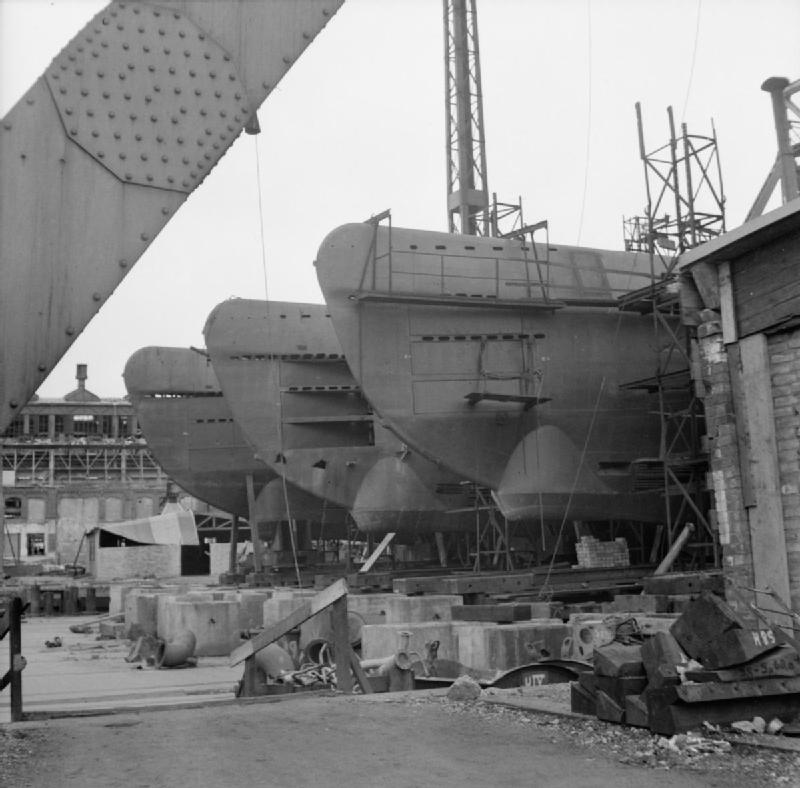
Unvollendete Boote in Hamburg fielen den britischen Truppen zu (4. Mai 1945)

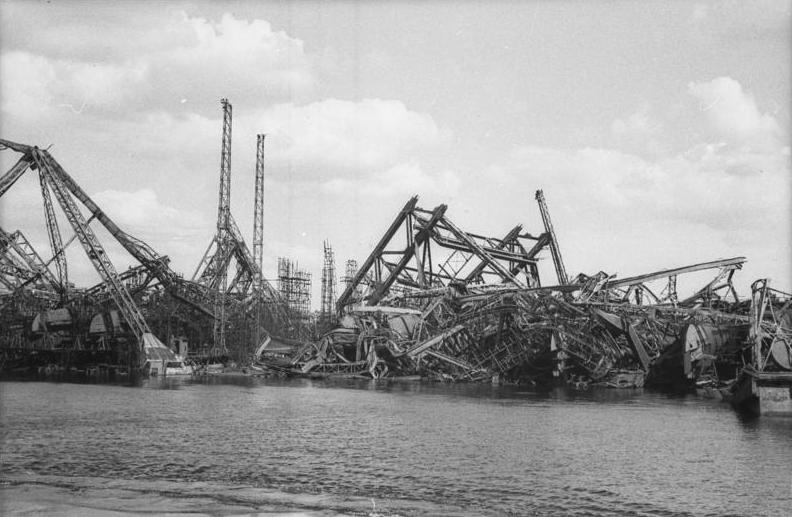
Die auf Anordnung der Briten 1946 gesprengten Helgengerüste von Blohm & Voss mit Booten des Typs XXI

Nach dem Krieg wurden einige Boote in den Marinen der UdSSR (U 2529, U 3035, U 3041, U 3515 sowie zwei fast fertige Boote in Danzig) und Frankreichs (U 2518, später Roland Morillot) in Dienst gestellt. U 2513 und U 3008 gingen an die US-Marine, Großbritannien behielt letztlich nur U 3017. Die meisten Boote wurden durch Großbritannien in der Operation Deadlight nördlich von Irland versenkt. Offensichtlich hatten gerade die Briten erhebliche Probleme mit dem Betrieb des Typs XXI (ungeübte Besatzungen, Batterieexplosion usw.), und daher, aber wohl auch aus politischen Motiven, versenkten sie sehr schnell fast alle ihnen verbliebenen Boote.
Die Amerikaner verwendeten U 2513 und U 3008 einige Jahre zu Testzwecken, U 3008 später, nach einem Leck im unteren Teil des Druckkörpers, als Ersatzteilreserve für U 2513. Der Ausbau der Flaktürme und die Änderung der Turmform reduzierte den Unterwasser-Strömungswiderstand wesentlich. Die für die schnellen Walter-Boote vom Typ XVIII konzipierte Außenhülle und eine spezielle Schaltung der Batteriezellen erlaubten mit U 2513 eine kurzzeitige Erhöhung der Unterwassergeschwindigkeit auf 24 kn. So konnten Steuerungssysteme für künftig nuklear angetriebene U-Boote erprobt werden.
Eine Unterwassergeschwindigkeit von 23 kn wurde 1954 mit dem ersten Atom-U-Boot, der Nautilus, auch für längere Zeitspannen realisiert. Der Vorschlag zur Verbindung der strömungsgünstigen „Walter-Hülle“ mit dem Kernenergieantrieb stammte vom auch für das Manhattan-Projekt tätigen Physiker Philip Abelson. Am 21. November 1946 und 5. Dezember 1947 war US-Präsident Harry S. Truman an Bord von U 2513. Die Erfahrungen mit dem Typ XXI hatten einen starken Einfluss auf das GUPPY-Programm, in dem die Amerikaner ihre U-Boot-Flotte nach dem Zweiten Weltkrieg modernisierten. U 2513 wurde 1951 und U 3008 1954 bei Waffentests versenkt. U 2513 liegt immer noch westlich der Inselkette Key West auf dem Meeresgrund, allerdings liegen dort auch bei der Versenkung nicht detonierte Hedgehog-Bomben mit Aufschlagzünder. U 3008 wurde später gehoben und verschrottet.
Das letzte Boot, das außer Dienst gestellt wurde, ist auch das einzige, das als Museumsboot genutzt wird. U 2540 (selbstversenkt am 4. Mai 1945, gehoben im Juni 1957) wurde 1960 in die Bundesmarine als Wilhelm Bauer übernommen, verblieb zunächst bis 1968 in Dienst und wurde dann nochmal von 1970 bis 1982 als Testboot genutzt. Am 14. Dezember 1983 übernahm die neugegründete Arbeitsgemeinschaft „Technikmuseum U-Boot Wilhelm Bauer e. V.“ das Boot. Seit 1984 liegt das Boot im Deutschen Schifffahrtsmuseum und wird weiter vom Verein betreut.
Die Boote U 2505, U 3004 und U 3506 lagen beim Kriegsende im teilweise zerstörten Bunker Elbe II der Howaldtswerke Hamburg. Teile der Boote wurden 1949 für die Royal Navy demontiert, verblieben dann aber an ihrem Platz. Ab 1995 wurde im Zuge der Erweiterung des Hamburger Hafens der Bereich mit Sand verfüllt und bis 2004 zu einem Parkplatz umgebaut. Die Boote liegen noch immer im Sand darunter.
Drei für Typ-XXI-U-Boote vorgesehene Druckkörper gelangten 1946 in den Besitz des Frankfurters Volker Possmann. Die ehemaligen Druckkammern sind heutzutage in der Kelterei Possmann als Tanks für Apfelwein in Gebrauch.

## Auswirkungen auf den U-Boot-Bau
Die Siegermächte studierten die übergebenen Typ-XXI-Boote sehr genau. Zahlreiche Boote dieses Typs fuhren viele Jahre unter fremder Flagge. Der Typ XXI war richtungsweisend für die Entwicklung neuer U-Boote.

## Weitere Entwicklungen
Obwohl sich der deutsche U-Boot-Krieg als sehr verlustreich herausgestellt hatte, gewann der strategische Wert der U-Boot-Waffe mehr und mehr an Bedeutung im Kalten Krieg. Auf der Grundlage des Typs XXI wurden U-Boot-Typen entwickelt, die lange und schnelle Unterwasserfahrten in großen Tauchtiefen absolvieren konnten und schließlich in der Konstruktion von nukleargetriebenen U-Booten gipfelten, welche die geforderten langen Tauchzeiten und hohen Geschwindigkeiten erfüllten. Die USA waren bei dieser Entwicklung führend, und am 21. Januar 1954 lief das erste atomgetriebene U-Boot, die Nautilus, vom Stapel.
Die Sowjetunion entwickelte aus dem Typ XXI die Whiskey-Klasse und Zulu-Klasse, die mehr Robustheit aufwiesen und einfachere Technik enthielten.
Die Marine Nationale baute in den 1950er Jahren die Narval-Klasse auf der Grundlage des Typs XXI. Wegen ihrer Größe und der großen Treibstoffvorräte wurden die Boote bei weitreichenden Hochseepatrouillen eingesetzt.
Die Oberon-Klasse ist eine Klasse britischer dieselelektrischer U-Boote. 13 Boote wurden für die Royal Navy gebaut, 14 weitere Modelle nach Kanada (drei Einheiten, 1965–1968), Australien (sechs Einheiten, 1967–1978), Brasilien (drei Einheiten, 1973–1977) und Chile (zwei Einheiten, 1976) exportiert. Sie wurde Ende der 1950er Jahre entworfen und war eine modifizierte Porpoise-Klasse, die vom deutschen Typ XXI inspiriert war.
Die US-Marine war aus eigener Erfahrung von der Effektivität und Wirksamkeit der U-Boote überzeugt und kam schnell zu dem Schluss, dass U-Boote in Zukunft eine wichtige strategische Rolle einnehmen würden. Ihr GUPPY-Programm, in das die Erfahrungen mit U 3008 und U 2513 einflossen, führte schließlich zur Entwicklung der Albacore, einem Einhüllenboot mit einer glatten und hydrodynamisch gestalteten, tropfenförmigen Außenform. Die ersten einsatzfähigen Boote mit der neuartigen, zunächst überzeugenden Tropfenform waren die amerikanischen Barbel-Boote und kurz darauf auch die Skipjack-Klasse mit Atomantrieb. Bei späteren Booten fand ein Übergang von der Tropfenform zur einfacher zu bauenden und heute dominanten Torpedoform statt.

## Technische Daten
- Einsatzverdrängung: 1621 Tonnen (Überwasser), 1819 Tonnen (getaucht)
- Zweihüllenbauweise mit teilweise 8-förmigem inneren Druckkörper und überwiegend Außenspanten zwischen innerer und äußerer Hülle
- Länge: 76,70 m Lüa (Länge über alles), Druckkörper 60,50 m
- Breite: 6,60 m Büa (Breite über alles), Druckkörper 5,30 m
- Tiefgang: 6,62 m
- Admiralitätskonstante C = 149–197
- Durchfahrtshöhe: 12 m
- Geschwindigkeit (max. erreicht):
  - Überwasser:
    - 15,37 Knoten mit Dieselmotoren (U 3507)
    - 17,94 Knoten mit Elektromotoren (U 3005)
    - 18,08 Knoten mit Diesel- und Elektromotoren (U 3507)

  - Unterwasser
    - 16,5 Knoten mit Elektromotoren (U 3507)
    - 6,1 Knoten mit Schleichelektromotoren (U 3506)
    - 10,42 Knoten mit Dieselmotoren auf Schnorchelfahrt (U 3503)
- geplante Tauchtiefe:
  - 133 m (Gebrauchstauchtiefe)
  - 220 m (Gefechtstauchtiefe)
  - 330 m (Zerstörungstauchtiefe)
- Tauchzeit 25 Sekunden bei ständig geöffneten Flutklappen und bei 1,98 % Tauchschlitzanteil der Oberfläche.
  - zwei 6-Zylinder-MAN-4-Takt-Dieselmotoren M6V 40/46 mit Hochaufladung von je 2.000 PS/1.470 kW bei 520 min−1
  - zwei SSW-Haupt-Elektromaschinen GU 365/30 in Tandemanordnung von je 2.500 PS/1.840 kW bei 1.675 min−1
  - zwei SSW-Schleich-Elektromaschinen GV 323/28 von je 113 PS/83 kW bei 350 min−1.
- Batterieanlage mit 2 × 3 × 62 Einzelzellen des Typs AFA 44 MAL 740 (sechs Teilbatterien in zwei Decks) der Akkumulatoren Fabrik A.G. (AFA) mit einem Gewicht von 236 Tonnen und einer Kapazität von 11.300 Ah pro Zelle bei 20-stündiger Entladung.
- Fahrbereiche (nach Messungen auf U 3507 im endgültigen Zustand):
  - Mit Schleich-E-Maschinen Unterwasserfahrt
    - 487 Seemeilen bei 3 Knoten
    - 333 Seemeilen bei 5 Knoten
    - 256 Seemeilen bei 6 Knoten

  - mit Haupt-E-Maschinen, Unterwasserfahrt
    - 120 Seemeilen bei 8 Knoten
    - 79 Seemeilen bei 10 Knoten
    - 26 Seemeilen bei 15 Knoten

  - mit Dieselmotoren, Überwasserfahrt
    - 15.700 Seemeilen bei 9 Knoten
    - 14.100 Seemeilen bei 10 Knoten
    - 10.600 Seemeilen bei 12 Knoten
    - 5.200 Seemeilen bei 15,6 Knoten

  - mit Dieselmotoren, Schnorchelfahrt
    - 15.100 Seemeilen bei 6 Knoten
    - 10.300 Seemeilen bei 8 Knoten
- Treibölvorrat gesamt 296 Kubikmeter
- Druckluftsystem (205 atü; ca. 20 MPa) zum Ausblasen der Tauchtanks und Frischluftregeneration
  - Hochdruck-Speichervorrat 7660 Liter (1520 m³ Luftvorrat) in 23 Flaschen bei 205 atü
  - Niederdruck 12 atü durch Druckminderer zum Betrieb des Schnorchels, der Torpedos etc.
  - Erzeugung durch zwei Junkers-Freikolbenverdichter (Typ 4 FK 115) und einem Elektro-Kompressor HK 1,5 der F. Krupp Germaniawerft. Alle Verdichter sind vierstufig ausgeführt. Leistung der Junkers-Verdichter 10 l/min bei 200 atü bei 7,6 kg Brennstoffverbrauch. Leistung des elektrischen Kompressors 16 l/min bei 200 atü und einer Auffüllzeit von 8 Stunden bei etwa 400 A.
- Druckölsystem (80 atü – ca. 7,9 MPa – zum Betrieb der Flaktürme, der Sehrohre und des Ruders)
  - Gesamtölmenge 1000 Liter
  - 2 IMO-Spindelpumpen mit je 100 l/min Förderleistung,
  - 2 Ersatzhandpumpen
  - 2 Luftdruckflaschen mit je 325 Litern Inhalt
  - Sammel- und Vorratsbehälter mit 120 Litern Inhalt
- Lenzsystem
  - 2 doppelt wirkende Kolbenpumpen mit einer Leistung von 24 m³/h gegen 300–400 m Wassersäule bei 180 A Stromaufnahme (Tieflenzpumpen)
  - 2 selbstansaugende Kreiselpumpen mit einer Leistung von 70–100 m³/h gegen 10–30 m Wassersäule bei 135 A Stromaufnahme (Flachlenzpumpen)
  - Kühlwasserpumpen im E-Maschinenraum in Lenz geschaltet mit einer Leistung von 60 m³/h
  - eine Handlenzpumpe für Notfälle mit einer Leistung von 166 l/min bei 66 Doppelhüben
- Bewaffnung
  - 6 Bugtorpedorohre mit max. 23 Torpedos oder 14 Torpedos und 12 TMC- bzw. 18 TMB-Minen (geplant)
  - 2 × 2-cm-Zwillingsflak C/38 (450 Schuss/min) mit 3450 Schuss Munition oder 2× 3-cm-Zwillings-Flak M44 (960 Schuss/min) mit Feuerleitanlage und 3800 Schuss Munition (geplant)
- Ausstattung
  - Lufterneuerungs- und Klimaanlage mit 4200 m³/h Umluftleistung
  - aktives Suchradar FuMO 65 „Hohentwiel U1“, FuMo 391
  - passive FuMB Samos, Zypern II, Borkum, Fliege, Mücke
  - SU-Anlage Nibelungengerät der AEG mit 5 kW Leistung bei 15-kHz-Impulsen mit 20 ms Länge im Gegentaktverfahren mit AS-1000-Senderöhren, ablösungsfreie Sensorbasis im vordersten Teil des Turms.
  - Balkongerät mit 2× 24 Sensoren in strömungsgünstigem Jankowski-Profil am Kiel für Horchwinkel zwischen 150 und 210 Grad Peilung auf etwa ein Grad bei 12 Seemeilen bei Einzelfahrern und etwa 60 Seemeilen bei Geleitzügen
  - Nahhorchgerät (NHG), um anlaufende Torpedos bei Unterwasserfahrt auf 1000–2000 Meter zu orten. Die Bootsgeschwindigkeit durfte bei Überwasserfahrt mit Diesel nicht höher als sechs Knoten liegen, um eine rechtzeitige Warnung zu ermöglichen.
  - Täuschkörper
  - Unterwassertelefon (UT-Anlage, Frequenz 4120 Hz)
- Navigation
  - Kreiselkompass Anschütz & Co mit sechs Töchtern
  - 30-kHz-Elac-Echolot mit zwei Bereichen – 25 m sowie 1000 m
  - hydraulisch betriebenes monokulares Standsehrohr mit 5140 mm Hublänge und −10 bis +20 Grad Kippwinkel.
  - hydraulisch betriebenes lichtstarkes binokulares Luftzielsehrohr mit 6580 mm Hublänge und −10 bis +90 Grad Kippwinkel
- Sicherheits- und Rettungsmittel
  - 11 Handakkuleuchten
  - 77 Tauchretter
  - 6 Kohlensäureschneefeuerlöscher
  - 4 Schlauchboote mit jeweils vier Metern Länge
  - ein Arbeitsschlauchboot mit 3,3 Metern Länge
  - 57 Einmannrettungsboote
  - Luftfallen zum Notausstieg im Zentrale-, Turm-, Kombüsen- und E-Maschinenluk
  - Tiefenmesser bis 400 Meter im Heck- und Bugraum, in der Zentrale, im Turm und im Dieselmaschinenraum
- Sollbesatzung: 57 (mit Bordarzt oder Sanitäts-Maat 58)
  - 5 Offiziere (Kommandant, Leitender Ingenieur, Erster Wachoffizier (IWO), Zweiter Wachoffizier (IIWO), Wach- oder Zusatzingenieur (WI oder ZI))
  - 4 Oberbootsleute (Diesel-, E-Maschinist, Obersteuermann, Funkmeister)
  - 1 Bootsmann
  - 14 Unteroffiziere (2 seem., 8 techn., 2 funktechn., 2 torpedotechn.)
  - 33 Mannschaften (12 seem., 16 techn., 3 funktechn., 2 torpedotechn.)

Die Besatzung variierte in der Zusammensetzung, aber auch in der Stärke, da unter anderem keine Fronterfahrungen vorlagen oder auf vorhandenes Personal zugegriffen werden musste.
- Baukosten: 5,75 Millionen Reichsmark (3600 RM/t).

## Einheiten und Verbleib

### Deutsches Reich– Kriegsmarine
Zwischen 1944 und 1945 liefen 131 U-Boote des Typs XXI bei Blohm & Voss in Hamburg, der AG Weser in Bremen und bei der Schichau-Werft in Danzig vom Stapel. Davon konnten vor dem Kriegsende noch 118 Boote bei der Kriegsmarine in Dienst gestellt werden. Davon gingen im Verlauf des letzten Kriegsjahres zwei Boote auf See durch Feindeinwirkung (Fliegerangriffe) verloren. Weitere zwei Boote liefen auf Minen und sanken. Weitere 17 der in Dienst gestellten Boote wurden bei Luftangriffen auf Häfen durch Bombentreffer zerstört. Der größte Teil der in deutschen Gewässern befindlichen U-Boote des Typs XXI wurde Anfang Mai 1945 in der Operation Regenbogen trotz gegenteiliger Befehle von den eigenen Besatzungen selbstversenkt, da gerade die U-Boot-Besatzungen der Aufhebung des Regenbogen-Befehls nicht trauten. Selbst weitgehend fertiggestellte oder nur geringfügig beschädigte U-Boote in deutschen Häfen wurden von den Briten noch vor dem Abwracken gesprengt. Möglicherweise sollte so verhindert werden, dass die Sowjetunion weitere U-Boote vom Typ XXI als Kriegsbeute beanspruchen konnte. Die vor den deutschen Küsten und in den Häfen liegenden Wracks der Typ-XXI-U-Boote wurden – bis auf das später für die Bundesmarine gehobene U 2540 – in den frühen Nachkriegsjahren verschrottet. Die elf bei Kriegsende noch intakten Boote in norwegischen Gewässern sowie U 3008 wurden befehlsgemäß den Alliierten übergeben und in Lisahally (heute Londonderry Port) in Großbritannien gesammelt. Diese Boote wurden – bis auf wenige von der Royal Navy zu Erprobungszwecken übernommene und teilweise später an alliierte Marinen abgegebene Exemplare – im Rahmen der Operation Deadlight vernichtet. Mit ex U 2540 (als Wilhelm Bauer Erprobungs-U-Boot für die Bundesmarine) ist ein U-Boot des Typs XXI als Museum erhalten geblieben.
| Name   | Bauwerft               | Kiellegung                                 | Stapellauf                     | Indienststellung   | Einheit | Außerdienststellung | Bemerkungen/Verbleib |
| ------ | ---------------------- | ------------------------------------------ | ------------------------------ | ------------------ | ------- | ------------------- | --- |
| U 2501 | Blohm & Voss, Hamburg  | 3. April 1944                              | 5. Mai 1944                    | 27. Juni 1944      | ?       | ?                   | am 3. Mai 1945 vor dem U-Boot-Bunker Elbe II in Hamburg selbstversenkt |
| U 2502 | Blohm & Voss, Hamburg  | 25. April 1944                             | 15. Juni 1944                  | 19. Juli 1944      | ?       | ?                   | am 1. Januar 1946 im Zuge der Operation Deadlight versenkt 56°06´N 09°00´W |
| U 2503 | Blohm & Voss, Hamburg  | 5. Mai 1944                                | 29. Juni 1944                  | 1. August 1944     | ?       | ?                   | am 3. Mai 1945 durch Fliegerangriff beschädigt und dann am 4. Mai 1945 vor der Nordküste der dänischen Insel Fyn selbstversenkt                                                                               |
| U 2504 | Blohm & Voss, Hamburg  | 20. Mai 1944                               | 18. Juli 1944                  | 12. August 1944    | ?       | ?                   | am 3. Mai 1945 im Hamburger Hafen selbstversenkt, Wrack verschrottet |
| U 2505 | Blohm & Voss, Hamburg  | 23. Mai 1944                               | 27. Juli 1944                  | 7. November 1944   | ?       | ?                   | am 3. Mai 1945 im U-Boot-Bunker Elbe II in Hamburg selbstversenkt, die über Wasser liegenden Teile des Wracks wurden teilweise abgebrochen und der Rest im Zuge der Beseitigung des Bunkers mit Sand bedeckt. |
| U 2506 | Blohm & Voss, Hamburg  | 29. Mai 1944                               | 5. August 1944                 | 31. August 1944    | ?       | ?                   | am 1. Januar 1946 im Zuge der Operation Deadlight versenkt 55°37´N 07°30´W |
| U 2507 | Blohm & Voss, Hamburg  | 4. Juni 1944                               | 14. August 1944                | 8. September 1944  | ?       | ?                   | am 5. Mai 1945 in der Geltinger Bucht selbstversenkt |
| U 2508 | Blohm & Voss, Hamburg  | 13. Juni 1944                              | 19. August 1944                | 26. September 1944 | ?       | ?                   | am 5. Mai 1945 in der Geltinger Bucht selbstversenkt |
| U 2509 | Blohm & Voss, Hamburg  | 17. Juni 1944                              | 27. August 1944                | 21. September 1944 | ?       | ?                   | am 8. April 1945 durch Luftangriff bei Blohm & Voss im Hamburger Hafen versenkt |
| U 2510 | Blohm & Voss, Hamburg  | 5. Juli 1944                               | 29. August 1944                | 27. September 1944 | ?       | ?                   | am 2. Mai 1945 vor Travemünde selbstversenkt |
| U 2511 | Blohm & Voss, Hamburg  | 5. Juli 1944                               | 29. August 1944                | 27. September 1944 | ?       | ?                   | am 2. Januar 1946 im Zuge der Operation Deadlight versenkt 55°33´N 07°38´W |
| U 2512 | Blohm & Voss, Hamburg  | 13. Juli 1944                              | 7. September 1944              | 10. Oktober 1944   | ?       | ?                   | am 3. Mai 1946 vor Eckernförde selbstversenkt ⊙ |
| U 2513 | Blohm & Voss, Hamburg  | 19. Juli 1944                              | 14. September 1944             | 29. September 1944 | ?       | ?                   | siehe U2513 |
| U 2514 | Blohm & Voss, Hamburg  | 24. Juli 1944                              | 17. September 1944             | 14. Oktober 1944   | ?       | ?                   | am 8. April 1945 durch Luftangriff bei Blohm & Voss im Hamburger Hafen versenkt |
| U 2515 | Blohm & Voss, Hamburg  | 28. Juli 1944                              | 22. September 1944             | 19. Oktober 1944   | ?       | ?                   | im Dezember 1944 in der Ostsee durch Mine beschädigt und dann am 17. Januar 1945 bei einem Luftangriff auf Hamburg bei Blohm & Voss zerstört, Wrack verschrottet                                              |
| U 2516 | Blohm & Voss, Hamburg  | 3. August 1944                             | 27. September 1944             | 24. Oktober 1944   | ?       | ?                   | am 9. April 1945 durch einen Luftangriff im Dock der Deutschen Werke in Kiel zerstört |
| U 2517 | Blohm & Voss, Hamburg  | 3. August 1944                             | 27. September 1944             | 24. Oktober 1944   | ?       | ?                   | am 5. Mai 1945 in der Geltinger Bucht selbstversenkt |
| U 2518 | Blohm & Voss, Hamburg  | 16. August 1944                            | 4. Oktober 1944                | 4. November 1944   | ?       | ?                   | siehe Roland Morillot |
| U 2519 | Blohm & Voss, Hamburg  | 24. August 1944                            | 13. Oktober 1944               | 15. November 1944  | ?       | ?                   | am 3. Mai 1945 im Marinestützpunkt Kiel selbstversenkt |
| U 2520 | Blohm & Voss, Hamburg  | 24. August 1944                            | 16. Oktober 1944               | 25. Dezember 1944  | ?       | ?                   | am 3. Mai 1945 im Marinestützpunkt Kiel selbstversenkt |
| U 2521 | Blohm & Voss, Hamburg  | 31. August 1944                            | 18. Oktober 1944               | 21. November 1944  | ?       | ?                   | am 4. Mai 1945 nahe dem Feuerschiff Flensburg durch Flugzeugangriff versenkt |
| U 2522 | Blohm & Voss, Hamburg  | 28. August 1944                            | 22. Oktober 1944               | 22. November 1944  | ?       | ?                   | am 5. Mai 1945 in der Geltinger Bucht selbstversenkt |
| U 2523 | Blohm & Voss, Hamburg  | 6. September 1944                          | 25. Oktober 1944               | 26. Dezember 1944  | ?       | ?                   | am 17. Januar 1945 bei einem Luftangriff auf Hamburg bei Blohm & Voss zerstört, Wrack verschrottet |
| U 2524 | Blohm & Voss, Hamburg  | 6. September 1944                          | 30. Oktober 1944               | 16. Januar 1945    | ?       | ?                   | am 3. Mai 1945 nach Fliegerbombenschaden südöstlich von Fehmarn selbstversenkt |
| U 2525 | Blohm & Voss, Hamburg  | 13. September 1944                         | 30. Oktober 1944               | 12. Dezember 1944  | ?       | ?                   | am 5. Mai 1945 in der Geltinger Bucht selbstversenkt |
| U 2526 | Blohm & Voss, Hamburg  | 16. September 1944                         | 30. November 1944              | 15. Dezember 1944  | ?       | ?                   | am 2. Mai 1945 vor Travemünde selbstversenkt |
| U 2527 | Blohm & Voss, Hamburg  | 21. September 1944                         | 30. November 1944              | 23. Dezember 1944  | ?       | ?                   | am 2. Mai 1945 vor Travemünde selbstversenkt |
| U 2528 | Blohm & Voss, Hamburg  | 25. September 1944                         | 18. November 1944              | 9. Dezember 1944   | ?       | ?                   | am 2. Mai 1945 vor Travemünde selbstversenkt |
| U 2529 | Blohm & Voss, Hamburg  | 25. September 1944                         | 18. November 1944              | 9. Dezember 1944   | ?       | ?                   | siehe B 28 |
| U 2530 | Blohm & Voss, Hamburg  | 1. Oktober 1944                            | 23. November 1944              | 30. Dezember 1944  | ?       | ?                   | am 17. Januar 1945 bei einem Luftangriff auf Hamburg bei Blohm & Voss zerstört, Wrack verschrottet |
| U 2531 | Blohm & Voss, Hamburg  | 3. Oktober 1944                            | 5. Dezember 1944               | 10. Januar 1945    | ?       | ?                   | am 2. Mai 1945 vor Travemünde selbstversenkt |
| U 2532 | Blohm & Voss, Hamburg  | 11. Oktober 1944                           | 7. Dezember 1944               | nicht erfolgt      | –       | –                   | am 31. Dezember 1944 bei einem Luftangriff auf Hamburg bei Blohm & Voss versenkt, Hebung durch Luftangriff vom 17. Januar 1945 nicht erfolgt, Wrack verschrottet                                              |
| U 2533 | Blohm & Voss, Hamburg  | 13. Oktober 1944                           | 7. Dezember 1944               | 18. Januar 1945    | ?       | ?                   | am 2. Mai 1945 vor Travemünde selbstversenkt |
| U 2534 | Blohm & Voss, Hamburg  | 23. Oktober 1944                           | 11. Dezember 1944              | 17. Januar 1945    | ?       | ?                   | am 3. Mai 1945 östlich von Fehmarn selbstversenkt |
| U 2535 | Blohm & Voss, Hamburg  | 19. Oktober 1944                           | 16. Dezember 1944              | 28. Januar 1945    | ?       | ?                   | am 2. Mai 1945 vor Travemünde selbstversenkt |
| U 2536 | Blohm & Voss, Hamburg  | 21. Oktober 1944                           | 16. Dezember 1944              | 6. Januar 1945     | ?       | ?                   | am 2. Mai 1945 vor Travemünde selbstversenkt |
| U 2537 | Blohm & Voss, Hamburg  | 22. Oktober 1944                           | 22. Dezember 1944              | nicht erfolgt      | –       | –                   | am 31. Dezember 1944 bei einem Luftangriff auf Hamburg bei Blohm & Voss versenkt, Wrack gehoben und verschrottet                                                                                              |
| U 2538 | Blohm & Voss, Hamburg  | 24. Oktober 1944                           | 6. Januar 1945                 | 16. Februar 1945   | ?       | ?                   | am 8. Mai 1945 vor Arrö selbstversenkt, Wrack 1948 gehoben und verschrottet |
| U 2539 | Blohm & Voss, Hamburg  | 27. Oktober 1944                           | 6. Januar 1945                 | 21. Februar 1945   | ?       | ?                   | am 3. Mai 1945 in Kiel selbstversenkt |
| U 2540 | Blohm & Voss, Hamburg  | 28. Oktober 1944                           | 13. Januar 1945                | 24. Februar 1945   | ?       | ?                   | am 4. Mai 1945 nahe dem Feuerschiff Flensburg selbst versenkt, Wrack 1957 gehoben, siehe Wilhelm Bauer |
| U 2541 | Blohm & Voss, Hamburg  | 31. Oktober 1944                           | 13. Januar 1945                | 1. März 1945       | ?       | ?                   | am 5. Mai 1945 in der Geltinger Bucht selbstversenkt |
| U 2542 | Blohm & Voss, Hamburg  | 13. November 1944                          | 22. Januar 1945                | 5. März 1945       | ?       | ?                   | am 3. April 1945 im Marinestützpunkt Kiel durch Flugzeugangriff versenkt |
| U 2543 | Blohm & Voss, Hamburg  | 13. November 1944                          | 9. Februar 1945                | 7. März 1945       | ?       | ?                   | am 3. Mai 1945 in Kiel selbstversenkt |
| U 2544 | Blohm & Voss, Hamburg  | 15. November 1944                          | 9. Februar 1945                | 10. März 1945      | ?       | ?                   | am 5. Mai 1945 südöstlich von Aarhus selbstversenkt, Wrack 1952 verschrottet |
| U 2545 | Blohm & Voss, Hamburg  | 20. November 1944                          | 22. Februar 1945               | 8. April 1945      | ?       | ?                   | am 3. Mai 1945 in Kiel selbstversenkt |
| U 2546 | Blohm & Voss, Hamburg  | 22. November 1944                          | 19. Februar 1945               | 31. März 1945      | ?       | ?                   | am 3. Mai 1945 in Kiel selbstversenkt |
| U 2547 | Blohm & Voss, Hamburg  | 27. November 1944                          | 9. März 1945                   | nicht erfolgt      | –       | –                   | durch Bombentreffer vom 11. März 1945 nicht in Dienst gestellt., am 3. Mai 1945 in Tollerort (Hamburg) selbstversenkt                                                                                         |
| U 2548 | Blohm & Voss, Hamburg  | 30. November 1944                          | 9. März 1945                   | 9. April 1945      | ?       | ?                   | am 3. Mai 1945 in Kiel selbstversenkt |
| U 2549 | Blohm & Voss, Hamburg  | 3. Dezember 1944                           | nicht erfolgt                  | –                  | –       | –                   | durch Bombentreffer auf dem davor liegenden U 2250 kein Stapellauf möglich |
| U 2550 | Blohm & Voss, Hamburg  | 3. Dezember 1944                           | nicht erfolgt                  | –                  | –       | –                   | durch Bombentreffer am 20. März 1945 beschädigt, Wrack verschrottet |
| U 2551 | Blohm & Voss, Hamburg  | 8. Dezember 1944                           | 31. März 1945                  | April 1945         | ?       | ?                   | am 5. Mai 1945 in Solitüde (Flensburg) selbstversenkt, im flachen Wasser auf Grund liegendes Wrack am 23. Juli 1945 durch britisches Kommando gesprengt                                                       |
| U 2552 | Blohm & Voss, Hamburg  | 10. Dezember 1944                          | 31. März 1945                  | 20. April 1945     | ?       | ?                   | am 3. Mai 1945 in Kiel selbstversenkt |
| U 2553 | Blohm & Voss, Hamburg  | 12. Dezember 1944                          | nicht erfolgt                  | –                  | –       | –                   | zwischen 1946 und 1947 auf den gesprengten Blohm & Voss-Helgen |
| U 2554 | Blohm & Voss, Hamburg  | 14. Dezember 1944                          | nicht erfolgt                  | –                  | –       | –                   | zwischen 1946 und 1947 auf den gesprengten Blohm & Voss-Helgen |
| U 2555 | Blohm & Voss, Hamburg  | 20. Dezember 1944                          | nicht erfolgt                  | –                  | –       | –                   | zwischen 1946 und 1947 auf den gesprengten Blohm & Voss-Helgen |
| U 2556 | Blohm & Voss, Hamburg  | 23. Dezember 1944                          | nicht erfolgt                  | –                  | –       | –                   | zwischen 1946 und 1947 auf den gesprengten Blohm & Voss-Helgen |
| U 2557 | Blohm & Voss, Hamburg  | 30. Dezember 1944                          | nicht erfolgt                  | –                  | –       | –                   | zwischen 1946 und 1947 auf den gesprengten Blohm & Voss-Helgen |
| U 2558 | Blohm & Voss, Hamburg  | 1. Februar 1945                            | nicht erfolgt                  | –                  | –       | –                   | zwischen 1946 und 1947 auf den gesprengten Blohm & Voss-Helgen |
| U 2559 | Blohm & Voss, Hamburg  | 4. Februar 1945                            | nicht erfolgt                  | –                  | –       | –                   | zwischen 1946 und 1947 auf den gesprengten Blohm & Voss-Helgen |
| U 2560 | Blohm & Voss, Hamburg  | 12. Februar 1945                           | nicht erfolgt                  | –                  | –       | –                   | zwischen 1946 und 1947 auf den gesprengten Blohm & Voss-Helgen |
| U 2561 | Blohm & Voss, Hamburg  | 15. Februar 1945                           | nicht erfolgt                  | –                  | –       | –                   | zwischen 1946 und 1947 auf den gesprengten Blohm & Voss-Helgen |
| U 2562 | Blohm & Voss, Hamburg  | 24. Februar 1945                           | nicht erfolgt                  | –                  | –       | –                   | zwischen 1946 und 1947 auf den gesprengten Blohm & Voss-Helgen |
| U 2563 | Blohm & Voss, Hamburg  | 7. März 1945                               | nicht erfolgt                  | –                  | –       | –                   | zwischen 1946 und 1947 auf den gesprengten Blohm & Voss-Helgen |
| U 2564 | Blohm & Voss, Hamburg  | 29. März 1945                              | nicht erfolgt                  | –                  | –       | –                   | zwischen 1946 und 1947 auf den gesprengten Blohm & Voss-Helgen |
| U 3001 | AG Weser, Bremen       | 15. April 1944                             | 30. Mai 1944                   | 20. Juli 1944      | ?       | 26. November 1944   | am 5. Mai 1945 vor Wesermünde selbstversenkt |
| U 3002 | AG Weser, Bremen       | 23. Mai 1944                               | 9. Juli 1944                   | 6. August 1944     | ?       | ?                   | am 2. Mai 1945 vor Travemünde selbstversenkt |
| U 3003 | AG Weser, Bremen       | 27. Mai 1944                               | 18. Juli 1944                  | 22. August 1944    | ?       | ?                   | am 4. April 1945 durch Luftangriff bei den Howaldtswerken in Kiel versenkt |
| U 3004 | AG Weser, Bremen       | 4. Juni 1944                               | 26. Juli 1944                  | 30. August 1944    | ?       | ?                   | am 3. Mai 1945 im U-Boot-Bunker Elbe II in Hamburg selbstversenkt |
| U 3005 | AG Weser, Bremen       | 21. Juni 1944                              | 19. August 1944                | 20. September 1944 | ?       | ?                   | am 5. Mai 1945 westlich von Wesermünde selbstversenkt |
| U 3006 | AG Weser, Bremen       | 12. Juni 1944                              | 25. August 1944                | 5. Oktober 1944    | ?       | ?                   | am 5. Mai 1945 in der Westeinfahrt der Seeschleuse Wilhelmshaven selbstversenkt |
| U 3007 | AG Weser, Bremen       | 9. Juli 1944                               | 4. September 1944              | 22. Oktober 1944   | ?       | ?                   | am 24. Februar 1945 durch Luftangriff bei der AG Weser in Bremen versenkt |
| U 3008 | AG Weser, Bremen       | 2. Juli 1944                               | 14. September 1944             | 19. Oktober 1944   | ?       | ?                   | siehe U 3008 |
| U 3009 | AG Weser, Bremen       | 21. Juli 1944                              | 29. September 1944             | 10. November 1944  | ?       | ?                   | am 5. Mai 1945 westlich von Wesermünde selbstversenkt |
| U 3010 | AG Weser, Bremen       | 13. Juli 1944                              | 10. Oktober 1944               | 11. November 1944  | ?       | ?                   | am 2. Mai 1945 vor Travemünde selbstversenkt |
| U 3011 | AG Weser, Bremen       | 14. August 1944                            | 20. Oktober 1944               | 21. Dezember 1944  | ?       | ?                   | am 2. Mai 1945 vor Travemünde selbstversenkt |
| U 3012 | AG Weser, Bremen       | 26. Juli 1944                              | 13. Oktober 1944               | 4. Dezember 1944   | ?       | ?                   | am 3. Mai 1945 östlich von Fehmarn durch Flugzeugangriff versenkt |
| U 3013 | AG Weser, Bremen       | 18. August 1944                            | 19. Oktober 1944               | 22. November 1944  | ?       | ?                   | am 2. Mai 1945 vor Travemünde selbstversenkt |
| U 3014 | AG Weser, Bremen       | 28. August 1944                            | 25. Oktober 1944               | 17. Dezember 1944  | ?       | ?                   | am 3. Mai 1945 vor Neustadt in Holstein selbstversenkt |
| U 3015 | AG Weser, Bremen       | 25. August 1944                            | 27. Oktober 1944               | 17. Dezember 1944  | ?       | ?                   | am 5. Mai 1945 in der Geltinger Bucht selbstversenkt |
| U 3016 | AG Weser, Bremen       | 6. September 1944                          | 2. November 1944               | 5. Januar 1945     | ?       | ?                   | am 2. Mai 1945 vor Travemünde selbstversenkt |
| U 3017 | AG Weser, Bremen       | 2. September 1944                          | 5. November 1944               | 5. Januar 1945     | ?       | ?                   | siehe N 41 |
| U 3018 | AG Weser, Bremen       | 18. September 1944                         | 9. November 1944               | 7. Januar 1945     | ?       | ?                   | am 2. Mai 1945 vor Travemünde selbstversenkt |
| U 3019 | AG Weser, Bremen       | 10. September 1944                         | 15. November 1944              | 23. Dezember 1944  | ?       | ?                   | am 2. Mai 1945 vor Travemünde selbstversenkt |
| U 3020 | AG Weser, Bremen       | 1. Oktober 1944                            | 16. November 1944              | 23. Dezember 1944  | ?       | ?                   | am 2. Mai 1945 vor Travemünde selbstversenkt |
| U 3021 | AG Weser, Bremen       | 26. September 1944                         | 27. November 1944              | 12. Dezember 1944  | ?       | ?                   | am 2. Mai 1945 vor Travemünde selbstversenkt |
| U 3022 | AG Weser, Bremen       | 6. Oktober 1944                            | 30. November 1944              | 25. Januar 1945    | ?       | ?                   | am 3. Mai 1945 in Kiel selbstversenkt |
| U 3023 | AG Weser, Bremen       | 3. Oktober 1944                            | 2. Dezember 1944               | 22. Januar 1945    | ?       | ?                   | am 2. Mai 1945 vor Travemünde selbstversenkt |
| U 3024 | AG Weser, Bremen       | 14. Oktober 1944                           | 6. Dezember 1944               | 13. Januar 1945    | ?       | ?                   | am 2. Mai 1945 vor Neustadt in Holstein selbstversenkt |
| U 3025 | AG Weser, Bremen       | 12. Oktober 1944                           | 9. Dezember 1944               | 20. Januar 1945    | ?       | ?                   | am 2. Mai 1945 vor Travemünde selbstversenkt |
| U 3026 | AG Weser, Bremen       | 19. Oktober 1944                           | 14. Dezember 1944              | 22. Januar 1945    | ?       | ?                   | am 2. Mai 1945 vor Travemünde selbstversenkt |
| U 3027 | AG Weser, Bremen       | 18. Oktober 1944                           | 18. Dezember 1944              | 25. Januar 1945    | ?       | ?                   | am 2. Mai 1945 vor Travemünde selbstversenkt |
| U 3028 | AG Weser, Bremen       | 26. Oktober 1944                           | 22. Dezember 1944              | 27. Januar 1945    | ?       | ?                   | am 3. Mai 1945 in Kiel selbstversenkt |
| U 3029 | AG Weser, Bremen       | 24. Oktober 1944                           | 28. Dezember 1944              | 5. Februar 1945    | ?       | ?                   | am 3. Mai 1945 in der Kieler Förde selbstversenkt |
| U 3030 | AG Weser, Bremen       | 2. November 1944                           | 31. Dezember 1944              | 14. Februar 1945   | ?       | ?                   | am 8. Mai 1945 in der Eckernförder Bucht selbstversenkt ⊙ |
| U 3031 | AG Weser, Bremen       | 30. Oktober 1944                           | 6. Januar 1945                 | 28. Februar 1945   | ?       | ?                   | am 3. Mai 1945 in der Kieler Förde selbstversenkt |
| U 3032 | AG Weser, Bremen       | 9. November 1944                           | 10. Januar 1945                | 12. Februar 1945   | ?       | ?                   | am 3. Mai 1945 östlich von Fehmarn selbstversenkt |
| U 3033 | AG Weser, Bremen       | 6. November 1944                           | 20. Januar 1945                | 27. Februar 1945   | ?       | ?                   | am 5. Mai 1945 in der Flensburger Förde östlich vor Wassersleben selbstversenkt |
| U 3034 | AG Weser, Bremen       | 14. November 1944                          | 21. Januar 1945                | 31. März 1945      | ?       | ?                   | am 5. Mai 1945 in der Flensburger Förde östlich vor Wassersleben selbstversenkt |
| U 3035 | AG Weser, Bremen       | 11. November 1944                          | 24. Januar 1945                | 1. März 1945       | ?       | ?                   | siehe N 29 |
| U 3036 | AG Weser, Bremen       | 22. November 1944                          | 27. Januar 1945                | nicht erfolgt      | –       | –                   | am 25. Februar 1945 im Schwimmdock der AG Weser umgestürzt und beschädigt, am 30. März 1945 durch Luftangriff im Werfthafen der AG Weser versenkt                                                             |
| U 3037 | AG Weser, Bremen       | 18. November 1944                          | 31. Januar 1945                | 3. März 1945       | ?       | ?                   | am 2. Mai 1945 vor Travemünde selbstversenkt |
| U 3038 | AG Weser, Bremen       | 1. Dezember 1944                           | 7. Januar 1945                 | 4. März 1945       | ?       | ?                   | am 3. Mai 1945 in Kiel selbstversenkt |
| U 3039 | AG Weser, Bremen       | 11. November 1944                          | 14. Februar 1945               | 8. März 1945       | ?       | ?                   | am 3. Mai 1945 in Kiel selbstversenkt |
| U 3040 | AG Weser, Bremen       | 9. Dezember 1944                           | 10. Februar 1945               | 8. März 1945       | ?       | ?                   | am 3. Mai 1945 in Kiel selbstversenkt |
| U 3041 | AG Weser, Bremen       | 7. Dezember 1944                           | 13. Februar 1945               | 10. März 1945      | ?       | ?                   | siehe N 30 |
| U 3042 | AG Weser, Bremen       | 15. Dezember 1944                          | nicht erfolgt                  | –                  | –       | –                   | am 22. Februar 1945 bei Luftangriff auf der Helling beschädigt, Stapellauf nicht erfolgt |
| U 3043 | AG Weser, Bremen       | 14. Dezember 1944                          | nicht erfolgt                  | –                  | –       | –                   | Stapellauf durch davor liegendes, beschädigtes U 3042 nicht erfolgt |
| U 3044 | AG Weser, Bremen       | 21. Dezember 1944                          | 1. März 1945                   | 27. März 1945      | ?       | ?                   | am 5. Mai 1945 in der Geltinger Bucht selbstversenkt |
| U 3045 | AG Weser, Bremen       | 20. Dezember 1944                          | 6. März 1945                   | nicht erfolgt      | –       | –                   | am 30. März 1945 im Werfthafen der AG Weser in Bremen durch Luftangriff versenkt |
| U 3046 | AG Weser, Bremen       | 29. Dezember 1944                          | 10. März 1945                  | nicht erfolgt      | –       | –                   | am 30. März 1945 im Werfthafen der AG Weser in Bremen durch Luftangriff versenkt |
| U 3047 | AG Weser, Bremen       | 1. Januar 1945                             | 11. April 1945                 | nicht erfolgt      | –       | –                   | am 5. Mai 1945 westlich von Wesermünde selbstversenkt |
| U 3048 | AG Weser, Bremen       | 31. Dezember 1944                          | nicht erfolgt                  | –                  | –       | –                   | am 22. Februar 1945 bei Luftangriff auf der Helling am Bug beschädigt, Stapellauf nicht erfolgt |
| U 3049 | AG Weser, Bremen       | 30. Dezember 1944                          | nicht erfolgt                  | –                  | –       | –                   | Stapellauf nicht erfolgt, da Ablauf durch das beschädigte U 3048 blockiert |
| U 3050 | AG Weser, Bremen       | 9. Januar 1945                             | 18. April 1945                 | nicht erfolgt      | –       | –                   | am 5. Mai 1945 westlich von Wesermünde selbstversenkt |
| U 3051 | AG Weser, Bremen       | 8. Januar 1945                             | 20. April 1945                 | nicht erfolgt      | –       | –                   | am 5. Mai 1945 westlich von Wesermünde selbstversenkt |
| U 3052 | AG Weser, Bremen       | 22. Januar 1945                            | nicht erfolgt                  | –                  | –       | –                   | am 22. Februar 1945 bei Luftangriff auf der Helling schwer beschädigt, Stapellauf nicht erfolgt |
| U 3053 | AG Weser, Bremen       | 21. Januar 1945                            | nicht erfolgt                  | –                  | –       | –                   | Stapellauf nicht erfolgt, da Ablauf durch das schwer beschädigte U 3052 blockiert |
| U 3054 | AG Weser, Bremen       | 27. Januar 1945                            | nicht erfolgt                  | –                  | –       | –                   | am 11. März 1945 bei Luftangriff auf der Helling am Heck beschädigt, Stapellauf nicht erfolgt |
| U 3055 | AG Weser, Bremen       | 25. Januar 1945                            | nicht erfolgt                  | –                  | –       | –                   | Stapellauf nicht erfolgt, da Ablauf durch das beschädigte U 3054 blockiert |
| U 3056 | AG Weser, Bremen       | 7. Februar 1945                            | nicht erfolgt                  | –                  | –       | –                   | bei Kriegsende unfertig auf Helling liegend |
| U 3057 | AG Weser, Bremen       | 4. Februar 1945                            | nicht erfolgt                  | –                  | –       | –                   | bei Kriegsende unfertig auf Helling liegend |
| U 3058 | AG Weser, Bremen       | 17. Februar 1945                           | nicht erfolgt                  | –                  | –       | –                   | bei Kriegsende unfertig auf Helling liegend |
| U 3059 | AG Weser, Bremen       | 17. Februar 1945                           | nicht erfolgt                  | –                  | –       | –                   | bei Kriegsende unfertig auf Helling liegend, Sektion 8 noch nicht mit restlichem Druckkörper verschweißt |
| U 3060 | AG Weser, Bremen       | 17. Februar 1945                           | nicht erfolgt                  | –                  | –       | –                   | bei Kriegsende unfertig noch in einzelnen Sektionen auf Helling liegend, Sektion 6 erhielt beim Luftangriff vom 11. März 1945 einen Bombentreffer                                                             |
| U 3061 | AG Weser, Bremen       | 24. Februar 1945                           | nicht erfolgt                  | –                  | –       | –                   | bei Kriegsende unfertig noch in einzelnen Sektionen auf Helling liegend |
| U 3062 | AG Weser, Bremen       | 9. März 1945                               | nicht erfolgt                  | –                  | –       | –                   | bei Kriegsende unfertig noch in einzelnen Sektionen auf Helling liegend |
| U 3062 | AG Weser, Bremen       | 7. März 1945                               | nicht erfolgt                  | –                  | –       | –                   | bei Kriegsende unfertig noch in einzelnen Sektionen auf Helling liegend |
| U 3501 | Schichau-Werke, Danzig | 21. März 1944                              | 19. April 1944                 | 29. Juli 1944      | ?       | 4. Oktober 1944     | KLA-Schulboot (Kriegsschiffbaulehrabteilung), am 5. Mai 1945 westlich von Wesermünde selbstversenkt |
| U 3502 | Schichau-Werke, Danzig | 17. April 1944                             | 6. Juli 1944                   | 19. August 1944    | ?       | ?                   | am 8. April 1945 bei Luftangriff auf die Howaldtswerke Hamburg im Heckraum beschädigt, am 3. Mai 1945 vor Tollerort (Hamburg) selbstversenkt                                                                  |
| U 3503 | Schichau-Werke, Danzig | 17. Juni 1944                              | 27. Juli 1944                  | 9. September 1944  | ?       | ?                   | am 8. Mai 1945 westlich von Göteborg selbstversenkt, 1946 durch Schweden gehoben, im Schwimmdock umgekippt und irreparabel beschädigt, Wrack verschrottet                                                     |
| U 3504 | Schichau-Werke, Danzig | 30. Juni 1944                              | 15. August 1944                | 23. September 1944 | ?       | ?                   | am 5. Mai 1945 in der westlichen Einfahrt der Raederschleuse in Wilhelmshaven selbstversenkt |
| U 3505 | Schichau-Werke, Danzig | 9. Juli 1944                               | 28. August 1944                | 7. Oktober 1944    | ?       | ?                   | am 3. April 1945 durch Luftangriff im Kieler Tirpitzhafen versenkt |
| U 3506 | Schichau-Werke, Danzig | 14. Juli 1944                              | 9. September 1944              | 16. Oktober 1944   | ?       | ?                   | am 3. Mai 1945 im Ubootbunker Elbe II in Hamburg selbstversenkt |
| U 3507 | Schichau-Werke, Danzig | 19. Juli 1944                              | 16. September 1944             | 19. Oktober 1944   | ?       | ?                   | am 2. Mai 1945 vor Travemünde selbstversenkt |
| U 3508 | Schichau-Werke, Danzig | 25. Juli 1944                              | 22. September 1944             | 2. November 1944   | ?       | ?                   | am 30. März 1945 durch Luftangriff im Bauhafen in Wilhelmshaven versenkt |
| U 3509 | Schichau-Werke, Danzig | 29. Juli 1944                              | 27. September 1944             | 29. Januar 1945    | ?       | ?                   | am 5. Mai 1945 westlich von Wesermünde selbstversenkt |
| U 3510 | Schichau-Werke, Danzig | 6. August 1944                             | 4. Oktober 1944                | 11. November 1944  | ?       | ?                   | am 5. Mai 1945 in der Geltinger Bucht selbstversenkt |
| U 3511 | Schichau-Werke, Danzig | 14. August 1944                            | 11. Oktober 1944               | 18. November 1944  | ?       | ?                   | am 2. Mai 1945 vor Travemünde selbstversenkt |
| U 3512 | Schichau-Werke, Danzig | 15. August 1944                            | 11. Oktober 1944               | 27. November 1944  | ?       | ?                   | am 8. April 1945 bei Luftangriff auf die Howaldtswerke Hamburg im Dock 5 versenkt |
| U 3513 | Schichau-Werke, Danzig | 20. August 1944                            | 21. Oktober 1944               | 2. Dezember 1944   | ?       | ?                   | am 2. Mai 1945 vor Travemünde selbstversenkt |
| U 3514 | Schichau-Werke, Danzig | 21. August 1944                            | 21. Oktober 1944               | 9. Dezember 1944   | ?       | ?                   | am 3. Januar 1946 im Zuge der Operation Deadlight versenkt 56°00´N 10°05´W |
| U 3515 | Schichau-Werke, Danzig | 27. August 1944                            | 4. November 1944               | 14. Dezember 1944  | ?       | ?                   | am 3. Juni 1945 von Oslo nach Lisahally überführt, siehe N 27 |
| U 3516 | Schichau-Werke, Danzig | 28. August 1944                            | 4. November 1944               | 18. Dezember 1944  | ?       | ?                   | am 2. Mai 1945 vor Travemünde selbstversenkt |
| U 3517 | Schichau-Werke, Danzig | 12. September 1944                         | 11. November 1944              | 22. Dezember 1944  | ?       | ?                   | am 2. Mai 1945 vor Travemünde selbstversenkt |
| U 3518 | Schichau-Werke, Danzig | 12. September 1944                         | 11. November 1944              | 29. Dezember 1944  | ?       | ?                   | am 3. Mai 1945 in Kiel selbstversenkt |
| U 3519 | Schichau-Werke, Danzig | 19. September 1944                         | 23. November 1944              | 6. Januar 1945     | ?       | ?                   | am 2. März 1945 nördlich von Warnemünde auf Mine gelaufen und gesunken |
| U 3520 | Schichau-Werke, Danzig | 20. September 1944                         | 23. November 1944              | 12. Januar 1945    | ?       | ?                   | am 31. Januar 1945 nordöstlich vom Leuchtturm Bülk auf Mine gelaufen und gesunken |
| U 3521 | Schichau-Werke, Danzig | 24. September 1944                         | 3. Dezember 1944               | 14. Januar 1945    | ?       | ?                   | am 2. Mai 1945 vor Travemünde selbstversenkt |
| U 3522 | Schichau-Werke, Danzig | 25. September 1944                         | 3. Dezember 1944               | 21. Januar 1945    | ?       | ?                   | am 2. Mai 1945 vor Travemünde selbstversenkt |
| U 3523 | Schichau-Werke, Danzig | 7. Oktober 1944                            | 14. Dezember 1944              | 29. Januar 1945    | ?       | ?                   | am 6. Mai 1945 im Skagerrak durch Flugzeuge versenkt |
| U 3524 | Schichau-Werke, Danzig | 8. Oktober 1944                            | 14. Dezember 1944              | 26. Januar 1945    | ?       | ?                   | am 5. Mai 1945 in der Geltinger Bucht selbstversenkt |
| U 3525 | Schichau-Werke, Danzig | 17. Oktober 1944                           | 23. Dezember 1944              | 31. Januar 1945    | ?       | ?                   | am 3. Mai 1945 in Kiel selbstversenkt |
| U 3526 | Schichau-Werke, Danzig | 18. Oktober 1944                           | 23. Dezember 1944              | 22. März 1945      | ?       | ?                   | am 5. Mai 1945 in der Geltinger Bucht selbstversenkt |
| U 3527 | Schichau-Werke, Danzig | 25. Oktober 1944                           | 10. Januar 1945                | 10. März 1945      | ?       | ?                   | am 5. Mai 1945 westlich von Wesermünde selbstversenkt |
| U 3528 | Schichau-Werke, Danzig | 26. Oktober 1944                           | 10. Januar 1945                | 18. März 1945      | ?       | ?                   | am 5. Mai 1945 westlich von Wesermünde selbstversenkt |
| U 3529 | Schichau-Werke, Danzig | 2. November 1944                           | 27. Januar 1945                | 22. März 1945      | ?       | ?                   | am 5. Mai 1945 in der Geltinger Bucht selbstversenkt |
| U 3530 | Schichau-Werke, Danzig | 3. November 1944                           | 27. Januar 1945                | 22. März 1945      | ?       | ?                   | am 3. Mai 1945 im Kieler Tirpitzhafen selbstversenkt |
| U 3531 | Schichau-Werke, Danzig | 9. November 1944                           | 10. Februar 1945               | nicht erfolgt      | ?       | ?                   | Anfang März 1945 unfertig nach Kiel überführt und am 3. Mai 1945 im Kieler Tirpitzhafen selbstversenkt |
| U 3532 | Schichau-Werke, Danzig | 9. November 1944                           | 10. Februar 1945               | nicht erfolgt      | ?       | ?                   | Im März 1945 unfertig nach Brunsbüttel geschleppt und am 5. Mai 1945 vor Brunsbüttelkoog selbstversenkt |
| U 3533 | Schichau-Werke, Danzig | 16. November 1944                          | 14. Februar 1945               | nicht erfolgt      | ?       | ?                   | Im März 1945 unfertig nach Kiel geschleppt und am 3. Mai 1945 im Kieler Tirpitzhafen selbstversenkt |
| U 3534 | Schichau-Werke, Danzig | 17. November 1944                          | 14. Februar 1945               | nicht erfolgt      | ?       | ?                   | Im März 1945 unfertig nach Kiel geschleppt und am 3. Mai 1945 im Kieler Tirpitzhafen selbstversenkt |
| U 3535 | Schichau-Werke, Danzig | 26. November 1944                          | (15. Juli 1945 als sowj.Beute) | ?                  | ?       | ?                   | auf Helgen von der Sowjetunion erbeutet und vom Stapel gelassen, siehe TS 5 |
| U 3536 | Schichau-Werke, Danzig | 27. November 1944                          | (15. Juli 1945 als sowj.Beute) | ?                  | ?       | ?                   | auf Helgen von der Sowjetunion erbeutet und vom Stapel gelassen, siehe TS 6 |
| U 3537 | Schichau-Werke, Danzig | 20. Dezember 1944                          | (15. Juli 1945 als sowj.Beute) | ?                  | ?       | ?                   | auf Helgen von der Sowjetunion erbeutet und vom Stapel gelassen, siehe TS 7 |
| U 3538 | Schichau-Werke, Danzig | 21. Dezember 1944                          | (15. Juli 1945 als sowj.Beute) | ?                  | ?       | ?                   | auf Helgen von der Sowjetunion erbeutet und vom Stapel gelassen, siehe TS 8 |
| U 3539 | Schichau-Werke, Danzig | 27. Dezember 1944                          | ?                              | ?                  | ?       | ?                   | auf Helgen von der Sowjetunion erbeutet, siehe TS 9 |
| U 3540 | Schichau-Werke, Danzig | 29. Dezember 1944                          | ?                              | ?                  | ?       | ?                   | auf Helgen von der Sowjetunion erbeutet, siehe TS 10 |
| U 3541 | Schichau-Werke, Danzig | 1. Januar 1945                             | ?                              | ?                  | ?       | ?                   | auf Helgen von der Sowjetunion erbeutet, siehe TS 11 |
| U 3542 | Schichau-Werke, Danzig | 2. Januar 1945                             | ?                              | ?                  | ?       | ?                   | auf Helgen von der Sowjetunion erbeutet, siehe TS 12 |
| U 3543 | Schichau-Werke, Danzig | nicht erfolgt geplant für 29. Januar 1945  | ?                              | ?                  | ?       | ?                   | Sektionen von der Sowjetunion erbeutet, siehe TS 13 |
| U 3544 | Schichau-Werke, Danzig | nicht erfolgt geplant für 30. Januar 1945  | ?                              | ?                  | ?       | ?                   | Sektionen von der Sowjetunion erbeutet, siehe TS 15 |
| U 3545 | Schichau-Werke, Danzig | nicht erfolgt geplant für 9. Februar 1945  | ?                              | ?                  | ?       | ?                   | Sektionen von der Sowjetunion erbeutet, siehe TS 17 |
| U 3546 | Schichau-Werke, Danzig | nicht erfolgt geplant für 10. Februar 1945 | ?                              | ?                  | ?       | ?                   | Sektionen von der Sowjetunion erbeutet, siehe TS 18 |
| U 3547 | Schichau-Werke, Danzig | nicht erfolgt geplant für 19. Februar 1945 | ?                              | ?                  | ?       | ?                   | Sektionen nur zum Teil vorhanden, von der Sowjetunion erbeutet, siehe TS 19 |
| U 3548 | Schichau-Werke, Danzig | nicht erfolgt geplant für 20. Februar 1945 | ?                              | ?                  | ?       | ?                   | Sektionen nur zum Teil vorhanden, von der Sowjetunion erbeutet, siehe TS 32 |
| U 3549 | Schichau-Werke, Danzig | nicht erfolgt                              | ?                              | ?                  | ?       | ?                   | Sektionen nur zum Teil vorhanden, von der Sowjetunion erbeutet, siehe TS 33 |
| U 3550 | Schichau-Werke, Danzig | nicht erfolgt                              | ?                              | ?                  | ?       | ?                   | Sektionen nur zum Teil vorhanden, von der Sowjetunion erbeutet, siehe TS 34 |
| U 3551 | Schichau-Werke, Danzig | nicht erfolgt                              | ?                              | ?                  | ?       | ?                   | Sektionen nur zum Teil vorhanden, von der Sowjetunion erbeutet, siehe TS 35 |
| U 3552 | Schichau-Werke, Danzig | nicht erfolgt                              | ?                              | ?                  | ?       | ?                   | Sektionen nur zum Teil vorhanden, von der Sowjetunion erbeutet, siehe TS 36 |
| U 3553 | Schichau-Werke, Danzig | nicht erfolgt                              | ?                              | ?                  | ?       | ?                   | Sektionen nur zum Teil vorhanden, von der Sowjetunion erbeutet, siehe TS 37 |
| U 3554 | Schichau-Werke, Danzig | nicht erfolgt                              | ?                              | ?                  | ?       | ?                   | Sektionen nur zum Teil vorhanden, von der Sowjetunion erbeutet, siehe TS 38 |

### Vereinigtes Konigreich– Royal Navy
Zwischen Mai und Juli 1945 verbrachte die Royal Navy im Rahmen der Operation Pledge eine größere Anzahl deutscher U-Boote, welche zum Zeitpunkt der Kapitulation der Wehrmacht intakt übergeben worden waren, nach Lisahally und Loch Ryan im Vereinigten Königreich. Darunter befanden sich auch die letzten zwölf U-Boote des Typs XXI, welche nicht selbstversenkt worden waren und mit Hilfe von Resten ihrer ursprünglichen Besatzungen überführt wurden. Von diesen Booten wählte die Royal Navy einige für Prototyp-Erprobungen aus, mit denen noch im Sommer 1945 begonnen wurde, bevor die eigentliche Aufteilung der erbeuteten Boote unter den Siegermächten geklärt war. Die Briten vergaben teilweise neue, mit N beginnende Nummern an die überführten U-Boote. Eine offizielle Indienststellung erfolgte aber auch bei den für Erprobungen verwendeten Booten nicht. Zudem hatten die Briten so große Schwierigkeiten mit dem Betrieb des Typs XXI (mechanische Schäden, Batterieexplosionen, Brände usw.), dass Werftliegezeiten vor einer Fortsetzung der Versuche nötig geworden wären; deshalb entschieden die Briten sich schließlich, die Versuche völlig einzustellen und auf die Ergebnisse der Amerikaner zu warten. Der offizielle Aufteilungsbeschluss der Dreimächte-Marine-Kommission (Tripartite Naval Commission – TNC) vom 10. Oktober 1945 sprach von den zwölf in britische Hände gelangten Typ-XXI-Booten zwei den Vereinigten Staaten (bereits im August 1945 heimlich nach Amerika überführt), vier der Sowjetunion und zwei dem Vereinigten Königreich selbst zu. Die restlichen Boote wurden als Ersatzteilspender verwendet und dann in der Operation Deadlight versenkt. Von den zwei den Briten verbliebenen Booten wurde U 2518 zunächst leihweise und später endgültig an Frankreich abgegeben, während U 3017 (brit. N 41) schließlich verschrottet wurde.
| Name | Vormals | Erprobungsbeginn | Einheit | Erprobungsende | Verbleib                                                             |
| ---- | ------- | ---------------- | ------- | -------------- | -------------------------------------------------------------------- |
| N 27 | U 3515  | ?                | ?       | ?              | am 5. November 1945 an Sowjetunion abgegeben, siehe B 27             |
| N 28 | U 2529  | ?                | ?       | ?              | am 5. November 1945 an Sowjetunion abgegeben, siehe B 28             |
| N 29 | U 3035  | ?                | ?       | ?              | am 5. November 1945 an Sowjetunion abgegeben, siehe B 29             |
| N 30 | U 3041  | ?                | ?       | ?              | am 5. November 1945 an Sowjetunion abgegeben, siehe B 30             |
| N 41 | U 3017  | ?                | ?       | ?              | ab dem 30. Oktober 1949 bei J. Cashmore & Co in Newport verschrottet |

### Vereinigte Staaten– United States Navy

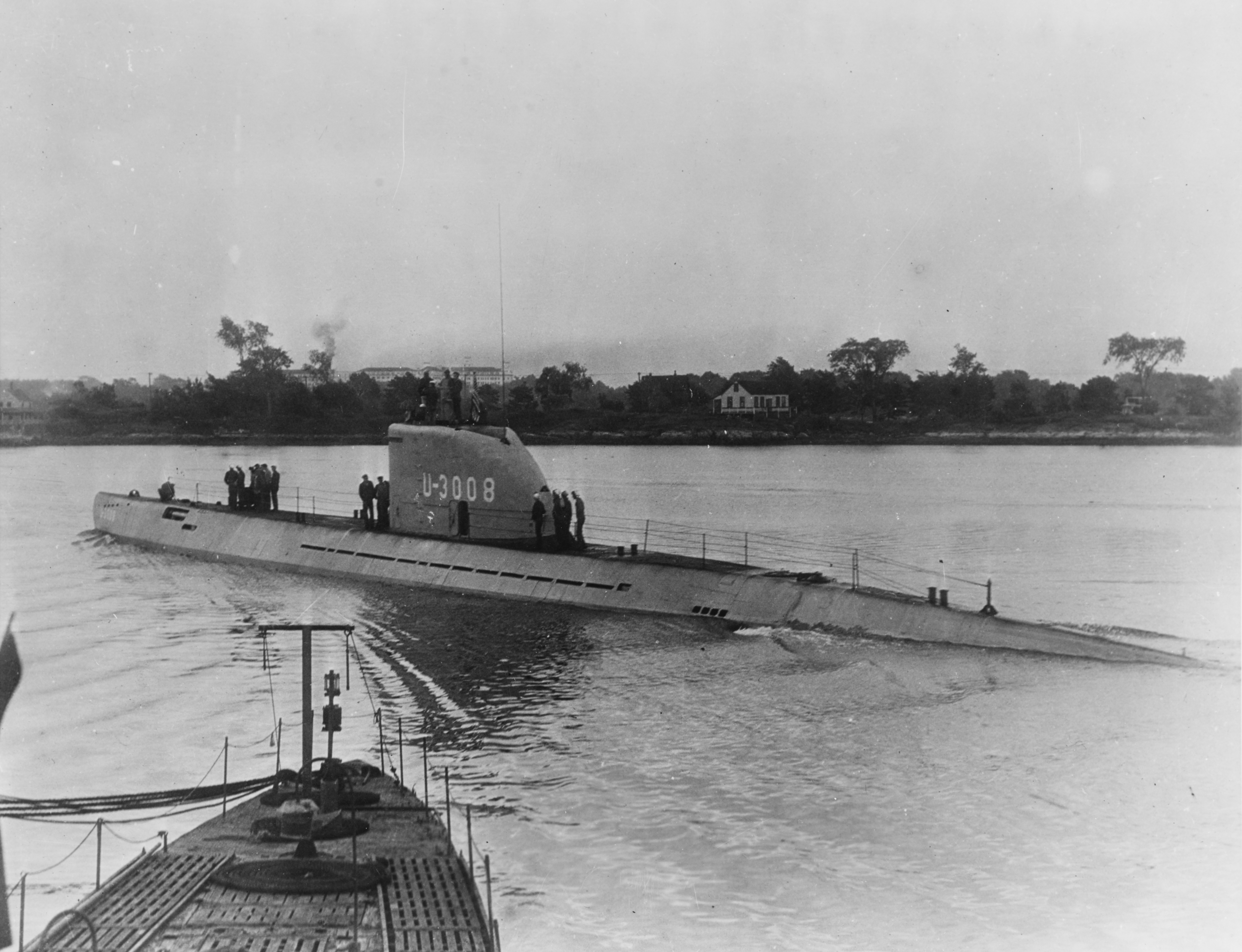
U 3008 nach dem Kriegsende vor der Portsmouth Naval Shipyard, Kittery, Maine

Auch die Vereinigten Staaten erhielten zwei U-Boote des Typs XXI aus dem Bestand der intakt übergebenen und nach Lisahally ins Vereinigte Königreich verbrachten Boote. Die heimliche Überführungsfahrt nach Portsmouth begann am 6. August 1945 unter Mithilfe von Resten der deutschen Besatzung. Dazu wurden im Vorfeld teilweise Geräte aus anderen erbeuteten Typ-XXI-Booten ausgebaut. Die Geheimhaltung der Überführung war darin begründet, dass man die offizielle Entscheidung über die Aufteilung der erbeuteten Boote, die erst am 10. Oktober 1945 erfolgte, nicht abwarten wollte. Nach eingehenden Untersuchungen und einigen Modifikationen (Ausbau der Flak, Änderungen an der Turmverkleidung) in der Portsmouth Naval Shipyard wurden U 2513 und U 3008 unter altem Namen in den Dienst der US-Marine gestellt. Diese nutzte sie für sehr intensive Erprobungen und versenkte sie schließlich bei Waffentests. Während U 3008 gehoben und verschrottet wurde, verblieb das Wrack von U 2513 auf dem Meeresgrund.
| Name   | Vormals | Indienststellung | Einheit | Außerdienststellung | Verbleib |
| ------ | ------- | ---------------- | --- | ------------------- | --- |
| U 2513 | U 2513  | August 1946      | Operational Development Force in Key West | Juli 1949           | am 8. Oktober 1951 vor Key West als Ziel versenkt, Wrack ist noch erhalten.                                                                                      |
| U 3008 | U 3008  | 24. Juli 1946    | Submarine Squadron (SubRon) 2 in New London; ab 31. März 1947 Submarine Squadron (SubRon) 4 für die Operational Development Force in Key West | 18. Juni 1948       | noch bis 1954 weitere Erprobungen, als Ziel versenkt, Wrack gehoben und am 15. September 1955 an Loudes Iron & Metal Co verkauft, ab 17. Januar 1956 abgebrochen |

### Frankreich– Marine nationale

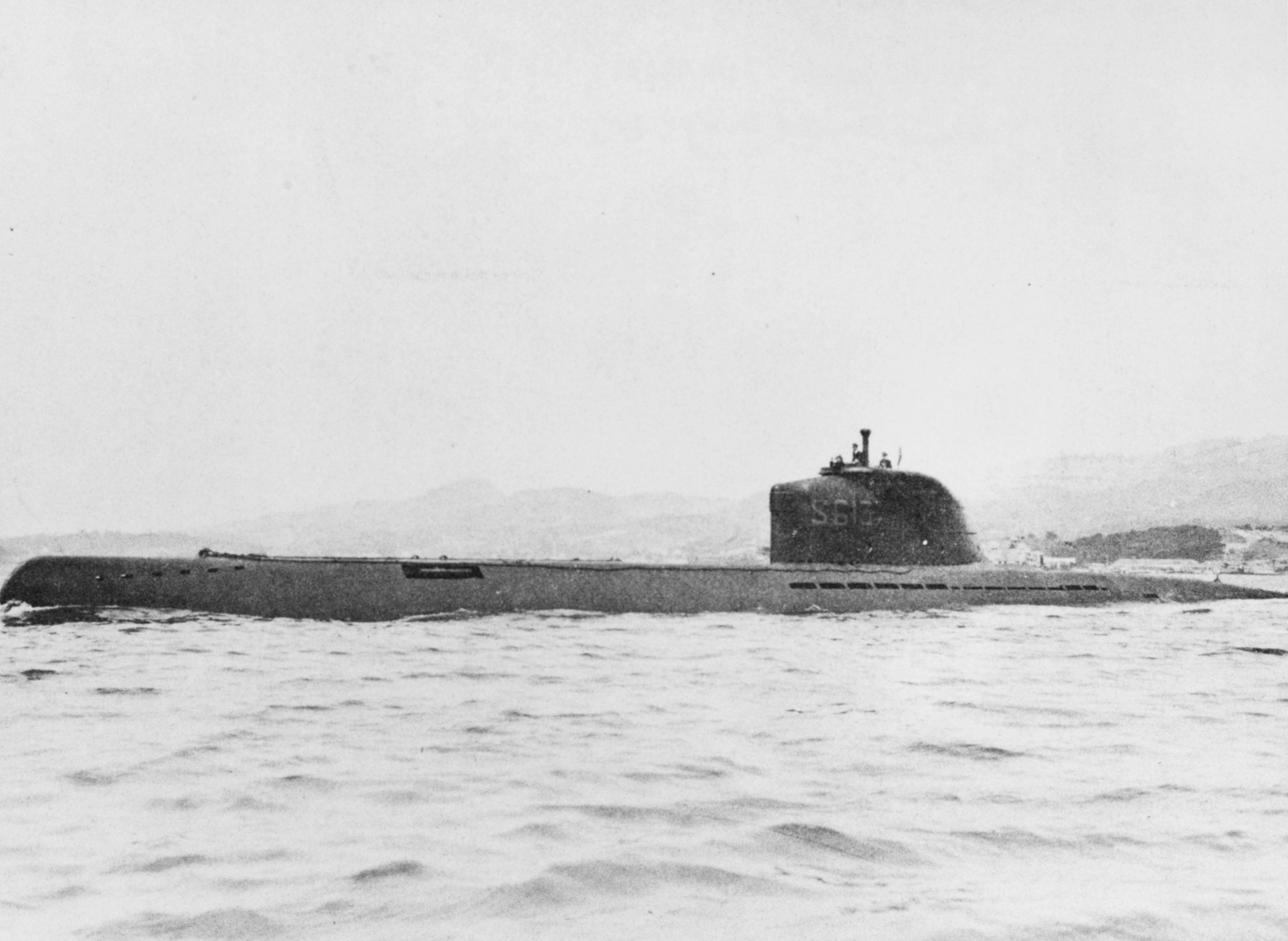
Die Roland Morillot (ca. 1950)

Die Marine Nationale übernahm – neben dem Typ-XXIII-Boot U 2326 – mit U 2518 am 13. Februar 1946 auch ein Boot des Typs XXI von Großbritannien. Das Boot behielt zunächst seine alte Bezeichnung und wurde nach einigen Modifikationen am Turm am 9. April 1951 in „Roland Morillot“ umbenannt. Das Boot diente der französischen Marine bis in die späten 1960er Jahre als Erprobungsträger. Die Narval-Klasse war im Grunde eine verbesserte Variante der Klasse Typ XXI.
| Kennung | Name            | Vormals | Indienststellung | Einheit | Außerdienststellung | Verbleib          |
| ------- | --------------- | ------- | ---------------- | ------- | ------------------- | ----------------- |
| S613    | Roland Morillot | U 2518  | 20. August 1946  | ?       | 17. Oktober 1967    | 1969 verschrottet |

### Sowjetunion– Sowjetische Marine
Zahlenmäßig größter Nutzer von erbeuteten U-Booten des Typs XXI war die Sowjetunion. Sie führte nach dem Kriegsende insgesamt 24 Einheiten als Projekt 614 in ihrem Schiffsregister. Zum einen erhielt die Sowjetunion nach dem Kriegsende vier der zwölf im intakten Zustand von der Kriegsmarine ausgelieferten Typ-XXI-Boote aus Großbritannien. Diese Boote behielten zunächst ihre britische Bezeichnung wie beispielsweise N 27, allerdings in kyrillischer Schreibweise als н 27 und wurden später umbenannt. Zum anderen konnten die Sowjets noch während des Krieges durch die Eroberung von Danzig mit der Schichau-Werft eine Produktionsstätte des Typs XXI in Besitz nehmen. Somit standen der Sowjetunion auch noch fast fertige, auf den Helgen liegende Boote sowie eine ganze Reihe von fertigen Sektionen zur Verfügung. Mindestens vier dieser Boote wurden auch nach dem Kriegsende noch fertiggestellt und vom Stapel gelassen. Dabei wurde jedoch bei weitem nicht das ganze vorhandene Material ausgenutzt, weshalb nie tatsächlich 24 Boote dieses Typs im Dienst standen. Allerdings hatte der U-Boot-Typ XXI einen enormen Einfluss auf den weiteren sowjetischen U-Bootbau. Fast alle diesel-elektrischen Nachkriegskonstruktionen wurden vom Typ XXI abgeleitet, wie zum Beispiel Projekt 613 (Whiskey-Klasse) und Projekt 611 (Zulu-Klasse).
| Name                                                           | Vormals     | Indienststellung | Einheit          | Außerdienststellung | Verbleib |
| -------------------------------------------------------------- | ----------- | ---------------- | ---------------- | ------------------- | --- |
| UTS 3 (09.01.1957) BSch 28 (19.09.1955) B 27 (09.06.1949) н 27 | N 27 U 3515 | ?                | Baltische Flotte | 1. September 1972   | 1973 verschrottet |
| B 28 (09.06.1949) н 28                                         | N 28 U 2529 | 5. November 1945 | Baltische Flotte | 25. März 1958       | bereits seit dem 29. Dezember 1955 in Reserve, verschrottet |
| B 29 (09.06.1949) н 29                                         | N 29 U 3035 | 5. November 1945 | Baltische Flotte | 25. März 1958       | bereits seit dem 29. Dezember 1955 in Reserve, verschrottet |
| B 100 (02.07.1958) PZS 35 (18.01.1956) B 30 (09.06.1949) н 30  | N 30 U 3041 | 5. November 1945 | Baltische Flotte | 25. September 1959  | verschrottet |
| R 1 (08.03.1947) TS 5 (12.04.1945)                             | U 3535      | ?                | ?                | ?                   | am 15. Juli 1945 als Beuteboot bei der Schichau-Werft in Danzig vom Stapel gelassen, am 7. oder 8. August 1947 20 Seemeilen nordwestlich von Kap Ristna, Estland als Ziel versenkt           |
| R 2 (08.03.1947) TS 6 (12.04.1945)                             | U 3536      | ?                | ?                | ?                   | am 15. Juli 1945 als Beuteboot bei der Schichau-Werft in Danzig vom Stapel gelassen, am 7. oder 8. August 1947 20 Seemeilen nordwestlich von Kap Ristna, Estland als Ziel versenkt           |
| R 3 (08.03.1947) TS 7 (12.04.1945)                             | U 3537      | ?                | ?                | ?                   | am 15. Juli 1945 als Beuteboot bei der Schichau-Werft in Danzig vom Stapel gelassen, am 7. oder 8. August 1947 20 Seemeilen nordwestlich von Kap Ristna, Estland als Ziel versenkt           |
| R 4 (08.03.1947) TS 8 (12.04.1945)                             | U 3538      | ?                | ?                | ?                   | am 15. Juli 1945 als Beuteboot bei der Schichau-Werft in Danzig vom Stapel gelassen, am 7. oder 8. August 1947 20 Seemeilen nordwestlich von Kap Ristna, Estland als Ziel versenkt           |
| R 5 (08.03.1947) TS 9 (12.04.1945)                             | U 3539      | nicht erfolgt?   | –                | –                   | am 28. Februar 1948 gestrichen, verschrottet |
| R 6 (08.03.1947) TS 10 (12.04.1945)                            | U 3540      | nicht erfolgt?   | –                | –                   | am 28. Februar 1948 gestrichen, verschrottet |
| R 7 (08.03.1947) TS 11 (12.04.1945)                            | U 3541      | nicht erfolgt?   | –                | –                   | am 28. Februar 1948 gestrichen, verschrottet |
| R 8 (08.03.1947) TS 12 (12.04.1945)                            | U 3542      | nicht erfolgt?   | –                | –                   | am 28. Februar 1948 gestrichen, verschrottet |
| TS 13                                                          | U 3543      | –                | –                | –                   | Sektionen in der eroberten Schichau-Werft in Danzig vorhanden, dennoch keine Fertigstellung, am 9. April 1947 gestrichen und verschrottet.                                                   |
| TS 15                                                          | U 3544      | –                | –                | –                   | Sektionen in der eroberten Schichau-Werft in Danzig vorhanden, dennoch keine Fertigstellung, am 9. April 1947 gestrichen und verschrottet.                                                   |
| TS 17                                                          | U 3545      | –                | –                | –                   | Sektionen in der eroberten Schichau-Werft in Danzig vorhanden, dennoch keine Fertigstellung, am 9. April 1947 gestrichen und verschrottet.                                                   |
| TS 18                                                          | U 3546      | –                | –                | –                   | Sektionen in der eroberten Schichau-Werft in Danzig vorhanden, dennoch keine Fertigstellung, am 9. April 1947 gestrichen und verschrottet.                                                   |
| TS 19                                                          | U 3547      | –                | –                | –                   | Sektionen in der eroberten Schichau-Werft in Danzig nur zum Teil vorhanden, dennoch keine Fertigstellung, am 9. April 1947 gestrichen und verschrottet.                                      |
| TS 32                                                          | U 3548      | –                | –                | –                   | Sektionen in der eroberten Schichau-Werft in Danzig nur zum Teil vorhanden, dennoch keine Fertigstellung, am 9. April 1947 gestrichen und verschrottet.                                      |
| TS 33                                                          | U 3549      | –                | –                | –                   | Sektionen in der eroberten Schichau-Werft in Danzig nicht mehr vollständig vorhanden, Anfang 1946 Entscheidung zum Weiterbau, jedoch keine Fertigstellung, 1947 gestrichen und verschrottet. |
| TS 34                                                          | U 3550      | –                | –                | –                   | Sektionen in der eroberten Schichau-Werft in Danzig nicht mehr vollständig vorhanden, Anfang 1946 Entscheidung zum Weiterbau, jedoch keine Fertigstellung, 1947 gestrichen und verschrottet. |
| TS 35                                                          | U 3551      | –                | –                | –                   | Sektionen in der eroberten Schichau-Werft in Danzig nicht mehr vollständig vorhanden, Anfang 1946 Entscheidung zum Weiterbau, jedoch keine Fertigstellung, 1947 gestrichen und verschrottet. |
| TS 36                                                          | U 3552      | –                | –                | –                   | Sektionen in der eroberten Schichau-Werft in Danzig nicht mehr vollständig vorhanden, Anfang 1946 Entscheidung zum Weiterbau, jedoch keine Fertigstellung, 1947 gestrichen und verschrottet. |
| TS 37                                                          | U 3553      | –                | –                | –                   | Sektionen in der eroberten Schichau-Werft in Danzig nicht mehr vollständig vorhanden, Anfang 1946 Entscheidung zum Weiterbau, jedoch keine Fertigstellung, 1947 gestrichen und verschrottet. |
| TS 38                                                          | U 3554      | –                | –                | –                   | Sektionen in der eroberten Schichau-Werft in Danzig nicht mehr vollständig vorhanden, Anfang 1946 Entscheidung zum Weiterbau, jedoch keine Fertigstellung, 1947 gestrichen und verschrottet. |

### Deutschland– Bundesmarine

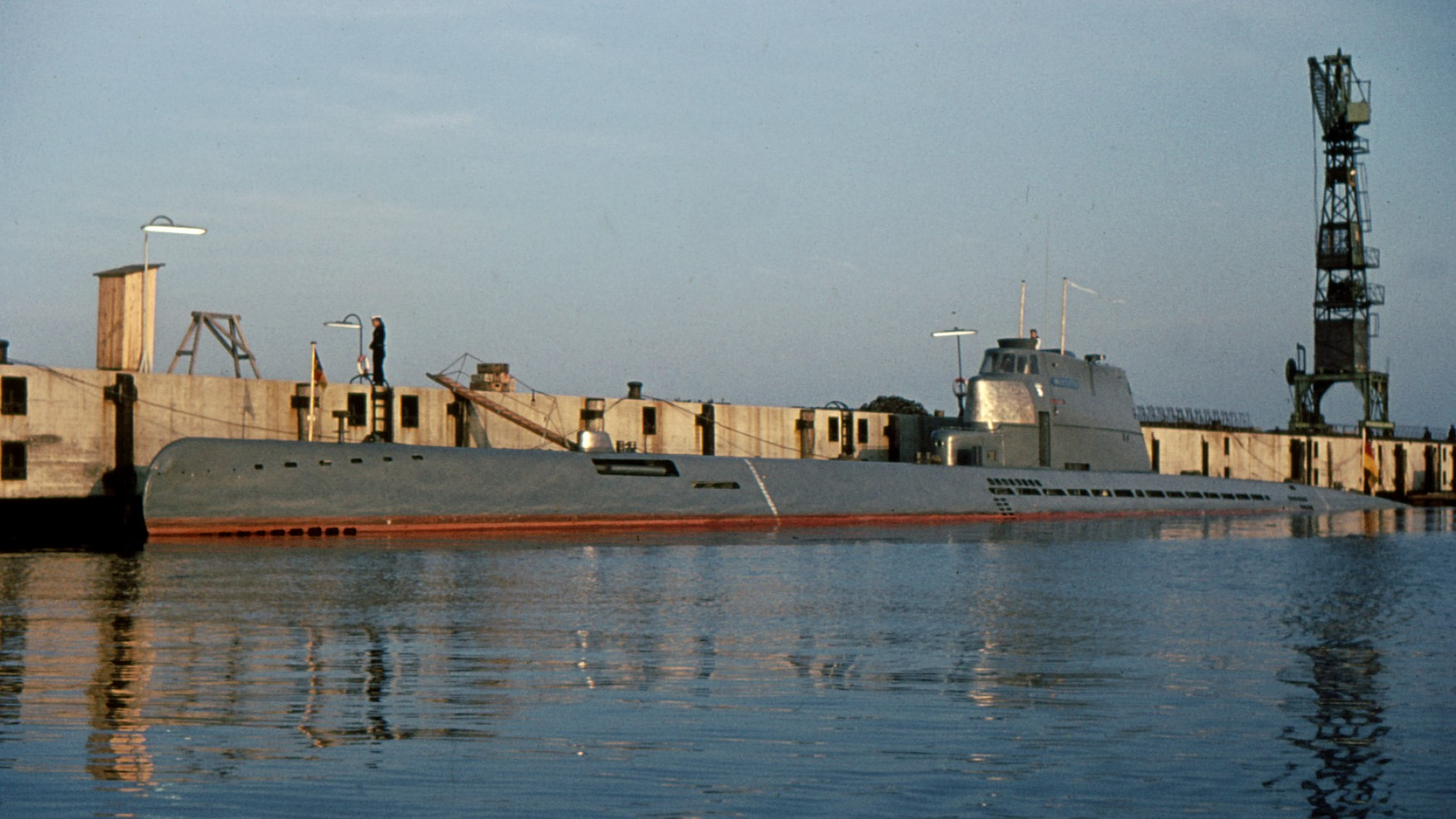
Wilhelm Bauer im Marinestützpunkt Eckernförde (1963)

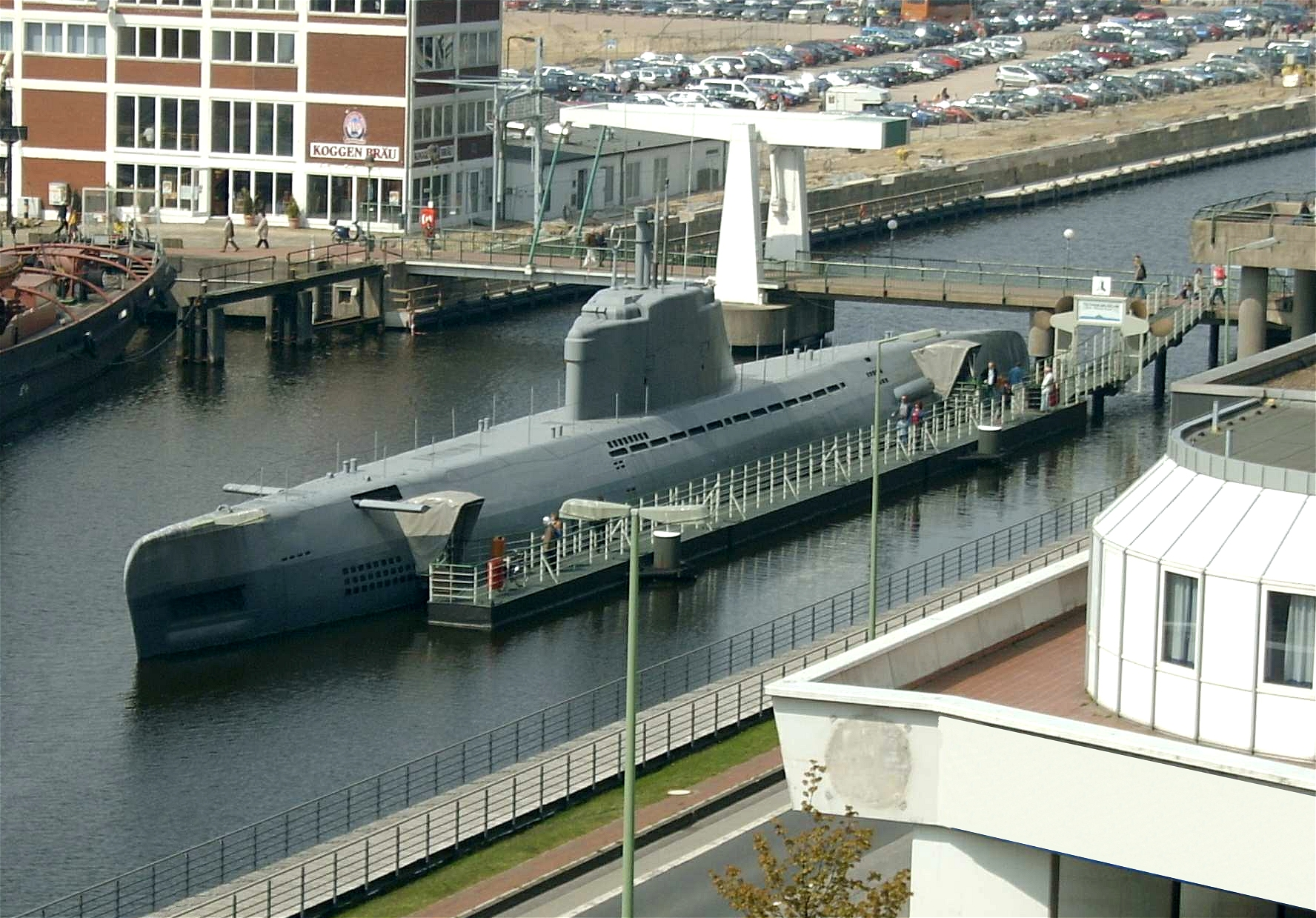
U 2540/Wilhelm Bauer in Bremerhaven (2004)

Letzter und längster Nutzer des Typs XXI war die Bundesmarine. Das zum Kriegsende nahe dem Feuerschiff Flensburg selbstversenkte U 2540 wurde 1957 gehoben. Nach der Wiederherstellung und Modernisierung (neue Turmform, doppelte Maschinenanlage der Klasse 201) bei den Kieler Howaldtswerken wurde ex U 2540 als Wilhelm Bauer 1960 bei der Bundesmarine in Dienst gestellt. Aufgrund der technischen Änderungen bildete das Boot als einzige Einheit die U-Boot-Klasse 241. Es diente der Erprobung von Komponenten für die neuen deutschen U-Boot-Klassen, als Waffentestplattform und als Unterwasserziel für U-Jagd-Übungen. Dabei war es mit der Kennung Y880 klar als Hilfsschiff klassifiziert. Zuletzt fuhr das Boot dann auch unter ziviler Besatzung und wurde schließlich 1982 außer Dienst gestellt. Es ist heute in Trägerschaft des Vereines „Technikmuseum Wilhelm Bauer“ im Alten Hafen als Museumsschiff vor dem Deutschen Schifffahrtsmuseum in Bremerhaven zu besichtigen.
| Kennung | Name          | Vormals | Indienststellung  | Einheit | Außerdienststellung | Verbleib                                  |
| ------- | ------------- | ------- | ----------------- | --- | ------------------- | ----------------------------------------- |
| Y880    | Wilhelm Bauer | U 2540  | 1. September 1960 | Wehrtechnische Dienststelle 71, Eckernförde (1970–1982) Ubootlehrgruppe, Neustadt in Holstein (1961–1967) Schiffserprobungskommando, Kiel (1960) | 15. März 1982       | Museumsboot im Alten Hafen in Bremerhaven |